# Solymári-ördöglyuk
A Solymári-ördöglyuk Magyarország egyik, fokozottan védett barlangja. A Duna–Ipoly Nemzeti Parkban lévő Budai-hegységben, Solymáron helyezkedik el. Egy része idegenforgalmi célra ki van építve. Őslénytani és régészeti leletek kerültek elő belőle. Denevérek is előfordulnak járataiban.

## Leírás
A Budai-hegységben, a hegység északi részén, a Zsíros-hegycsoport északkeleti oldalában, 348 méteres tengerszint feletti magasságban található a főbejárata. Messziről is látható a 20. század elején felhagyott hatalmas kőfejtő, amelynek felső peremétől alig néhány méterre nyílik ez a bejárat. A főbejárat több mint 1,5 méteres, keletre tekintő és majdnem kerek nyílás. Másik, kisebb és boltozatos bejárata a Pipa, amely a főbejárattól északnyugatra 70 méterre található. A harmadik, legfelső bejáratát, a Rókalyukat, ami a főbejárattól 90 méterrel nyugatabbra és 20 méterrel magasabban nyílt, az 1950-es években bontották ki, de omlásveszély miatt az 1970-es években lebetonozták. A barlang mindkét járható bejárata le van zárva. 
A barlang a Zsíros-hegyet alkotó triász dachsteini mészkőben alakult ki. Korábban víznyelőbarlangnak tartották, az 1950-es évek vizsgálatai azonban a hévizes eredetet támasztották alá. Az üregesedés egyesek szerint már a pliocénben, mások szerint a pleisztocénben indult meg, mintegy fél-egy millió évvel ezelőtt. A felfelé áramló meleg és a beszivárgó hideg vizek keveredése folytán újból oldóképessé vált víz bonyolult alaprajzú, térbeli labirintus-hálózattá tágította a repedéseket, hasadékokat. Ez a barlang mai képére is rányomja bélyegét: keskeny, magas folyosók, ezeket összekötő szűk járatok, a hasadékok kereszteződésében kialakult termek, függőleges szakaszok váltakoznak. A barlang magasabb részeire jellemzőek a gömbüstök, gömbfülkék.
A később szárazzá vált barlangot a felülről beszivárgó vizek alakították tovább, részben átalakítva az eredeti hévizes formákat. A hidegvizes tevékenység legszembetűnőbb nyomai a cseppkőképződmények, melyek a barlang egyes részein több négyzetméter felületeket is beborítanak, sajnos ma már erősen rongált állapotban. A folyosók falfelületein, kőzetélein gyakori kiválás a borsókő is, néhány mm-től a cm-es méretig. A barlang egyes részein gipsz kristálycsoportok is láthatók.
A bejárattól a Pihenőig minden nehézség nélkül járható, csak világítás kell. A bejárat néhány lépcsőjén az Előcsarnokba lehet lejutni. Balra a Pince mélysége sötétlik. Néhány méter után a Sikló, vagy más néven a Nagy-Kürtő betonlépcsői indulnak lefelé. Több forduló után lehet leérni a 15 méterrel mélyebben fekvő Kupola-terembe, ahol már néhány cseppkőképződmény is látható. Innen meredek vaslépcső vezet tovább, majd éles forduló után ismét betonlépcsők vezetnek az úgynevezett Pihenőbe. A könnyű túra itt véget ér. Ennek a túrának az időtartama kb. 20 perc.

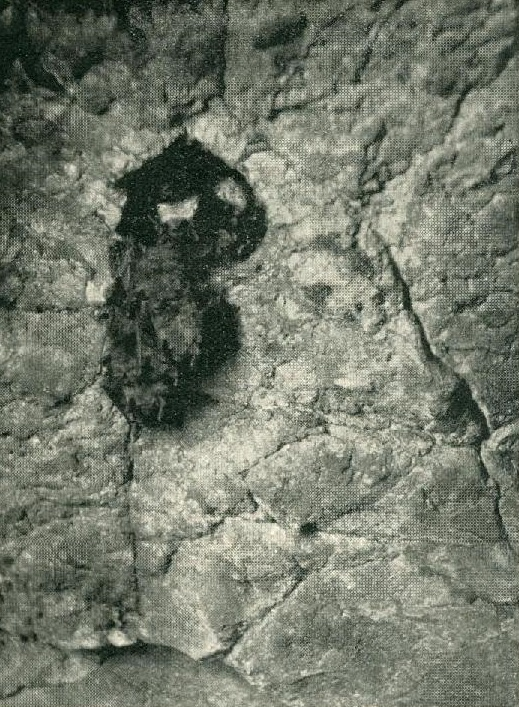
Denevérfürt a Solymári-ördöglyukban lévő Pihenő falán

A további, a Pipáig tartó részben lévő kiépített szakaszon barlangjáró alapfelszerelés szükséges. A Pihenő déli végében levő nyílás a Cirkuszba vezet, melynek bal oldali párkányán, sodronykötél segítségével lehet a másik oldalra jutni, ahonnan kanyargós, szűk járat vezet az ugyancsak nagy méretű Labirintusba. Néhány méter után két létra, majd sodronykötél segítségével lehet felmászni a Szemüreghez, majd onnan ismét két létrán le a Guanó-terembe. Az innen induló szűk Cseppkő-folyosó, majd az ezt követő igen szűk Szuszogó a túra legkellemetlenebb része, melyen áthaladva létrán kell leereszkedni a magas Kulissza-folyosóba. Ennek végén kissé körülményesen lehet felkapaszkodni kb. 2 métert, majd az elért kanyargós folyosó végén létra vezet a kijárat előtti vízszintes szakaszba. Itt lábbal előre kell lecsúszni a járat alakjára utaló Pipa elnevezésű kijáratba. Ennek a túrának az időtartama kb. 1 óra.
Az Ifjúsági Barlangtúra és Barlangi Sportterápia Egyesület vezet overallos sporttúrákat és gyerektúrákat a barlangba. A barlang további szakaszainak felkeresése barlangjárási gyakorlat vagy vezető nélkül nem ajánlott. Ezeknek a szakaszoknak a megtekintéséhez a barlang kulcsát és a látogatási engedélyt a Duna–Ipoly Nemzeti Park Igazgatóság adja ki.
Előfordul a barlang az irodalmában Devil's Hole of Solymár (Kordos 1977), Ördöglyuk (Bekey 1913), Ördög-lyuka (Koch 1871), Ördöglyuka (Koch 1871), Ördöglyuk-barlang (Dudich 1925), Solymári-barlang (Kadić 1929), Solymári barlang (Tasnádi 1926–1927), Solymári Ördögluk-barlang (Barcza, Thirring 1920), Solymári Ördöglukbarlang (Barcza, Thirring 1920), Solymári Ördög-lyuk (Kordos 1978), Solymári Ördöglyuk (Dudich 1932), solymári Ördög-lyuk (Kordos 1984), Solymári Ördöglyuk-barlang (Szegő 1948), Solymári-ördöglyuk Cave (Takácsné, Eszterhás, Juhász, Kraus 1989), Solymári-zsomboly (Kordos 1984), Teufels-Höhle (Arányi 1881), Teufels-Loch (Koch 1871) és Vörösvári-barlang (Kordos 1984) neveken is.

## Élővilág
A barlangban élő denevérek nagy számára már korán felfigyeltek. A századforduló táján egy külföldi vállalkozás bérelte, és hatalmas gépekkel tonnaszámra termelte ki innen a guanót a talajok feljavítására, de a második világháború után is a becslések szerint még kb. 75 m³ kitermelésre érdemes mennyiség maradt a járatokban. Jól példázza, hogy a Cirkusz termének mélyedését szinte színültig töltötte ki a guanó, aminek ma nyoma sincs ott. Mennyisége több vagon volt. Egykoron az útvesztőben is méteres vastagságú guanórétegen lehetett járni.

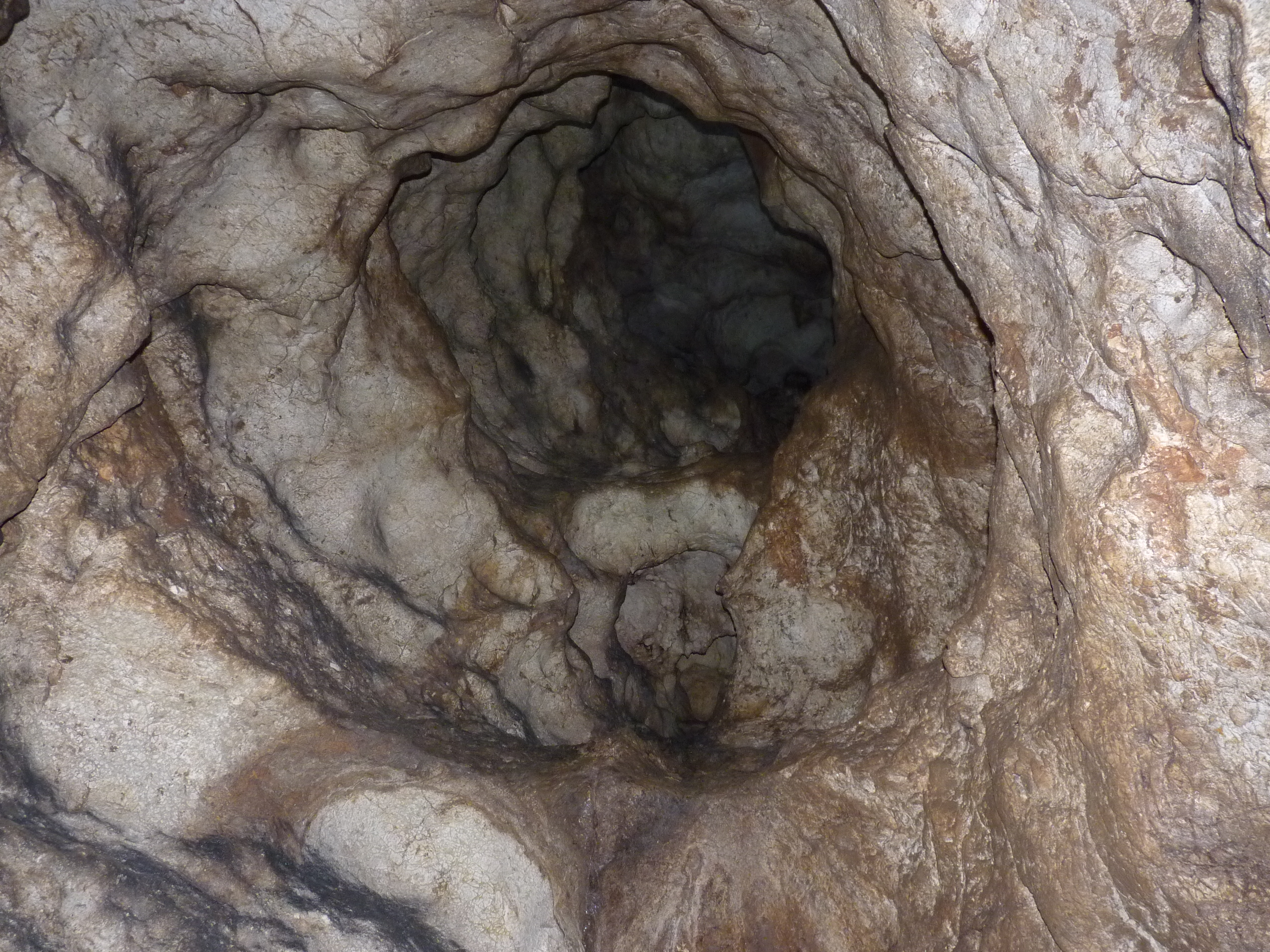
Kürtő a Cirkuszból (Solymári-ördöglyuk) nézve

A guanón kívül a máig megtalálható denevércsontok bizonyítják, hogy zömmel kereknyergű patkósdenevérek, hosszúszárnyú denevérek, hegyesorrú és közönséges denevérek nagy tömegekben éltek a barlangban (az első kettő ma már nem). Ma már inkább a közönséges denevér, kis patkósdenevér és nagy patkósdenevér, valamint hegyesorrú denevér, nagyfülű denevér, csonkafülű denevér és vízi denevér fordul elő. A guanókitermelés óta és az évtizedek óta tartó rendszeres túrázások hatására manapság a denevérek már csak nagyon kis számban láthatóak.
Korábban a denevérekben élősködő denevérlegyek közül négy faj (Penicillidia conspicua, Mycteribia blasii, Nyeteribia schmidti, Nycteribia biaticulata) itteni előfordulását is igazolták. Az ördöglyukban előforduló barlangi rovarok között is több érdekes és ritka példányt írtak le, így kétfajta szárnyatlan ősrovart és egy addig teljesen ismeretlen sertefarkú rovart is.

## Ásatások a barlangban
Bekey Imre Gábor a Pipa bejáratban neolit cserépedény-töredékeket talált, és további ásatásokra tett javaslatot ott (Bekey 1924). A belső részekről eddig még sehonnan sem került elő emberi eredetű tárgy. Emberi csontra is csak a Főbejárattól nyugatra, attól 30 méterre, a Farkasverem fölé eső töbörszerű mélyedés kutatásával kapcsolatban bukkantak. Ott 8–10 métert ástak le egy erősen korrodált falú üregben, ahonnan egy kora hallstatti kultúrabeli dísztelen cserépedény töredékei kerültek elő, néhány recens állatcsont (görény és ló) mellett. A barlangból kiindulva az alatt egy kürtőt kimászva szintén ráakadtak ugyanarra a kitöltésre, benne ember-, ló- és medvecsontokkal (Vértes 1950).

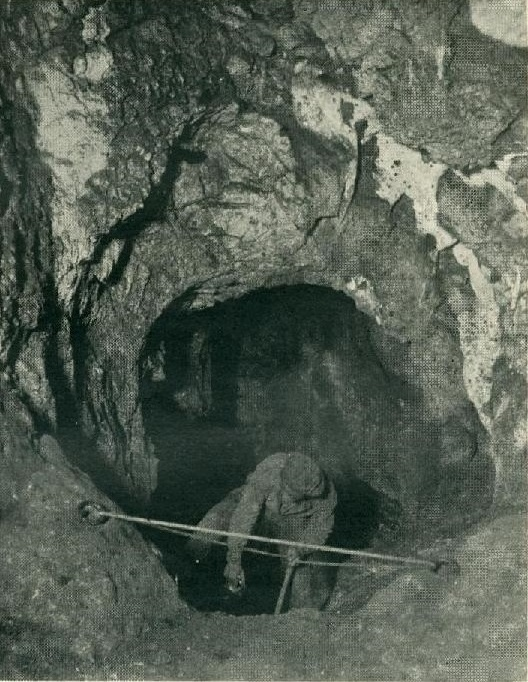
Beszállás a Solymári-ördöglyukban lévő Nagy-kürtőbe (Jellinek János fényképe)

A barlangban már korábban is találtak elszórtan különböző eredetű csontokat, de tudományos igényű feltárást, ásatást csak az 1939–1943 közötti időben, a Magyar Barlangkutató Társulat megbízásából Vértes László végzett ősállati csontleletek után kutatva. 1951-ben Jánossy Dénes paleontológus végzett ásatást a Magyar Természettudományi Múzeum részéről.
Az őslénytani ásatások gazdag anyagot eredményeztek. Legjelentősebb a teljes jávorszarvas-csontváz, melynek kora azonban bizonytalan. A talált kisemlős-anyag (például cickányok, több pocokfaj, egérfajok) a pleisztocén fiatalabb szakaszába (70–75 ezer év) helyezhető, a nagyemlős-anyag (például barlangi medve és barlangi oroszlán) egy része (bölény, Merk-orrszarvú) ennél régebbi is lehet. A barlang gerinces őslénytani leletei hazánk hasonló barlangjainak maradványai közt egyedülállóak, de sok, korban eltérő csont rétegtani hovatartozása bizonytalan, további ásatások lennének kívánatosak.
Kiemelkedő jelentőségű a barlangban talált csigák vizsgálata, melynek alapján a Kis-körút vörös agyagja a középső pleisztocénben, míg a járat végénél eltömődött kürtő világosabb színű kitöltése az ezt követő hűvösebb szakaszban képződött.

## Kutatástörténet

### 1929-ig
A Földtani Közlöny 1871. évi, első évfolyamának 1. számában megjelent, Koch Antal által írt tanulmányban az van írva, hogy Solymárnál található az Ördög-lyuka (Teufels-Loch) nevű barlang, amelyben 1868 nyarán járt. A barlang egy tulajdonképi, azaz a hegy belsejébe mosott csatorna. A solymári Ördöglyuka befolyási, más néven betörési barlang, tehát a víz a barlangba folyik. A hegykúp lejtőjének ÉNy-i részén, a hegy alja felé található a második általa meglátogatott barlang, az Ördöglyuka. A gömbölyű, kb. 4' átmérőjű barlangbejárat dachsteini mészkőben nyílik és 3–4'-nyi párkányon leereszkedve vezet le a barlangba, amely gyorsan 2° magassá válik. Kb. 1 ölre befelé balra 2° széles lyuk látható, amelytől jobbra 1'-nyi út van a sziklafal mellett. Ebbe a sziklafalba kapaszkodva lehet továbbmenni. Ez a lyuk megvilágítva 2° mélynek tűnt és fenekén iszap, valamint vízzel besodort fagallyak voltak. A barlang kb. 3° magasságig emelkedik és 2° széles itt. 2 öllel odébb el van zárva a járat egy 80° alatt lenyúló 1° átmérőjű aknával, amelybe nem tudott leereszkedni Koch Antal eszközök hiánya miatt.

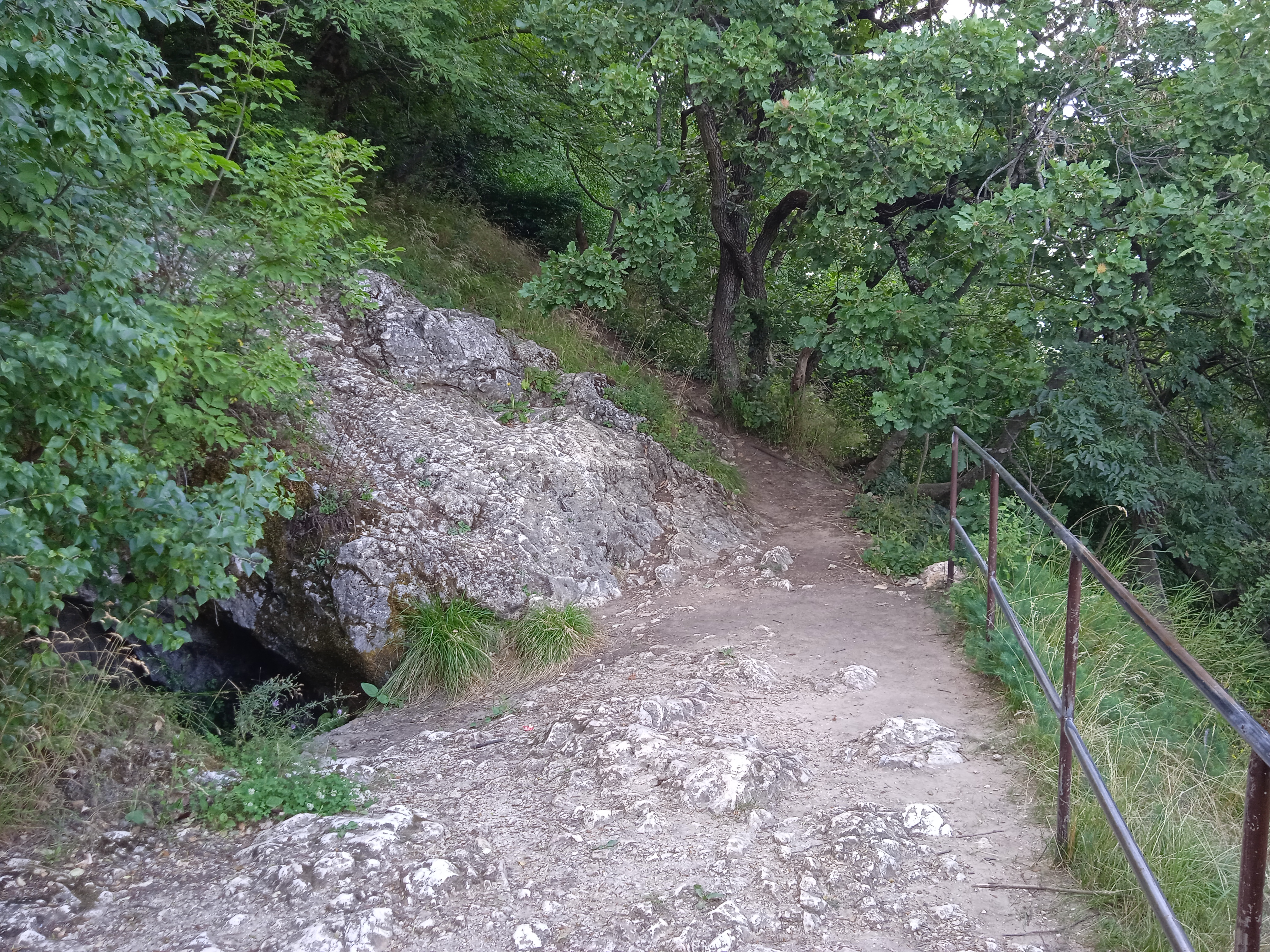
A Solymári-ördöglyuk bejáratának előtere

Égő papírt dobott az aknába és akkor azt látta, hogy ilyen irányban kb. 4°-re megy le, de aztán másik, kevésbé meredek irányban halad lefelé. Nagy köveket dobált bele, amelyeket kis időközönként kétszer gurulni és kétszer esni hallott, amelyből körülbelül lehet irányára és terjedelmére következtetni. Solymáron lakók azt mondták neki, hogy egy beledobott kutya két nap múlva visszament. Ebből az sejthető, hogy van lejjebb még egy bejárata, amelyet nem ismernek a solymáriak. Nevezetes ennek a barlangnak az állatélete is. Barlangi denevérek raja repkedett Koch Antal fáklyája körül és a kőpárkányokat több hüvelyk vastagon fedte guanójuk.
A barlang akkor alakult ki, amikor a két hegykúp közötti nyerget a víz nem mosta még olyan mélyre, mint amilyen mély jelenleg. Ekkor a barlangbejárat az alján lehetett és a dolomit hegyeken összegyűlő, majd erre lefolyó víz legnagyobb része befolyhatott a bejáraton. A befolyó víz egyre szélesebb és mélyebb csatornát mosott, majd valahol a völgyben tört felszínre. A barlangba jelenleg kevés víz folyik be, csak az, amely összegyűlik ennek a hegynek a lejtőjén. Az ezen a helyen találkozó két különböző dachsteini mészkőréteg Koch Antal szerint kedvezően hatott a barlang létrejöttére. A hegy tetejétől a barlang szintjéig a dachsteini mészkő fehér, tömött és vastag padokban települt. Ez alatt táblás töredezett rétegű és szürke színű, kissé szemcsés a dachsteini mészkő. E között a két réteg között mosott utat, csatornát magának a víz.

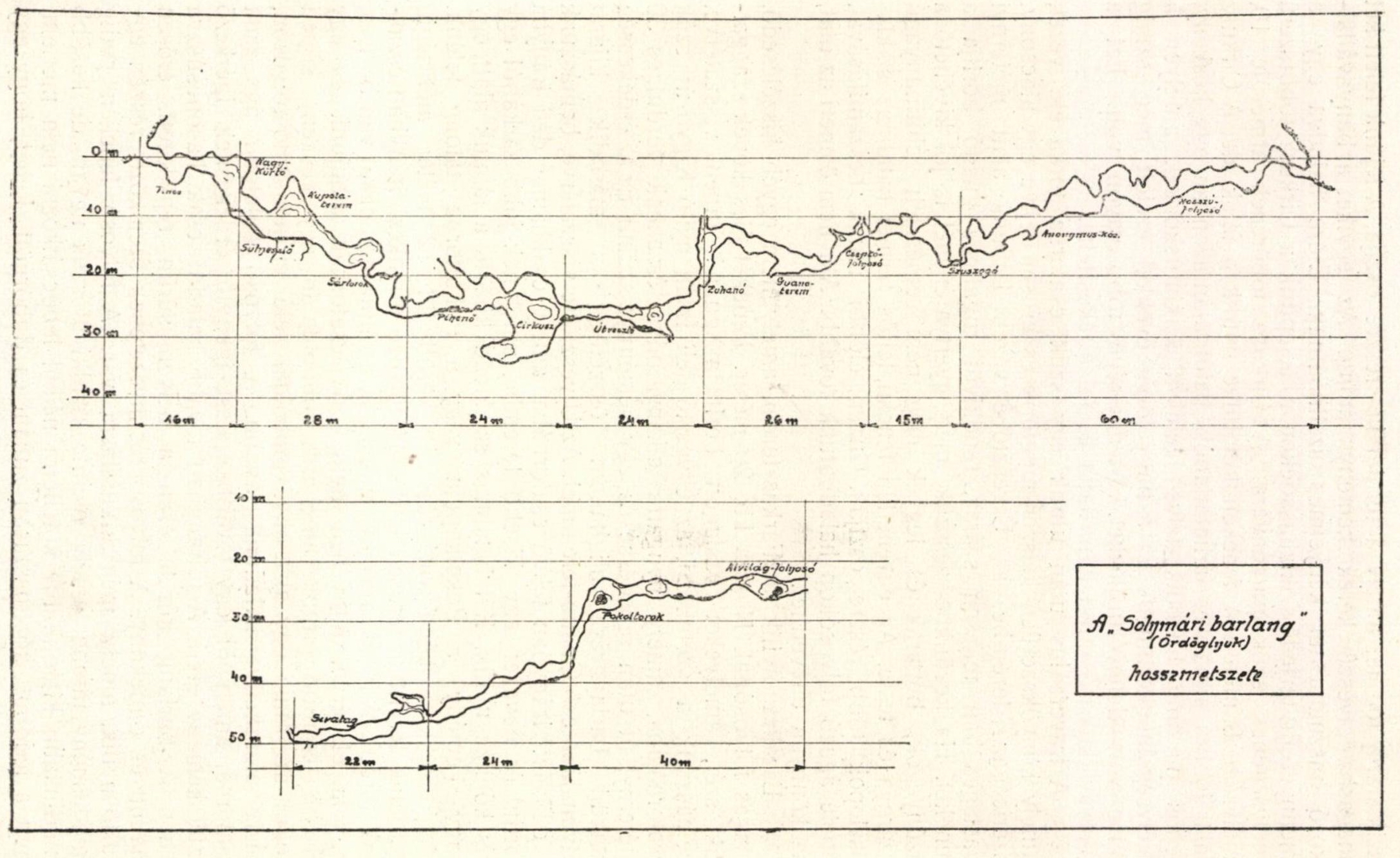
A Solymári-ördöglyuk hosszmetszet térképe (1924)

Az 1881. évi Archaeologiai Értesítőben szó van arról, hogy nevezetes a Solymáron lévő Teufels-Höhle nevű barlang, amely alagútszerű. Elképzelhető, hogy az üregben vannak özönvízelőtti állatok csontjai és tatár-, illetve törökkori tárgyak, ezért érdekes lenne megvizsgálni a barlangot. A barlang a pilisi hegy barlangjával összeköttetésben van. A Turisták Lapja 1911. évi évfolyamában meg van említve, hogy vannak olyanok, akik szerint a Pál-völgyi-barlangban lévő Bekey-folyosó végponti ága lehet, hogy összeköttetésben van a Solymáron lévő barlanggal. Ennek megállapítása a barlang érdekességét rendkívül emelné. Az 1913. évi Barlangkutatásban megjelent és Bekey Imre Gábor által írt tanulmány szerint az őslénytanilag és turisztikailag nagyon érdekes barlangot, a solymári Ördöglyukat nemsokára kőbányászat fogja elpusztítani, ha a kutatások tovább késlekednek.
Az 1915. évi Barlangkutatás 2. füzetében szó van arról, hogy a Magyarhoni Földtani Társulat Barlangkutató Szakosztály 1915. január 21-én tartott évzáró gyűlésén, Kmetty Béla megtartotta A solymári Ördöglyuk felmérése című előadását. Az előadáson ismertette a Solymári-ördöglyukban, a szakosztály megbízásából, Szüts Ferenc segítségével végzett barlangfelmérés módszerét, és bemutatta a barlang alaprajz térképét és szelvény térképeit. Az 1915. évi Barlangkutatás 3–4. füzetében az van írva, hogy a Pilis hegységben viszonylag kis területen három, a nép által Ördöglyuknak elnevezett barlang ismert. Ezek között legnagyobb a Solymár feletti Kő-hegyen elhelyezkedő. Ez a kiterjedt barlanghálózat a Pilishegyvidék legnagyobb barlangja. A másik kettő a Szopláki-ördöglyuk és a Klotild-barlang. A nép Ördöglyukaknak a legkülönbözőbb típusú barlangokat nevezi. Az 1916. évi Barlangkutatásban közölve lett, hogy a Budapesthez közel található Solymári-ördöglyukban ’Sigmond Elek olyan denevérguanót talált, amely átlag 2,4–7,87% nitrogént és 3,93–13,86% kalciumfoszfátot tartalmazott.

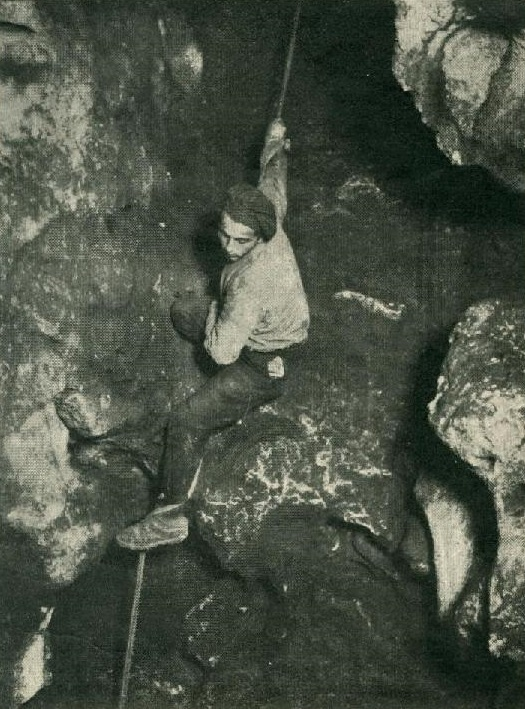
Solymári-ördöglyuk, ereszkedés a Nagy-kürtőben (Jellinek János fényképe)

A Turisták Lapja 1920. évi évfolyamában kiadott, A solymári Ördöglyuk részeinek elnevezése című publikációban az olvasható, hogy a Magyarhoni Földtani Társulat Barlangkutató Szakosztályának 1914. november 5-én tartott értekezletén a szakosztály a meghívott egyesületek küldötteivel közösen megállapította a Solymáron lévő Ördöglyuk folyosóinak és termeinek nevét. Az értekezleten készített jegyzőkönyvet aláírták a résztvevők (a Magyarhoni Földtani Társulat Barlangkutató Szakosztálya részéről: Bekey Imre Gábor, Kormos Tivadar, Hillebrand Jenő; a Magyar Turista Egyesület részéről: Déry József; a Budapesti Torna Egylet részéről, a barlang térképét elkészítők: Kmetty Béla és Szüts Pál; a Természetbarátok részéről Pogacsnik Albin.
Bekey Imre Gábor jelentette az értekezleten, hogy a barlangkutató szakosztály megbízta a Solymári-ördöglyuk felmérésével Kmetty Bélát és Szüts Pált, akik elvállalták a munkát, és elkészítették a barlang térképét. Bekey Imre Gábor bemutatta a térképet, és mivel a térképkészítéssel együtt fel lettek tárva a barlang eddig ismert részei, ezért kérte az egyesületek összegyűlt hivatalos küldötteit, hogy tegyenek javaslatot a különböző barlangrészek elnevezéséhez. Déry József javaslatára úgy határozott az értekezlet, hogy lehetőleg nem adnak a résztvevők tréfás nevet és személynevet a barlang részeinek.
Az Ördöglyuk kőfejtő felett lévő bejáratától kezdődik a jegyzőkönyvben felsorolt barlangrészek neve. A bejárat átlépése után az Előcsarnokba lehet jutni, amelynek fenekét kettéválasztó mély árok a Pincze. Az Előcsarnok végéből indul le a Nagy Kürtő a Kupolaterembe, amelynek tölgyfapadozata közepéről a Sülyesztő vezet le a második szintre. A Kupolateremből É-ra nyíló folyosóból K-re kiágazó, majd D-re és Ny-ra forduló járat a Kiskörút. A Kupolaterem É-ra haladó folyosója meredeken vezet le a Denevérterembe. Az itt egymásra torlódott kövek között lévő átjárókon (Sártorok) keresztül lehet lejutni a második szinten fekvő Pihenőbe. Ennek D-re nyíló, keskenyülő része a Czirkusz széles és mély tölcsére elé vezet, amelynek traverzálása után a Ny-ra nyíló Könyök-úton lehet eljutni az öt irányba ágazó Útvesztőbe. Innen É-ra a tág farkasverem, D-re a szűk csatornaszerű Kígyó-út, K-re pedig az Alvilág folyosója nyílik. Ez utóbbi D-re kanyarodva a Pokoltorok mély falában meredeken vezet le, majd visszafordul É-ra és a homokos aljú Sivatagban véget ér.
Az Útvesztőből Ny-ra, a második bejárat felé a Zuhanó meredek kéményén kell felmenni, a Szemüregek jellegzetes két sziklaürege mellett le kell ereszkedni a Guanoterembe, majd az alább felsorolt szűk folyosókon és csatornákon keresztül lehet kijutni a szabadba: Cseppkőfolyosó, Szuszogó, Anonymus-körjárat, Vándorkövek, Kőfüggöny és Hosszúfolyosó. A cikkben van két fénykép, amelyek bemutatják a barlangot. Az első fényképen a barlang bejárata, a második fényképen pedig a barlang kijárata figyelhető meg. Mindkét fényképet Bekey Imre Gábor készítette. A szerkesztő lábjegyzetben közölte, hogy a folyóirat következő számában részletes cikk fog megjelenni a témáról helyszín- és alaprajzokkal.

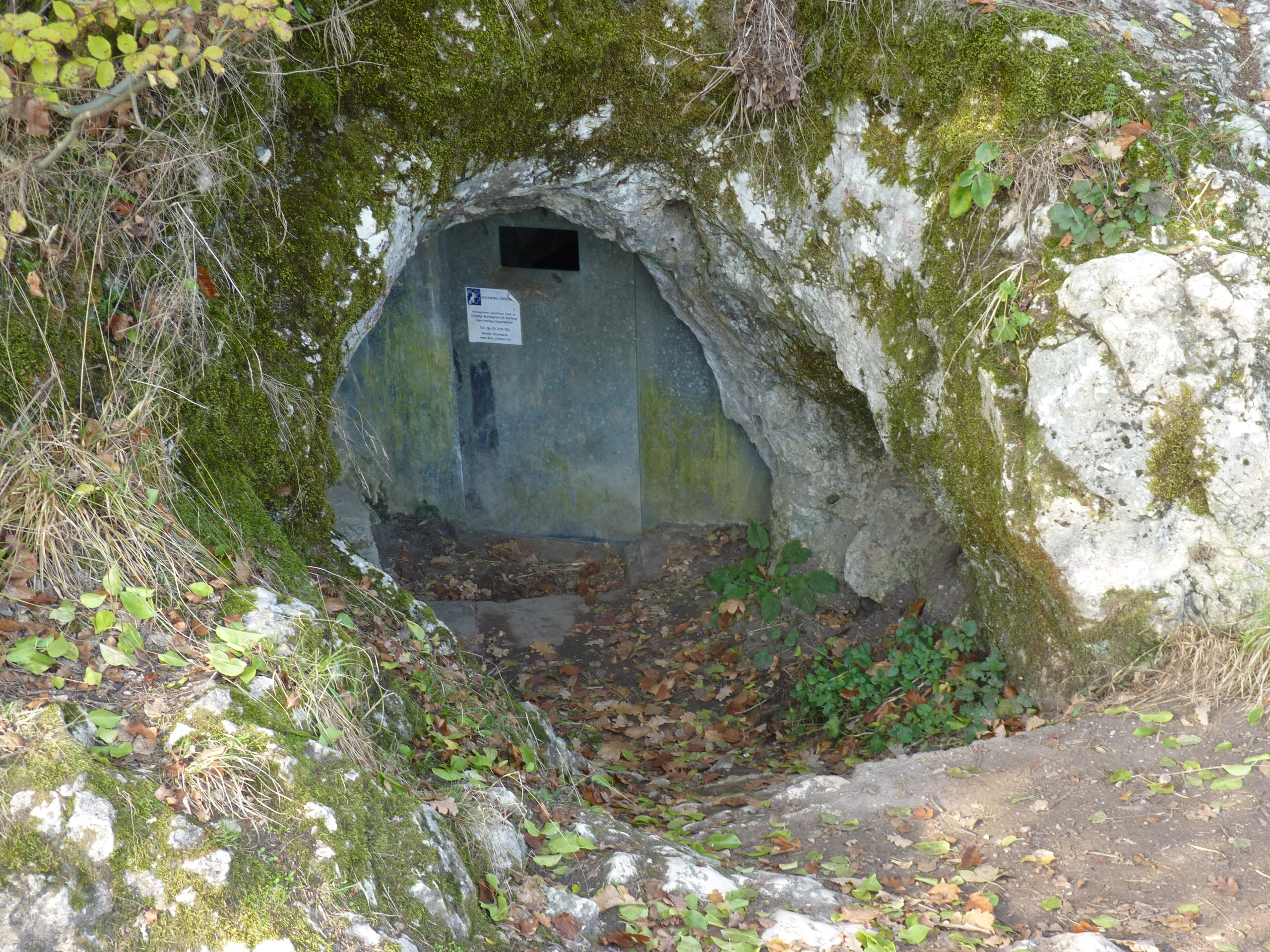
A Solymári-ördöglyuk bejárata 2011-ben

Az 1920-ban kiadott, Budapest Duna-jobbparti környéke című könyvben szó van arról, hogy a Sziklás-hegy É-i oldalába vájt kőfejtő felett van a Solymári Ördögluk-barlang (Solymári Ördöglukbarlang) bejárata. A barlang két bejárata egymáshoz közel helyezkedik el. Az egyik bejárat kerek, a másik pedig fülke alakú. A nagyon bonyolult kiterjedésű, termekből, ördöglyukakból, rókalyukakból és sok folyosóból, fülkéből és odúból álló nagy barlang bejárására csak gyakorlott turisták vállalkozhatnak. Koch Antal (1871) szerint a barlang a dachsteini mészkő különös kialakulásának köszönheti létezését. Szerinte a barlang feletti mészkő fehér, tömött és vastag padokban települt, az alatta húzódó rész pedig szürke, kissé szemcsés és táblásan elváló rétegekből áll. Utóbbiak nagyon töredezettek és ez vezetett a barlang keletkezéséhez. A kiadványban publikálva lett a barlang alaprajz térképe, amelyet Kmetty Béla és Szüts Pál készített.
Az 1920. évi Barlangkutatásban kiadott könyvismertetésben, amely a Budapest Duna-jobbparti környéke című könyvről szól, meg van említve, hogy a könyvben le van írva a Solymári barlang, és a könyvben publikálva lett a barlang alaprajz térképe. Az 1924-ben megjelent, Budapest Duna-jobbparti környéke című kiadványban meg van ismételve az 1920-ban publikált könyv Solymári Ördögluk-barlangot (Solymári Ördöglukbarlang) bemutató része. Dudich Endrének az 1925-ben publikált, A magyarországi denevérlegyek című tanulmányában az van írva, hogy a Solymár melletti Ördöglyuk-barlang az egyik lelőhelye a Nycteribia biarticulata Hermann. 1804-nek (Bartkó gyűjtötte 1922. február 26-án Rhinolophus hipposideros-ról), a Nycteribia Blasii Kolenati. 1856-nak (Véghelyi Lajos 1924. március 31-én gyűjtötte Myotis myotis-ról), a Nycteribia Schmidli Schiner. 1853-nak (Véghelyi Lajos 1924. március 31-én gyűjtötte Myotis myotis-ról), a Penicillidia conspicua Speiser. 1901-nek (Véghelyi Lajos 1924. március 31-én gyűjtötte Myotis myotis-ról).

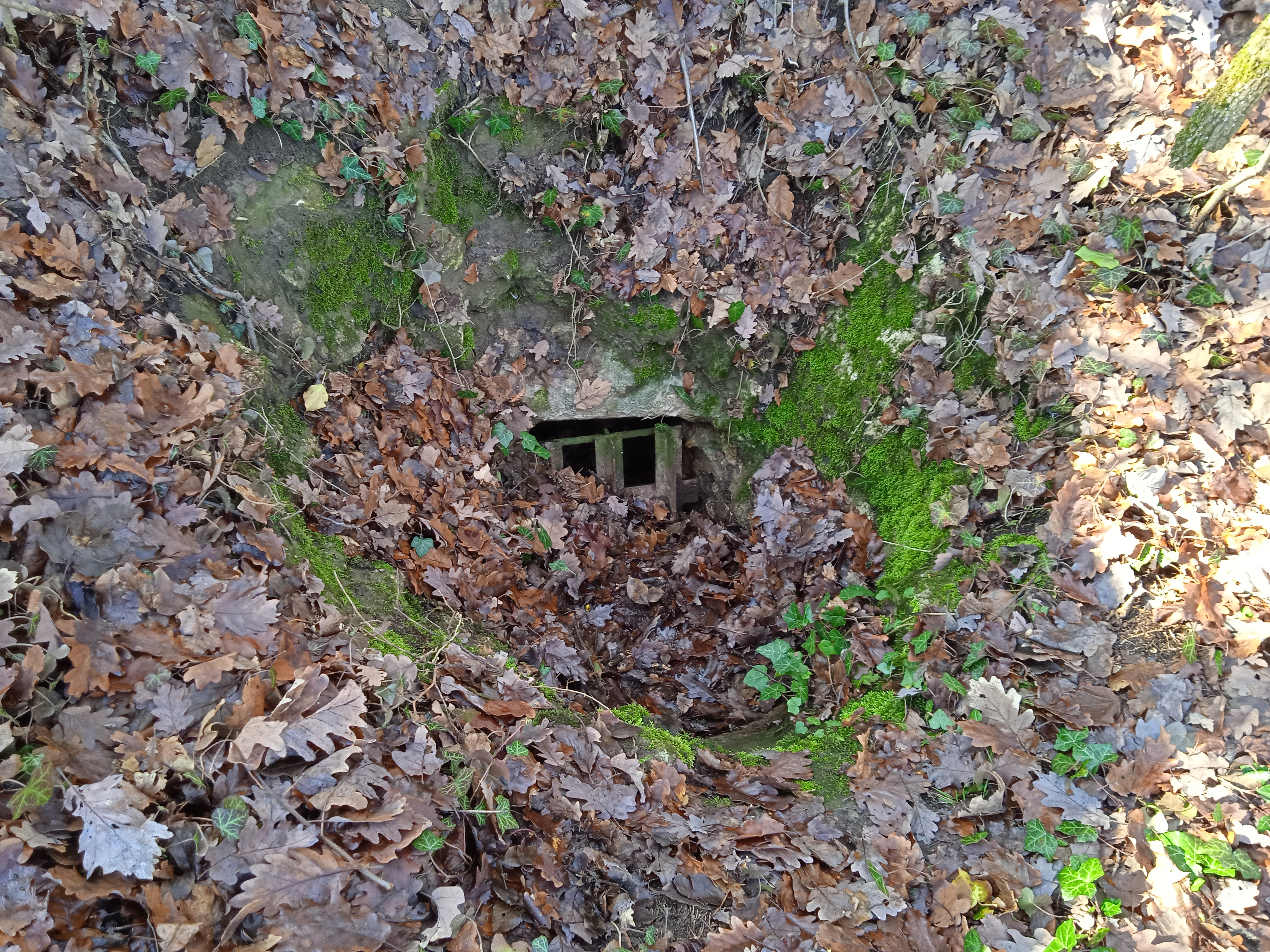
A Solymári-ördöglyuk megszüntetett, Rókalyuk nevű bejárata

Az 1926–1927. évi Barlangkutatásban szó van arról, hogy az 1923–1924-ben, a Tasnádi Kubacska András és Véghelyi Lajos által végzett denevér-megfigyelések során, a Solymári barlangból (solymári Ördöglyuk) előkerült közönséges denevér (Myotis myotis Borkh.) és hegyesorrú denevér (Myotis oxygnathus Mont.). Az 1928. évi Állattani Közleményekben az olvasható, hogy a Wilhelm Michaelsen (Hamburg) által meghatározott Bimastus tenuis EISEN., amelyet Dudich Endre gyűjtött 1923. július 7-én, egyik lelőhelye a Solymári barlang. Dudich Endre a Solymári-ördöglyukban, 1923. július 7-én talált Polydesmus denticulatus KOCH-t, amely a barlang falain mászkáló Quedius mesomelinus MARSH. és Choleva cisteloides FRÖL. nevű bogarak társaságában volt.
A Turisták Lapja 1929. évi évfolyamában publikálva lett, hogy a Pilis hegységnek az a része, amely Esztergomtól Pilisborosjenőig húzódik és leginkább mészkőből, illetve dolomitból áll, egyéb természeti kiválóságai mellett főleg barlangjairól nevezetes. Ebben az évben fordulat állt be abban az ügyben, hogy egyrészt az érdekelt települések elöljárói, de leginkább a Magyar Turista Egyesület felismerve az itt lévő barlangok jelentőségét, kezdték sürgetni azok szakszerű kutatását. Így kezdődött el tavasszal Pest vármegye anyagi támogatásával a Solymári-barlang turisztika céljára történő átalakítása.

### 1930–1933

A Solymári-ördöglyuk egyik részének 1930-ban publikált fényképe (fényképezte: Jellinek János)

A Weekend-élet 1930. június 29-i számában található, Jellinek János által írt publikációban az van írva, hogy Solymártól DNy-ra, a Sziklás-hegy É-i oldalába mélyen bevágódó kőbánya felett helyezkedik el Budapest környékének egyik legkifejlettebb barlangja, a solymári Ördöglyuk. Ezt a nevet a nép adta neki, mert a nép általában ördöglyuknak nevezi el a neki titokzatos és félelmetes, ismeretlen mélységű üregeket. Az ördöglyukak (más néven zsombolyok) legtöbbször lefelé haladó, különböző mélységű üregek. Emiatt nem helyes ördöglyuknak nevezni a solymári barlangot, amely kiterjedése és keletkezése miatt barlang és nem ördöglyuk. Az illetékes tudományos körök emiatt (tiszteletben tartva a népies Ördöglyuk nevet) solymári Ördöglyuk-barlangnak nevezik. Két nyílása van a barlangnak: az egyik a K-i bejárat, a másik, fülkeszerű a kijárat, amely a bejárattól É-ra kb. 50 m-re van. Dachsteini mészkőben alakultak ki bonyolult üregei, folyosói és rókalyukai.
A barlang nagyon sokáig elhanyagolt állapotban volt. Először, 1910-ben kezdődött el tudományos kutatása, de akkor csak őslénytani szempontból vizsgálták és csak a Kijárat kis fülkéjében fedeztek fel újkőkorszaki cserépdarabokat. A Magyar Barlangkutató Társulat, amely tevékenységi körébe vette a barlang szakszerű feltárását, 1929-ben megint ásatást végzett benne más munkákhoz kapcsolódóan. Néhány cserép- és csontdarabon kívül azonban most sem került elő más, ami azt tanúsítja, hogy ebben az üregben nem sokáig lakott az ősember. A kutatók csákányai gyakran tárnak fel új folyosókat és csarnokokat a barlangban, amelynek, a feltételezések szerint, nagyon sok, eddig ismeretlen része van. Érdemes belülről is megismerni a barlangot. Ajánlott a helyenként összegyűlő, sáros anyag miatt rossz ruhában lemenni a barlangba.

A Solymári-ördöglyuk egyik részének 1930-ban publikált fényképe (fényképezte: Jellinek János)

A legrövidebb és viszonylag legkönnyebb út, amely a bejárattól a kijáratig tart: a K-i bejáraton bebújva és a balra lévő, mély Pince jobb oldali párkányán óvatosan átlépve a 14 m mély Sikló (Nagykürtő) tátongó nyílása előtt áll a látogató. Néhány évvel ezelőtt egy találékony vállalkozó kibányászta a barlang elején összegyűlt rengeteg guanót. A falba verve megtalálható a felszállításhoz használt két vaskarika, amik később is jól használhatóak voltak. Ezeket használták a barlangjárók kötelük rögzítéséhez. Jelenleg itt lépcsőn lehet lemenni kényelmesen. A lépcső a Magyar Barlangkutató Társulat szorgalmas munkájának eredményeként 1929-ben készült el a gyakorlatlan látogatók számára. A szakadék aljára leérve, lejtős úton lehet eljutni a hatalmas Kupolaterembe. Itt is nagyon kell figyelni, mert közepéről egy kürtő nyúlik le a barlang mélye felé. Lent körülveszi a barlangjárót a barlang csendje, csak a repedésekben lassan szivárgó vízér cseppjei koppannak kísértetiesen a mészfalakon. A szem nehezen szokja meg a homályt és a lámpák fénye miatt kialakuló árnyék misztikusabbá teszi a látványt. Az örök sötétség csak az apró karbidégők fehér foltja miatt oszlik el rövid időre, hogy megcsodálható legyen egy-egy mészcsipke vagy egy ormótlan cseppkőorgona.
Elindulva, a jobb oldali részen kezdődő folyosón haladva folytatódik az út É-ra, majd nemsokára az Alvilág (Denevérterem) vadul leszakadó falak által határolt mélysége következik. Itt eltűnik a csend, mert a nyugalmukból felriadt denevérek ezrei ijedt cincogással repülnek körbe. Az Alvilág nem tartozik az úthoz, ide külön túra során, kötél segítségével lehet leereszkedni. D-re fordulva és egy sziklatömb alatt nyíló szűk és csavaros folyosón egyre lejjebb bújva lehet eljutni az agyagos és nedves Sártorokhoz. A sok hasoncsúszás után a tág Pihenőben lehet, nevéhez méltóan, pihenni egy kicsit. Ennek a kis teremnek jellegzetes része az a két kerek kürtő, melyek felfelé vezetnek. Néhány lépés és megpillantható a barlang egyik legérdekesebb része, a Cirkusz. Kb. 7 m mélyen van a barlangjáró alatt a terem alja, ahová nem kell leereszkedni, mert az megkerülhető a balra fekvő párkányon. Szűk folyosó következik, amely enyhén lejtve elvezet DNy-ra, a Farkasverembe (Útvesztő). Ezt a termet a lezuhant sziklatömbök részekre osztják. A teremből négy főirányba ágazik el az út. A barlang egyik legmélyebb és legnehezebben megközelíthető részébe, a Pokolba is innen lehet eljutni. Rövid pihenő után tovább menve Ny-ra, fárasztó terpeszmászással kell felmászni egy függőleges kéménybe.
Magára vonja a figyelmet egy szép cseppkőképződmény: víz hullik a magasból és nem dübörög. A természetnek hány évezredes munkája ez? Mintha egy titán állította volna meg mélybe rohanását addig, míg az ide is betolakodó, gyarló emberek megcsodálják. Két sötét üreg, a Szemüveg néz vakon a barlangjáróra. Megint csúszni kell egy szűk folyosóban a tág Guánóteremig, melynek kiugró párkányáról a két méterrel lejjebb található fenékre kell lelépni. (Elágazás a barlang legmélyebben húzódó része, a Fehér Termek felé.) Itt is, ahogy a többi teremben, bokáig, néhol térdig ér a guanó. É-ra egy rövid folyosón, majd szűk, függőleges kéményben, a Cseppkőfolyosóban kell felfelé kúszni. Mikor kissé tág lesz, akkor a balra (D-re) kanyarodó repedésen kell lemászni addig, amíg a repedés tart. A jobb oldali fal aljából induló keskeny nyíláson (Szuszogó) kell átkúszni, majd egy szűk kémény után az Anonymus-barlang következik. A terem jobb oldali odújában jámbor kezek egy Mária szobrot helyeztek el. Itt már észrevehető a kijárat közelsége, mert az eddigi fülledt levegőt felfrissíti a huzat. Fel lehet ismerni a kijárat közelségét arról is, hogy sűrűbben fordulnak elő falramázolt nevek. Sokszor nem esztétikus és főleg nem odaillő látványt nyújtanak a falakra festett és kormozott monogramok, évszámok és egyéb, a városligeti padokra kívánkozó, kedves emlékek.

A Solymári-ördöglyuk bejáratának 1930-ban publikált fényképe (fényképezte: Jellinek János)

Szomorú az is, hogy ezen az útvonalon nem látható kifejlett függőcseppkő és állócseppkő, csak a letörés helye mutatja, hogy a helyenként karvastagságú rudakat barbár módon letörték. Az Anonymus-barlangból ÉNy-ra, váltakozó szélességű repedésben halad az út, mely kettéágazik, majd egyesül. (Egy kis körút visz Ny-ra, a Nagytemplom és Kápolna felé.) Most azonban mindig a Labirintban kell haladni kb. É felé, míg bezárul a teremmé bővülő repedés. Jobbra, fent egy szűk kürtő van, ami könnyen elérhető a fogásos falon. Még egy kicsit kell feltolódni a könyökszerű kürtőben és lent (mert a felfelé tartó kürtő hirtelen lekanyarodik) megpillantható a biztos talaj. Az út 2,5, 3 óráig tart, de nem válik unalmassá, mert változatos részeiben újabb és újabb alakzatok bukkannak a látogatók elé. Jellinek Jánosék 3 óráig voltak a misztikus barlangvilág vendégei és utána teli tüdővel szívták magukba a frissítő levegőt. A felszínen kacagó napfény árasztott világosságot és kis rigók füttyentették vígan dalukat. A cikkben megjelent négy fekete-fehér fénykép, amelyek bemutatják a barlangot.
A Turisták Lapja 1930. évi évfolyamában lévő, Barbie Lajos által írt cikk szerint nagyon sok látogatója van a Solymár határában, a Sziklás-hegy oldalában nyíló Solymári-ördöglyuknak, amely a Pilis hegység egyik legnagyobb barlangja. Bonyolult keletkezése miatt változatos képet mutat látogatóinak a barlang. Nem múlik el úgy egyetlen vasárnap vagy ünnepnap, hogy ne lenne látogatója. A barlang forgalmát nagyon fellendítette a barlang közelében nemrég épült MTE Pénteki Asztal Fritsch-menedékháza, melynek vezetősége már most is mindent megtesz a barlangot megtekinteni akarók érdekében, és a közeljövőben a feltáró és érdeklődő turistákat még hatékonyabban fogja támogatni. A nagy érdeklődést mutatja az is, hogy 1929 szeptemberében 39, októberében 38, novemberében 163, decemberében pedig 6, összesen tehát 246 látogatója volt a Solymári-ördöglyuknak. Ezekből a számokból arra lehet következtetni, hogy a barlangkultusz iránti közöny lassan elmúlik.

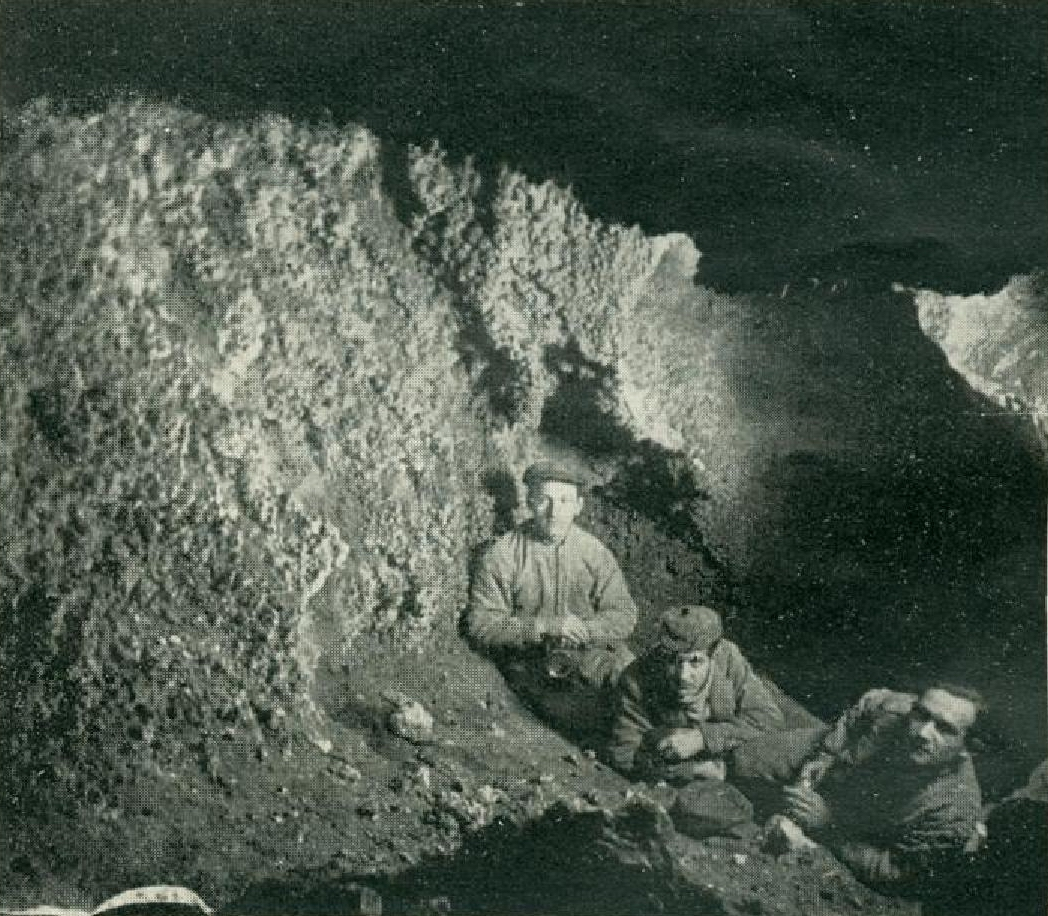
Solymári-ördöglyuk, a Sivatag-folyosó falán lévő mészrózsák (Fényképezte: Klébert J. Elemér)

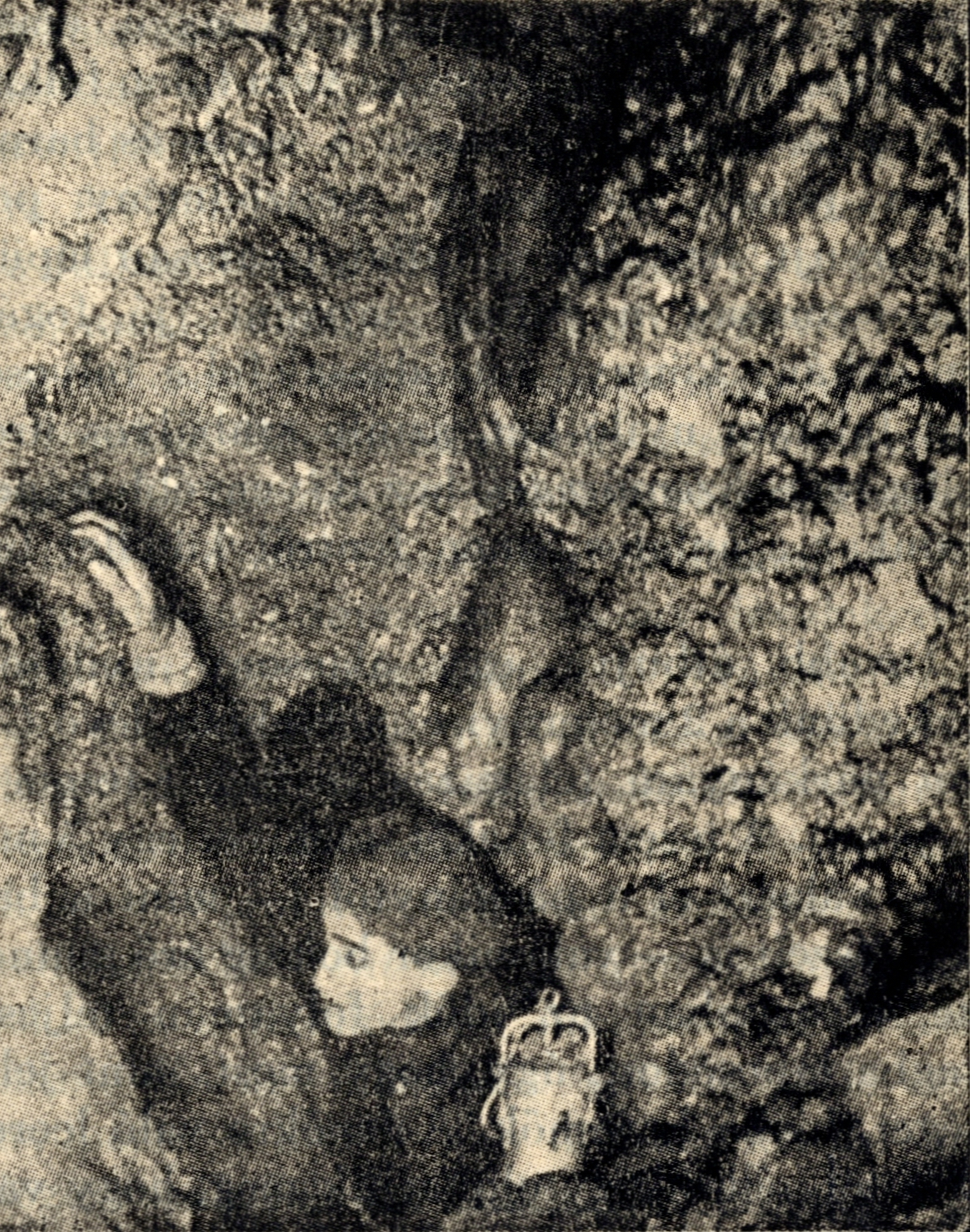
Solymári-ördöglyuk, a Cseppkő-folyosó egyik része (Fényképezte: Jellinek János)

A Turisták Lapja 1931. évi évfolyamában lévő, A turistaság és a hazai barlangkutatás című cikkben meg van említve, hogy a régóta ismert, nagykiterjedésű és bonyolult szerkezetű Solymári-barlang kiépítésének ügye csak most lendült fel, mióta a MTE Pénteki Asztala a barlang közelében menedékházat épített és a Magyar Barlangkutató Társulattal elkezdte rendbehozni a barlangot. Kaán Károly 1931-ben napvilágot látott könyvében szó van arról, hogy a solymári barlang a solymári kőfejtő felett nyílik. Nagy kiterjedése és bonyolult szerkezete miatt a Pál-völgyi-barlanghoz hasonlóan elsőrangú turisztikai látványosság. Ezért megérdemli, hogy Magyarország gondozásra és támogatásra érdemes természeti emlékei közé kerüljön.
A Turisták Lapja 1931. évi évfolyamában megjelent, Bekey Imre Gábor által írt tanulmányban az van írva, hogy a Klotildbarlangot, a Pilis hegy ÉNy-i oldalán található ravaszlyukat és a Solymár felett elhelyezkedő nagy barlangot is Ördöglyuknak nevezi a köznyelv, emiatt félreértések lehetnek. Bekey Imre Gábor a Budai Torna Egylet fiatal mérnök tagjaival, Szüts Pállal és Kmetty Bélával felmérette a Budapest környékén fekvő barlangok közül a legnagyobb kiterjedésű barlangot, a solymári Ördöglyukat. A felmérést Bekey Imre Gábor vezette. A szerteágazó, 57 m mély barlang felmérése nagyon nagy feladat volt Bekey Imre Gábor két tornász társának, Szüts Pálnak és Kmetty Bélának. A két mérnök heteken át, gyakran egész éjjel, kitartóan, nyaktörő helyeken kúszva-mászva dolgozott, amíg felmérte a három szinten elhelyezkedő barlangot. A Magyar Állami Földtani Intézet Múzeumának falát díszíti az elkészült térkép, amely hatalmas és gyönyörű. A Solymári-ördöglyuknak két bejárata van. Az É-ra lévő kisebbik bejárat boltozatosan aláhajló sziklatömbje alatt Bekey Imre Gábor újkőkorszaki cserépmaradványokra bukkant. Elképzelhető, hogy a mélyebben található rétegek alatt az ősember nyomait is fel lehetne fedezni. Úgy tudja, hogy ezen a helyen nem történt ásatás.
A Turisták Lapja 1931. évi évfolyamában lévő, A lillafüredi barlangok idegenforgalmi jelentőségéről című tanulmányban meg van említve, hogy a Baradla-barlang, az Abaligeti-barlang, a Pál-völgyi-barlang, a Solymári-ördöglyuk és sok másik magyarországi barlang olyan természeti kincsek, amelyeknek megfelelő kihasználása nagyon elősegítené a barlangok környezetében élő lakosság jólétét. Ezeknek a barlangoknak kutatása és rendbetétele a legsürgősebb idegenforgalmi feladat. A Magyar Barlangkutató Társulat ezeknek a barlangoknak az ügyét állandóan a felszínen tartja és az illetékeseknél mindig sürgeti rendbetételüket. Ennek az évek óta tartó kitartó igyekezetnek eddig alig volt valami látszata, mert azok a körök, amelyektől barlangjaink fellendítése várható, az ügyet közömbösen kezelik.
A Turistaság és Alpinizmus 1931. évi évfolyamában közölve lett, hogy a Solymári-ördöglyuk kulcsa igazolvány biztosítékként otthagyásával megkapható a MTE Pénteki Asztalának zsíros-hegyi menedékházában. A barlangi belépődíj 30 fillér, amelyet a menedékház kezelőjének kell adni. A belépődíj kifizetésekor jegyet kap a látogató. 50 fillér a kötélhasználat díja. Csak az vezethet túrát a barlangban, aki ismeri a barlangot, ellenkező esetben nem adják ki a kulcsot. A menedékházban külön szoba áll rendelkezésre a barlangot látogatóknak. A kulcs szombaton csak 22 óráig vehető át, kivéve, ha valaki a látogatását előre bejelenti. Azok a társaságok, amelyek nem ismerik a barlangot, de szeretnék bejárni azt, a túra előtt legalább két héttel írjanak Kadić Ottokárnak, aki majd kiküld egy vezetőt, akiért nem kell díjat fizetni.
Kadić Ottokár a Magyar Barlangkutató Társulat 1932. március 19-én tartott választmányi ülésén jelentette, hogy Till József elvállalta a Solymári barlang kezelését. Az 1932-ben napvilágot látott, Dudich Endre által írt könyvben az olvasható, hogy a Budai-hegységben elhelyezkedő Solymári Ördöglyuknak Solymár közelében, a Sziklás-hegy É-i oldalában lévő kőbánya felett van a két bejárata. A bonyolult alaprajzú, terjedelmes barlang termekből, csarnokokból, sok folyosóból, kürtőből és zsombolyszerű aknából áll. Egyike a Magyarországon található legnehezebben járható barlangoknak. A kiadvány barlangot ismertető része 7 irodalmi mű alapján lett írva. Az 1932. évi Barlangvilágban kiadott, Cholnoky Jenő által írt tanulmányban meg van említve, hogy a Magyarországon lévő barlangok között a leggyönyörűbb barlangok teraszbarlangok. Ilyen a Solymári-ördöglyuk is. Az 1932-ben napvilágot látott, Természetvédelem és a természeti emlékek című könyvben meg van ismételve a könyv 1931. évi kiadásának Solymári-ördöglyukat tárgyaló része.

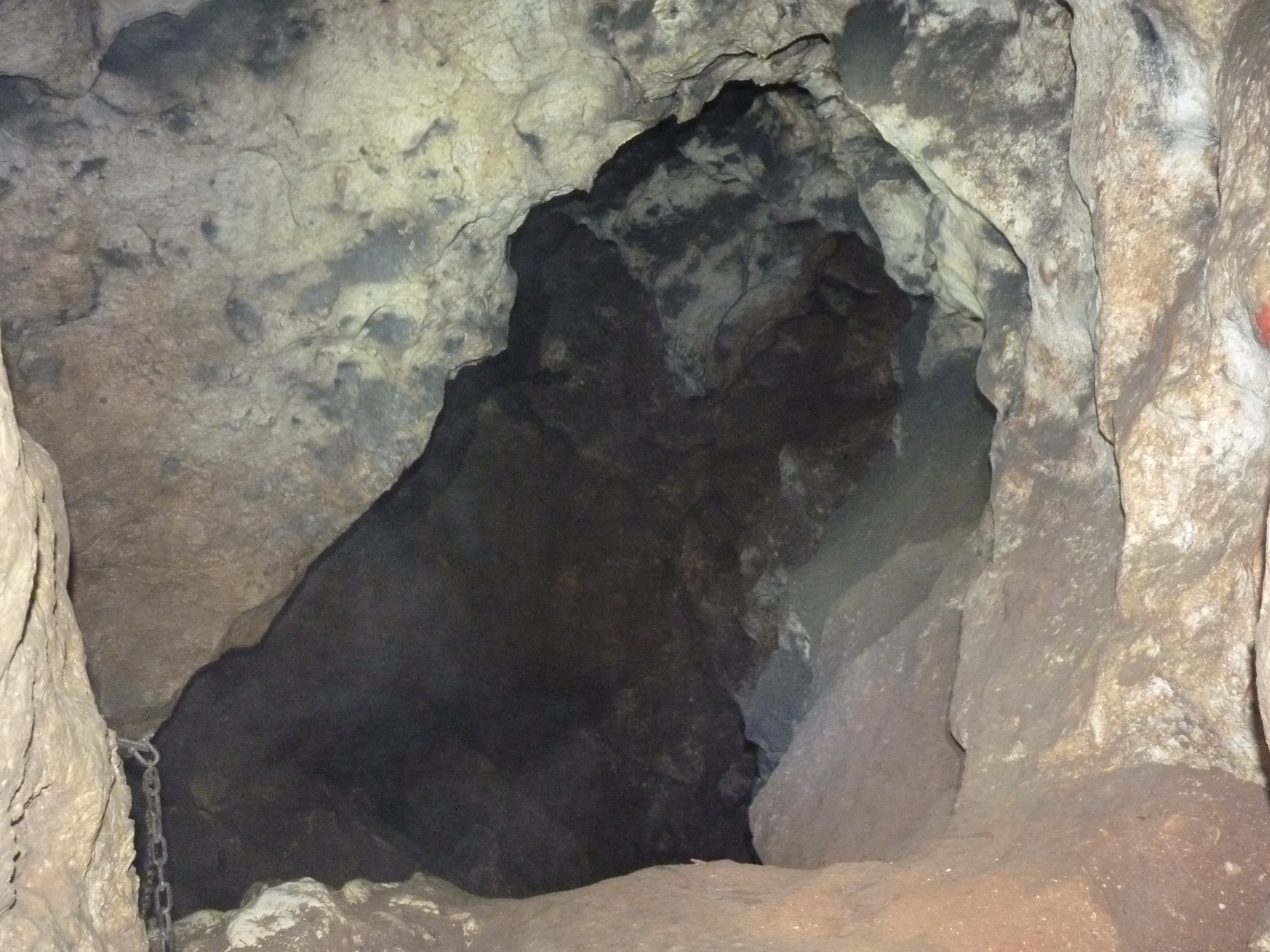
Solymári-ördöglyuk, a Cirkuszból nyíló egyik járat

Az 1933. évi Barlangvilágban publikált, A magyar barlangkutatás állása az 1929. évben című dolgozatban szó van arról, hogy 1929-ben megtörtént a Solymári-ördöglyuk elülső részének rendbetétele. Pest-Pilis-Solt-Kiskun vármegye (a Magyar Barlangkutató Társulat régi kérésére) 1928-ban kiutalt 500 pengő segélyt a barlang rendbetétele céljából. Ezzel lehetővé vált, hogy a barlang szabályozása elkezdődjön. A Magyar Turista Egyesület Pénteki Asztalának tagjaival együtt sikerült megvalósítani azt, hogy a barlang mindkét bejárata le lett zárva vasrácsos ajtóval, a bejáratok előtti terület rendezve lett és a két bejárat között turistaút lett kialakítva. Áthidalták a bejárat után lévő töbröt, az utána következő mély aknában pedig két nagy falépcsőt építettek. Az 1933. évi Barlangvilágban kiadott, A Szemlőhegyi barlang kutatásának eredményei című tanulmányban meg van említve, hogy a Szemlő-hegyi-barlangban lévő Örvény-folyosóban található szép eróziós kivájásokhoz hasonló kiöblösödéseket figyelt meg Kadić Ottokár a Solymári-ördöglyukban.

### 1934–1936
Gebhardt Antal 1934-ben megjelent tanulmánya szerint Dudich Endre a Sólymári-barlangban gyűjtött Heteromurus nitidus Abs. v. margaritarius Abs. ugróvillást. Kadić Ottokár a Magyar Barlangkutató Társulat 1934. június 12-én tartott választmányi ülésén jelentette, hogy a Budapesti Turista Egyesület tagjaival, a helyszínen megbeszélte a Solymári barlang ügyét. A barlang kezelése miatt szükséges lett egy kis menedékkunyhó építése. Erre a célra a barlang felett lévő egyik kis telket a solymári úrbéresek szívesen bérbe adják. Másik megoldás a solymári kőfejtő elején található őrház bérbe vétele. A menedékkunyhó megépítése, valamint az őrház bérbe vétele a BTE ügye lenne. Legközelebb lesz döntés ebben a témában. Wagner János 1934-ben publikált dolgozatában meg van említve, hogy a Limax maximus limbata nevű meztelencsiga előfordul a Solymári-ördöglyukban.

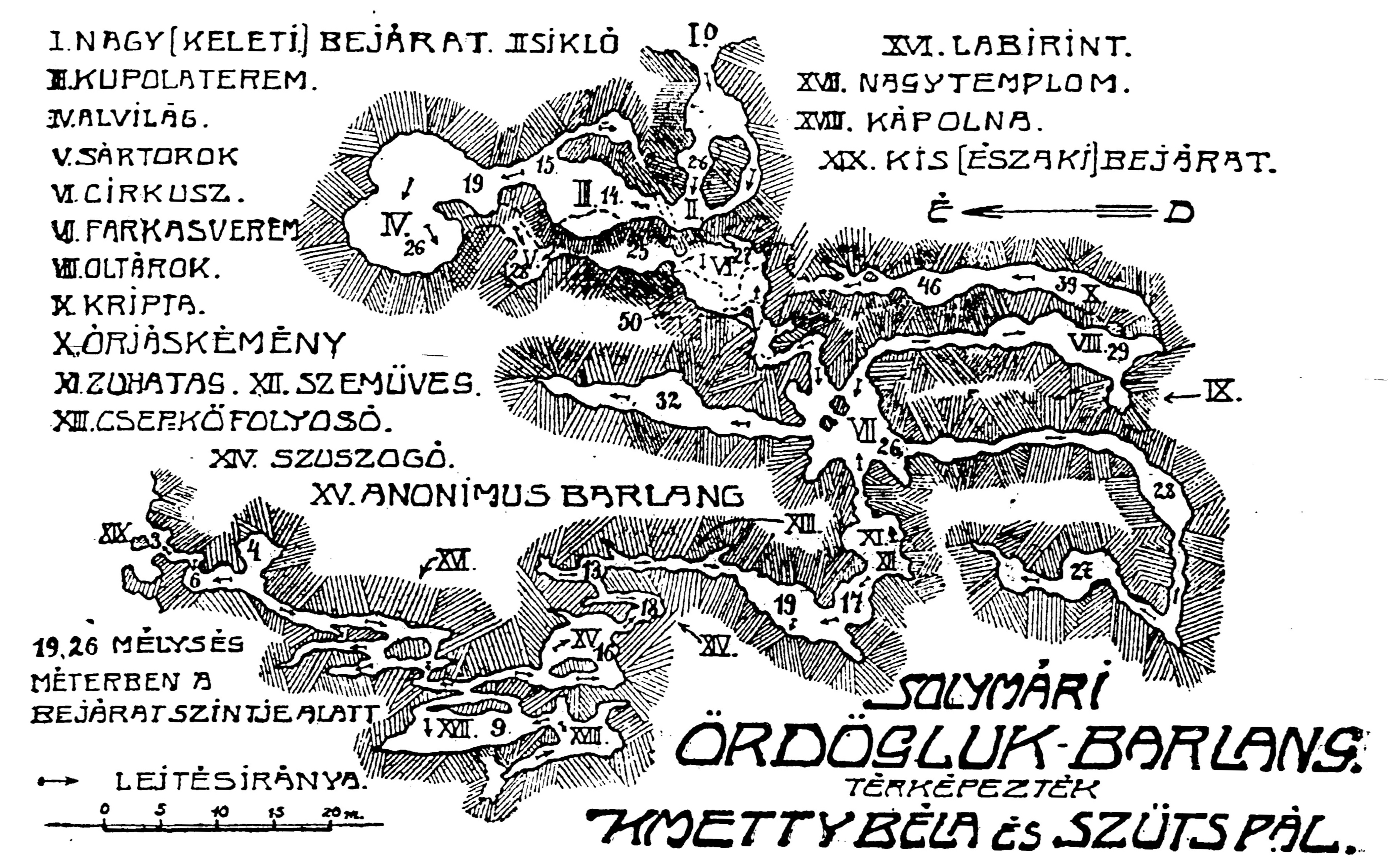
A Solymári-ördöglyuk 1914-ben készült alaprajz térképe

A Budai Napló 1934. augusztus 30-i számában az olvasható, hogy nemrég bennrekedt három cserkészfiú a solymári barlangban. Világításuk elfogyott és a szakadékokkal teli barlangban egy lépést se mertek tenni a felszín felé. Hiába kezdődött el rögtön az eltűntek keresése, a mentés csak akkor vált komollyá, amikor a Vigyázó János elnöklete alatt tevékenykedő turistaszövetségi Barlang Bizottság szakértő turistái a barlanghoz érkeztek. Megmentették a barlangban ragadtakat, de azt tanúsítja ez az eset is, hogy az ilyen nehezen járható, sok járatú és rengeteg elágazású barlangot nem felesleges tervszerűen feltárni. Sebős Károly irányította a barlangkutatók részéről a mentést. Az ő kutatócsoportja találta meg a fiúkat.
A Turistaság és Alpinizmus 1934. évi évfolyamában szó van arról, hogy a legfantasztikusabb beszámolók olvashatók a napilapokban a Solymári Ördöglyukba tévedt cserkészek megmentéséről és ezért a Turistaság és Alpinizmusban röviden közölve van a hiteles tényállás. Augusztus 22-én Kaffka Pétert értesítették azért, hogy szervezzen rögtön mentőexpedíciót, mert eltűnt három cserkész a Solymári-ördöglyukban. Kaffka Péter Szentiványi Ferenccel, Györgyfalvay Dezsővel, Sebős Károllyal és Kubacska Andrással sietett ki rögtön a barlanghoz, ahol az aggódó szülők, a tűzoltók és a mentők várták. Egész éjszaka folyt a kutatás a barlangban, de csak másnap délután bukkantak rá az időközben megérkezett Barbie Lajos segítségével a bennrekedt fiúkra. Abban a járatban találták meg a teljesen átfázott fiúkat, amelyet néhány évvel ezelőtt fedezett fel Barbie Lajos. A három cserkész egyetlen, félig kiégett villanylámpával (amely a barlangban teljesen kiégett) ment a barlanghoz és 36 órán keresztül várt a barlangban a szabadulásra.

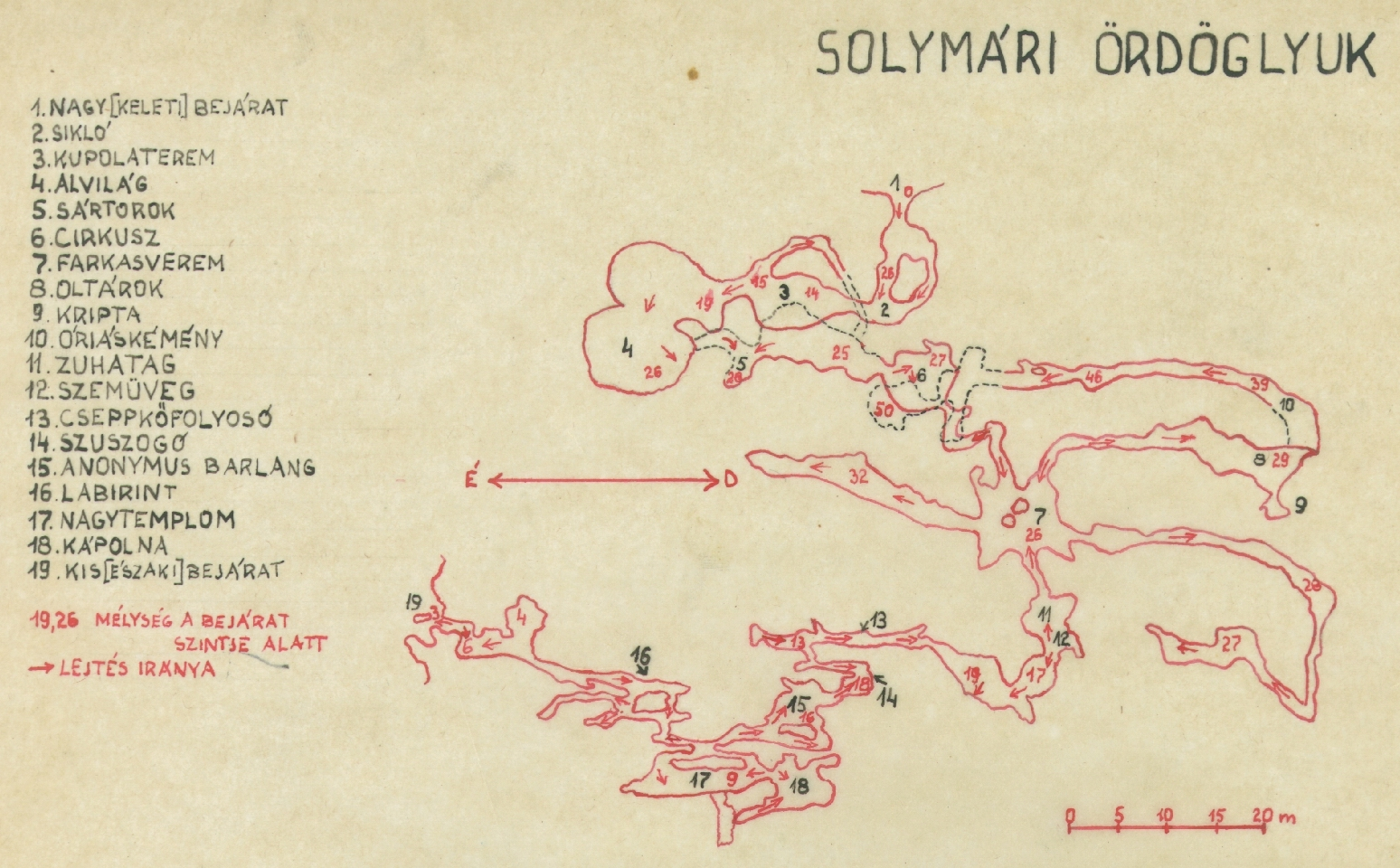
A Solymári-ördöglyuk 1914-ben készült alaprajz térképe

Horn K. Lajos az 1935. évi Turistaság és Alpinizmus július–szeptemberi számában és a Turisták Lapja 1935. évi októberi számában közölte, hogy a Solymári-ördöglyuk mellett berendezett egy állandó őrlakással ellátott barlangházat a barlangot kezelő Budapesti Turista Egyesület. A barlangházban a barlangot megtekintők kényelmesen átöltözhetnek, otthagyhatják ruháikat, megmosakodhatnak, étkezhetnek és szükség esetén megszállhatnak. A BTE Alpin Osztályának vezetői júliusban mutatták be a meghívott sajtó képviselőinek a házat és a barlangot. Az 1935. évi Erdészeti Lapokban kiadott tanulmány szerint a Sziklás-hegy É-i oldalán, a solymári egykori úrbéresek fás legelőjén, a régi kőbánya felett található a Solymári Ördöglyuk. Ez a Pilis hegységben a harmadik Ördöglyuk és ez a három közül a legnagyobb. Nagy kiterjedésű a két bejáratú barlang, amely termekből, csarnokokból és folyosókból áll. A barlang bejárata körül célszerű lenne rezervációt kialakítani és néhány kataszteri holdon jó növekedésű, egészséges faállományú erdőt telepíteni nemcsak a szépség miatt, hanem főleg a vízfolyások irányítása és a vízjárások mérséklése miatt.

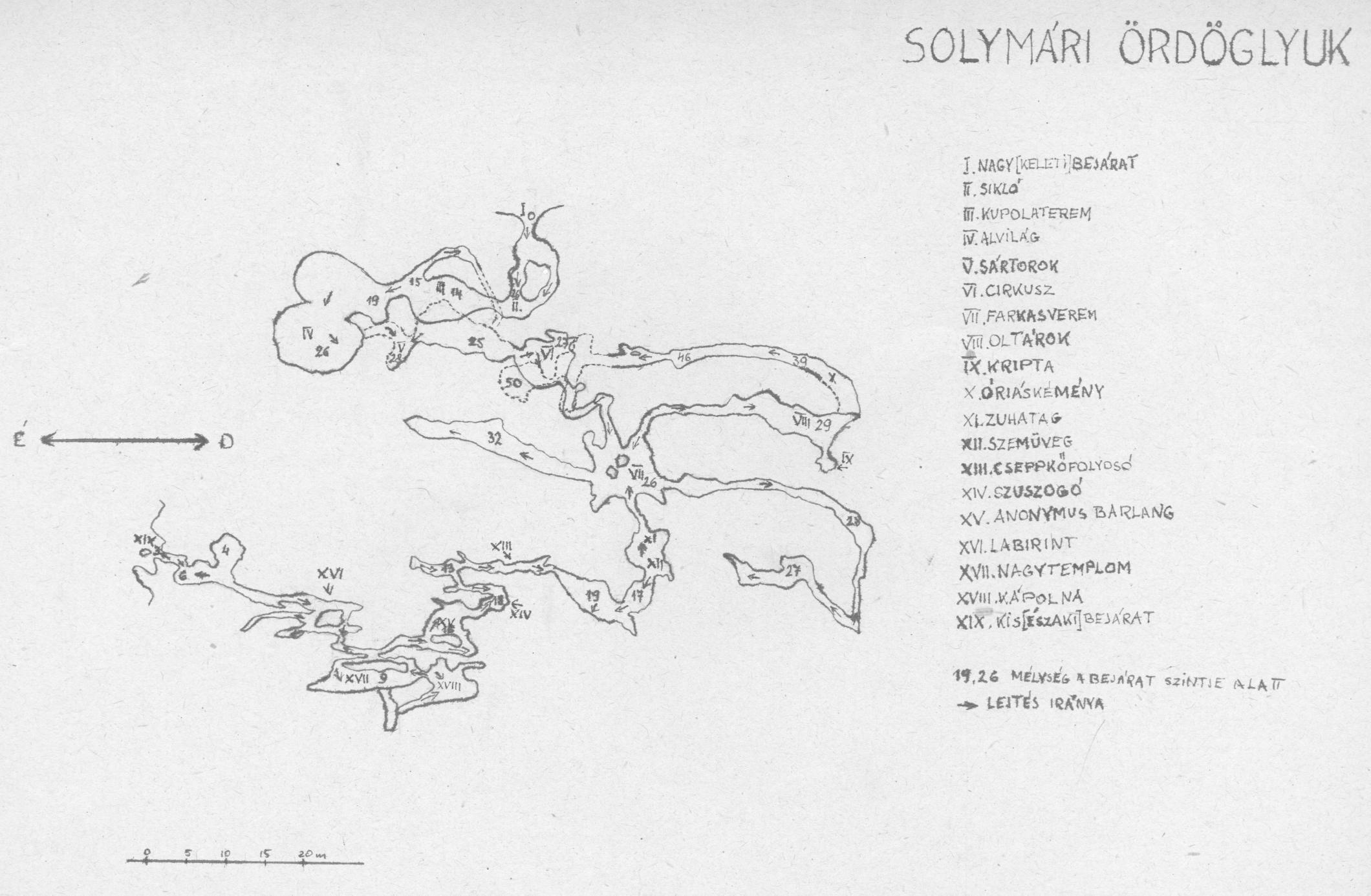
A Solymári-ördöglyuk 1914-ben készült alaprajz térképe

Sebős Károly a Magyar Barlangkutató Társulat 1935. október 29-én tartott választmányi ülésén jelentette, hogy elkezdte felmérni a Solymári-ördöglyukat a társulat megbízásából. A Magyar Turista Egyesület Pénteki Asztala a felmérés idejére díjmentes fekvőhelyet biztosított számára a zsíros-hegyi menedékházban. A Magyar Barlangkutató Társulat 1935. december 10-én tartott választmányi ülésén Schőnviszky László jelentette, hogy a Budapesti Turista Egyesület vándorgyűlést rendezett a Solymári-ördöglyukban. A társulatot a vándorgyűlésen Schőnviszky László és Barbie Lajos képviselték. Az egyesület sokat fáradozik azért, hogy fellendítse a barlangot. A barlang közelében lévő munkásházat kibérelte és átalakította menedékházzá. A barlang bejárata után található régi, korhadt falépcsőt lebontotta és új betonlépcsőt épít.

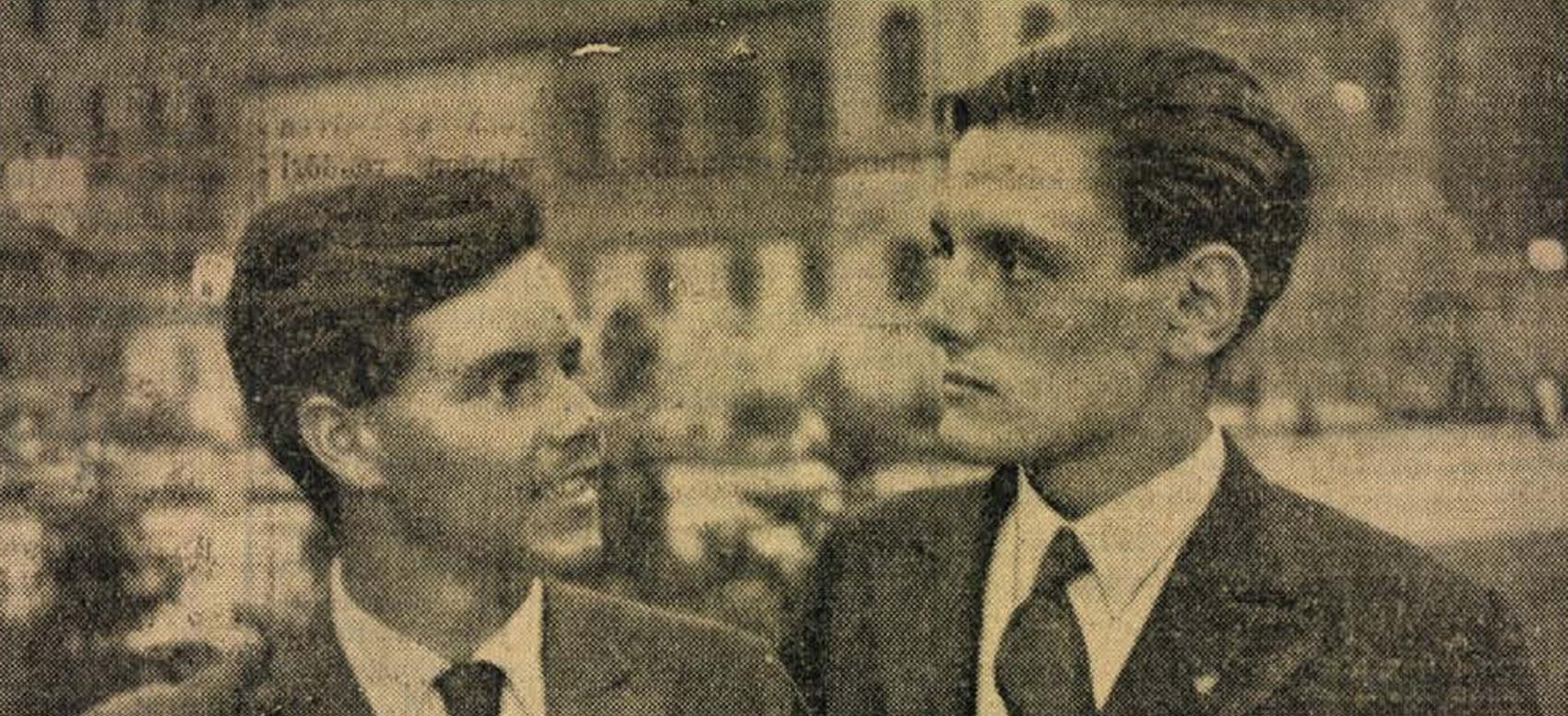
A Solymári-ördöglyukból 1934-ben kimentett három cserkészfiú közül kettő, Pálffy László és Benárd Aurél

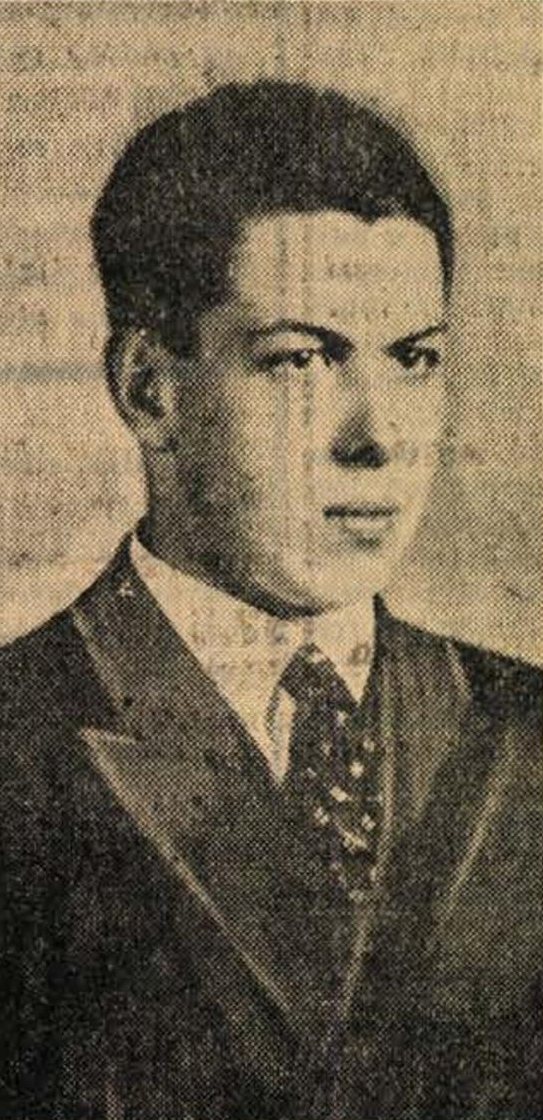
Czeller György, a Solymári-ördöglyukból 1934-ben kimentett három cserkészfiú közül az egyik

A Turisták Lapja 1936. évi évfolyamában kiadott és Barbie Lajos által írt cikksorozatban meg van említve, hogy az emeletes barlangokban a felső emelet a régebbi eredetű, míg az alatta elhelyezkedő még fejlődésben van, kialakul. Ilyen pl. a Solymári-ördöglyuk. A turista barlangkultúra elterjedésével együtt megnőtt a barlangban történt balesetek száma. A tömegek megmozdulása olyanokat is ösztökél a barlangok felkeresésére, akik nem rendelkeznek megfelelő alapismeretekkel, vagy hiányos felszereléssel próbálják meg bejárni az előttük talán még ismeretlen és sokszor nagyon bonyolult kiterjedésű barlangot. Ezek a körülmények okozták néhány évvel ezelőtt három cserkészfiú 36 órán át tartó rabságát az egyik barlangban. A Magyar Barlangkutató Társulat 1936. január 28-án tartott választmányi ülésén Barbie Lajos pénztáros terjesztette elő a Budapesti Turista Egyesület Alpesi Osztálya részéről a Solymári-ördöglyukkal kapcsolatos jelentést és elszámolást.
1936-ban jelentette meg Jellinek János a barlangot ismertető füzetét, amelyben részletesen le vannak írva a barlang túraútvonalai.
Az 1936. évi Barlangvilágban megjelent és Kadić Ottokár által írt összefoglalóból az tudható meg, hogy a Budapesti Turista Egyesület Alpesi Osztálya 1935-ben is sokat foglalkozott a Solymári-ördöglyukkal. A barlang kijáratát lezárta vasráccsal. Néhány nehezebben járható részben biztosító vaskorlátot és egy kis vaslétrát helyezett el. Kijavította a nagyon rossz állapotú falépcsőt és jelzéssel látta el a Solymárról a barlanghoz vezető turistautat. A közelben elhelyezkedő barlangházat üzembe helyezték az osztály tagjai. A barlangházban a barlangkutatók részére átöltözésre alkalmas helyiségek állnak rendelkezésre. Az egyesület képzett vezetői ugyanitt vannak, akik nyilvántartják a barlangba menőket. 1935. november 10-én az egyesület vándorgyűlést tartott a barlangban lévő Útvesztőben. A barlang megismertetése és forgalmának növelése miatt vetített képes előadást tartott néhány turistaegyesületben.
A Magyar Barlangkutató Társulat 1936. október 20-án tartott választmányi ülésén jelentette a főtitkár, hogy Pest-Pilis-Solt-Kiskun vármegye közgyűlése 100 pengő kiutalását szavazta meg a társulatnak, amely összeget a Solymári-ördöglyuk fejlesztésére kell fordítani. A választmány örömmel tudomásul vette a jelentést és úgy döntött, hogy az összeg beérkezése után azt a barlang gondozójának, a Budapesti Turista Egyesület Alpesi Osztályának adja át a fent nevezett cél miatt. Az 1936. évi Barlangvilágban található és Bogsch László által írt beszámoló szerint az 1935-ben végzett gyakorlati barlangkutatások között meg kell említeni Sebős Károlynak a Solymári-ördöglyukban történt térképező munkáját.
Az 1936. évi Barlangvilágban napvilágot látott és Jellinek János által írt közleményben az olvasható, hogy a Solymári-ördöglyuk helyneveinek végleges megállapítása miatt bizottságot jelölt ki a Magyar Barlangkutató Társulat. A bizottság elnöke Jellinek János, tagjai Barbie Lajos és Klébert J. Elemér. 1936. március 12-én ülésezett ez a bizottság. A barlang egyes üregeinek elnevezésénél a helyi jelentőségű eddigi neveket és a személyi kultuszt mellőzte a bizottság. Mérvadónak főleg a már 1914-ben megállapított elnevezéseket tartja. Azokat csak kivételes, indokolt esetben változtatja meg. Az 1914 óta feltárt részeknél pedig az alaktani szempontokat veszi alapul.
A bizottság a Solymári-ördöglyuk üregeinek neveit a Bejárattól kezdve a következőképpen határozta meg: Bejárat, Pince, Előcsarnok, Sikló, Kupola-terem, Erkély, Sátorok, Pihenő, Denevér-terem, Cirkusz, Utvesztő, Farkas-terem, Kígyóút, Zuhatag, Szemüregek, Guánó-terem, Cseppkő-folyósó, Szuszogó, Anonimus-terem, Kulisszafolyósó, Nagy templom, Kápolna, Kijárati fülke, Kis kémény és Kijárat. A Kupola-teremből elágazó rész a Kis körút. Az Útvesztőből elágazó pokolszakasz: Alvilág-folyósó, Kripta, Purgatórium, Sivatag, Pokol-torok és Pokol. A pokolszakaszban elágazó rész: Purgatórium, Kesergő, Akna-terem, Akna és Óriás-terem. A Guánó-teremből elágazó Fehér-terem szakasz: Farkas-verem, Hosszú-folyósó, Dobogó-terem, Óriás-kémény, Omladék-üreg és Fehér-terem. A Guánó-teremből elágazó Vörös-terem szakasz: Csatorna és Vörös-terem.
A Turisták Lapja 1936. évi évfolyamában megjelent egy könyvismertetés, amelyet Strömpl Gábor írt és amelyben Jellinek Jánosnak A Solymári barlang című könyve (16°, 36 old. 5 képpel. Budapest, 1936.) van bemutatva. Strömpl Gábor diákkorában sokszor járt az egyetemiekkel a Solymári-ördöglyukban. Kutatták ágait, keresték járatait, de mivel megfelelő szervezettség hiánya miatt sosem értek a végére, ezért befejezték a teljes feltárást. 1907 körül megpróbálták elkészíteni a barlang térképét Strömpl Gáborék. A tudós és természetbarát közös munkájának eredménye Jellinek János barlang kalandja. Van benne (Schőnviszky László miatt) komoly tudomány és még több alapos, pontos túraleírás Jellinek János tollából.
Tudományról annyi szó van benne, amennyi kell és ez a rész jól meg lett válogatva, értékes: pl. a barlang földtani viszonyai, faunája, hőmérséklete. Nagyon hasznosak a felszerelésről szóló információk, de a barlang részletes leírása a legértékesebb, amelyet (nagyon helyesen) barlangi túrák ismertetéseként írt le. Kitér Jellinek János a mászás technikájára, valamint a látványos és a tudomány szempontjából érdekes részek bemutatására. Helynevei, amelyeket a Magyar Barlangkutató Társulat bizottsága állapított meg, egyszerűek, jellemzőek és legtöbbjük magyaros. A Budapesti Turista Egylet Alpin Osztálya kezeli napjainkban a barlangot. A hasznos kis füzet az útikalauz irodalom nyeresége. Strömpl Gáborék várják a barlang térképével bővített és megígért 2. kiadást.

### 1937–1957
A valószínűleg 1937-ben napvilágot látott, A természetjárás iskolája című kiadványban az van írva, hogy a természetjárók nézzék meg azokat a barlangokat, amelyek könnyen megközelíthetők. Ezek közé a barlangok közé tartozik a Budapest közelében, a Solymár határában lévő Sziklás-hegy oldalában elhelyezkedő Solymári-ördöglyuk. Solymárról 20 perc gyaloglással a piros sáv, majd a piros négyszög jelzést követve érhető el a Budapesti Turista Egyesület Alpin Osztályának barlangháza, ahol rendelkezésre áll a barlang bejárásához szükséges felszerelés (kötél, lámpa és barlangjáró ruha). Nem kell mászni a barlang első szakaszában. A Turisták Lapja 1937. évi évfolyamában lévő és Jellinek János által írt jelentésben meg van említve, hogy Jellinek János társaival dolgozik a Solymári-ördöglyukban.
Az 1937. évi Barlangvilág 1–2. füzetében kiadott és Kadić Ottokár által írt beszámoló szerint a Budapesti Turista Egyesület Alpesi Osztályának 1936. évi barlangkutató tevékenységét a Solymári-ördöglyukban végzett munka jelentette. A Siklóban lévő, lefelé haladó, vasgerendákra épített csigalépcső elkészült 1936-ban, ezért most már kényelmesen, lépcsőkön lehet lemenni a Kupola-terembe. Kb. 1200 pengő kellett a lépcső elkészítéséhez. Az osztály terve az, hogy a Kupola-terem közepéből lépcsőkön el lehessen jutni a Pihenőig. Ha ez elkészül, akkor a barlang főútvonalának közepéig könnyen eljuthat bárki. Az építésen kívül Jellinek János és Schőnviszky László folytatták a barlang néhány részében a korábban elkezdett feltáró munkát, amelynek valószínűleg lesz eredménye. A két barlangkutató nemcsak a barlangban, hanem a kőbánya túlsó, D-i oldalának peremén is végzett feltáró munkát. Ezen a helyen a robbantott mészkőfalról leereszkedtek egy kb. 15 m mély üregbe. Ez az üreg szűk, enyhén lejt, de 5 m után 10 m hosszú vízszintes folyosóvá válik. Ez a folyosó a végén fokozatosan szűkül.

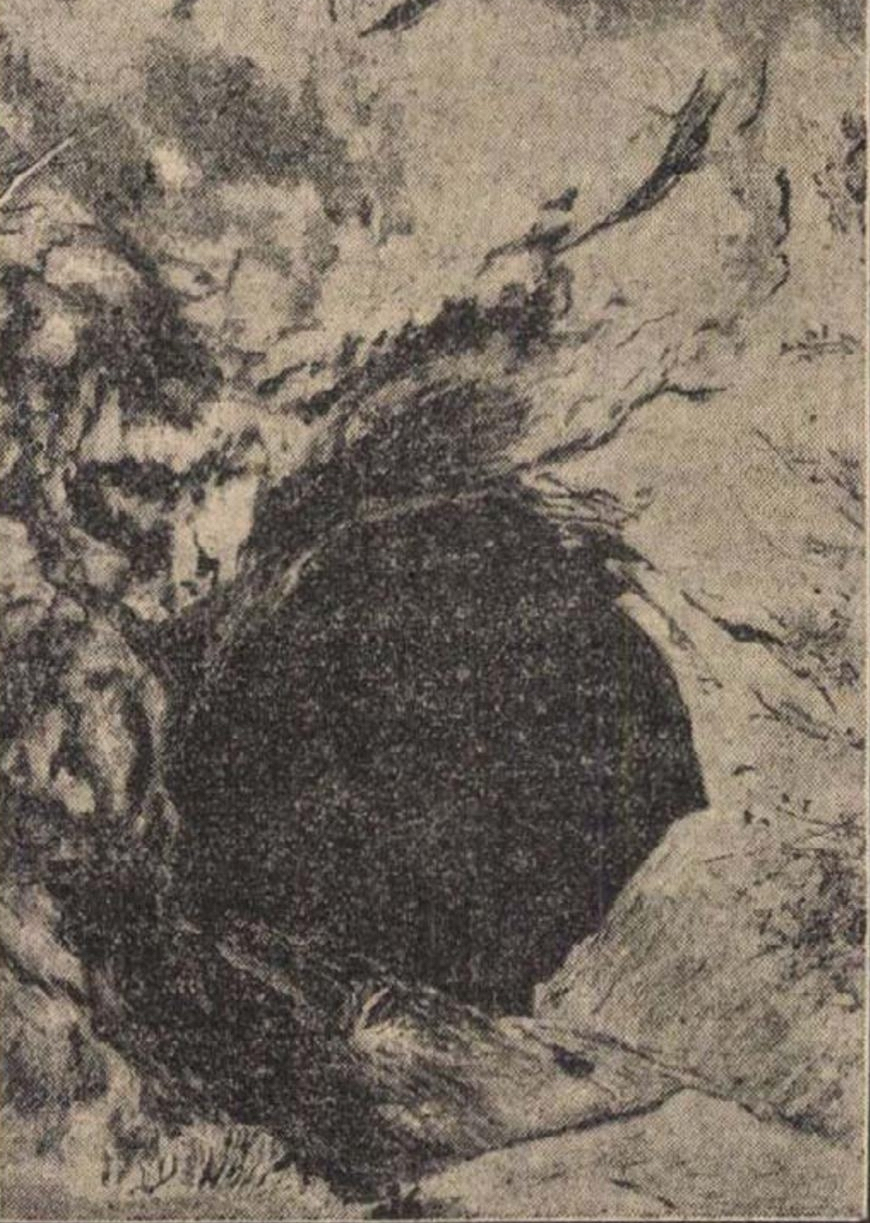
A Solymári-ördöglyuk bejáratának 1928-ban publikált fényképe

Munka közben a Denevér-terem alján lévő agyagban és mészkőtörmelék között farkas és barlangi medve csontokat, a Sátorok sárga agyagában pedig gyapjas orrszarvú combcsontot találtak a kutatók. Ezek a maradványok azt bizonyítják, hogy a solymári sziklaüregekből régen előkerült jégkori emlősök a Solymári-ördöglyukban is megtalálhatók. Ezeken a nyomokon elindulva tovább kellene ásni a barlang alkalmas helyein. 1936. november 8-án tartotta meg hagyományos vándorgyűlését az osztály a barlangban lévő Kupola-teremben. Kb. 90-en vettek részt ezen a vándorgyűlésen. A solymári barlangkutatók néhány helyen előadást tartottak, amelyeken barlangjukat ismertették, napilapokban és szaklapokban pedig propagandacikkeket közöltek. Egyik publikációjáért Jellinek János irodalmi díjat nyert a Bankliga által kiírt pályázaton a Solymári-ördöglyukról szóló írásával. A barlangot 486 látogató tekintette meg 1936-ban.
Az 1937. évi Barlangvilág 3–4. füzetében kiadott és Kadić Ottokár által írt visszaemlékezésben az van írva, hogy a német és magyar barlangkutatók 1927. évi kongresszusán résztvevők egy része részt vett 1927. szeptember 22-én, egy solymári kiránduláson. Ők a reggeli vonattal Solymárra utaztak és rövid reggelizés után meglátogatták a Solymári-ördöglyukat. A barlang bejárása után a kirándulók átmentek a nagy-szénási turistaházhoz. A Magyar Barlangkutató Társulat 1937. május 25-én tartott választmányi ülésén Mottl Mária jelentette, hogy a választmány rendes tagjai közé felvette a Budapesti Turista Egyesület Alpesi Osztályát, amely évek óta kezeli a társulat felügyelete alatt a Solymári-ördöglyukat. A Turisták Lapja 1937. évi évfolyamában található, szerzőnév nélkül megjelent egyik közleményben szó van arról, hogy a Budapesti Turista Egyesület Alpin Osztálya sok munkával és sok anyagi áldozattal elkészítette az általa kezelt solymári Ördöglyuk-barlang betonlépcsőjét, amely miatt a nagyon érdekes barlangot már a nagyközönség is látogathatja. A lépcső átadásakor tartotta meg vándorgyűlését az osztály a barlang kupolatermében.
Az 1938. évi Barlangvilágban található és Kadić Ottokár által írt beszámolóban az olvasható, hogy a Budapesti Turista Egyesület Alpesi Osztálya 1937-ben a Solymári-ördöglyukban előkészítette a lépcsők továbbépítését. Terv alapján a Kupola-terem közepéről induló és a Kürtőben lefelé haladó új lépcsősor a Pihenő alján ér majd véget. Ezzel a megoldással lehetővé válik az, hogy viszonylag kis munkával a barlang további részeit is be lehet majd mutatni a nagyközönségnek. Anyagi fedezet hiánya miatt nem tudták az osztály tagjai megvalósítani ezt a szép tervet 1937-ben. Ezért csak kis javítások történtek 1937-ben a barlangban. A két bejáraton lévő ajtókat megjavították és megint lezárták a barlangot. Átvizsgálták a Színház-terem aljából induló szűk folyosókat és megállapították, hogy ezek a folyosók több helyen összekapcsolódnak a főággal. Ezek a folyosók főleg kőtörmelékkel és agyaggal vannak feltöltődve. Ennek a kitöltésnek az eltávolításával sikerült kb. 80 m hosszú új részt járhatóvá tenni.

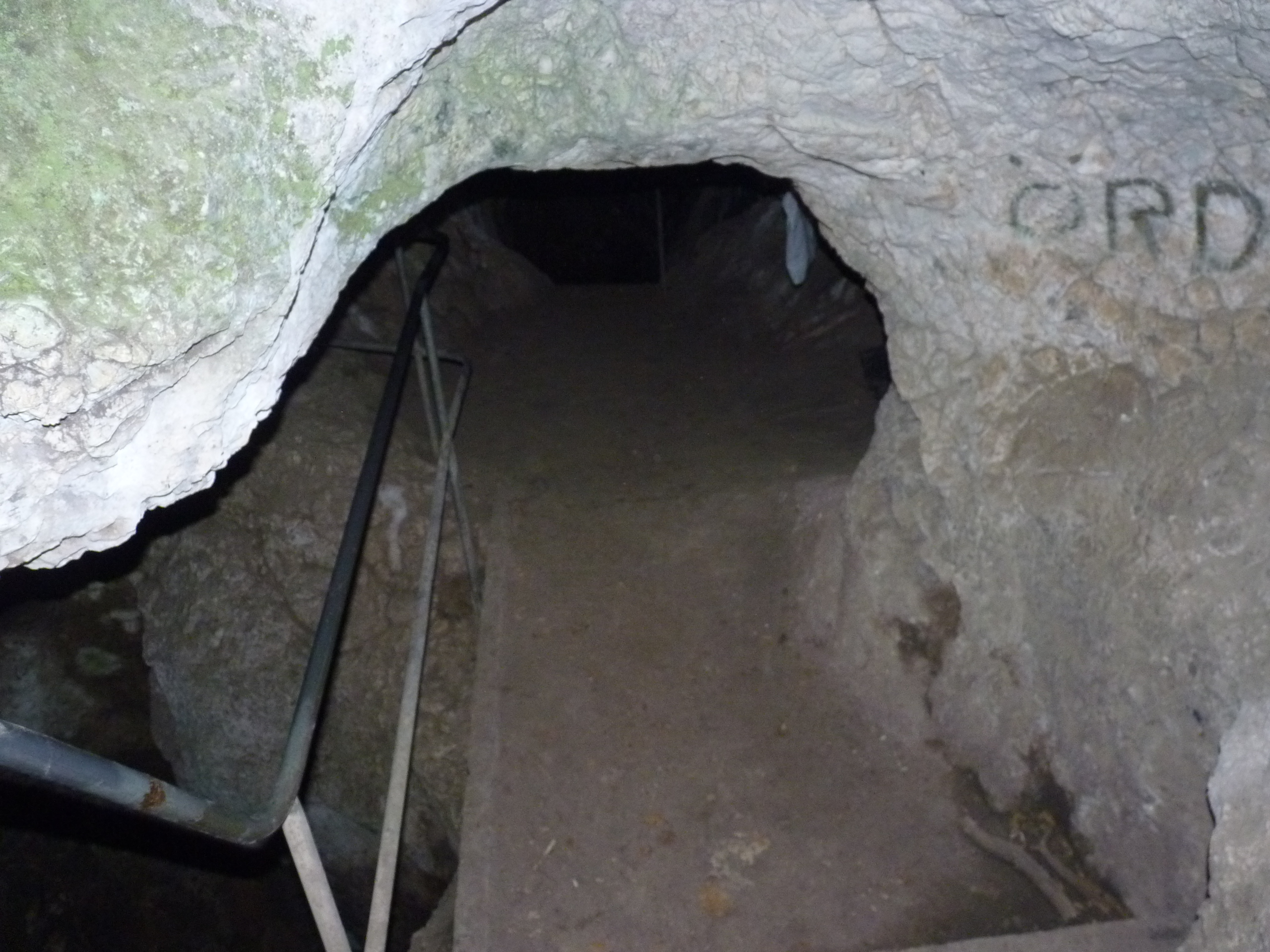
Bepillantás a barlang főbejáratán

A tervezett munka befejezetlensége az oka annak, hogy 1937-ben csökkent a barlangot megtekintők száma. A barlangot ebben az évben 405-en látogatták meg. Ugyanez miatt az ok miatt kellett csökkenteni a propagandát, de több előadás hangzott el, amelyek a barlangot ismertették, és a sajtó is foglalkozott a Solymári-ördöglyukkal. Egyébként a megszokott módon történt a barlang kezelése, karbantartása, új vezetők képzése és a soha el nem maradó mentőakciók. A Budai Vár-barlangban folyó nagy munkálatok kihatással voltak a többi barlangkutató egyesületre is, amelyek azután kissé távolabb elhelyezkedő barlangokban (pl. a Solymári-ördöglyukban) szerény keretek között megkezdték a munkát.

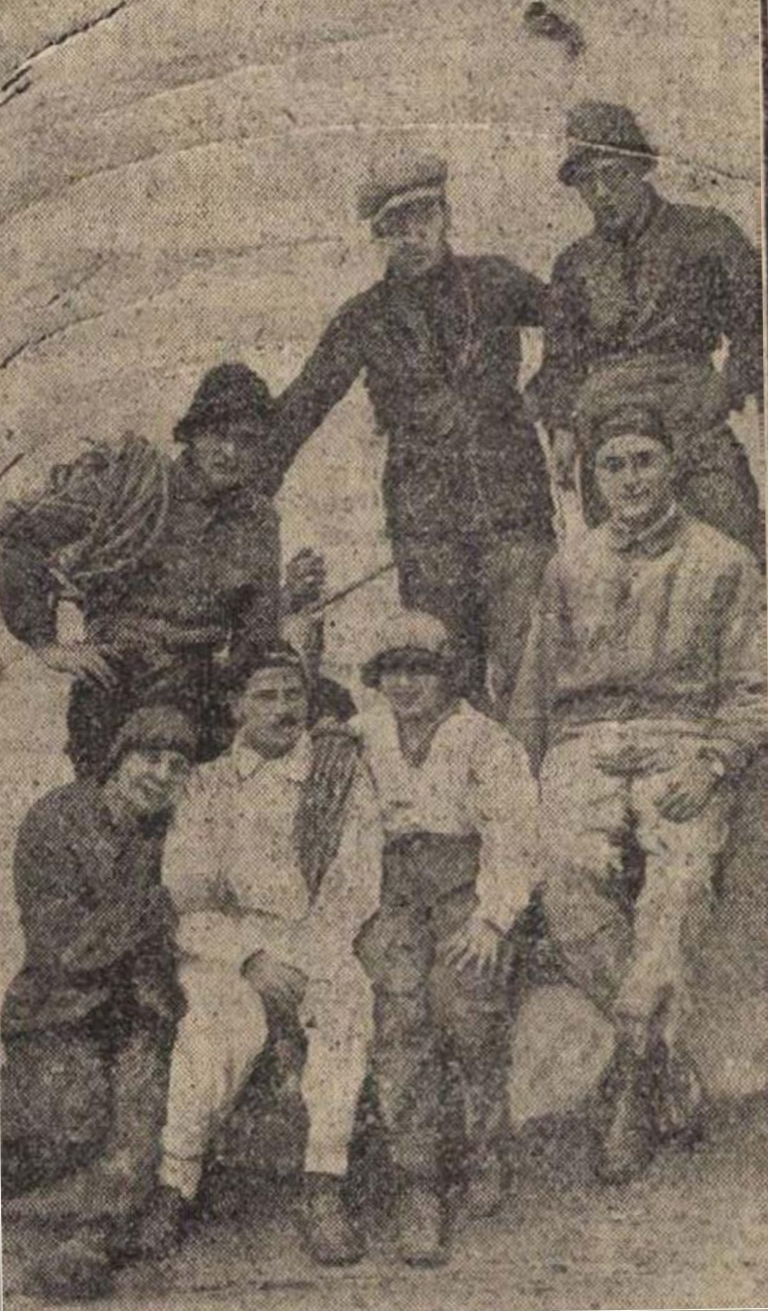
A Solymári-ördöglyukban túrázni akaró csoport a barlang bejárása előtt

A Természetbarát 1938. évi 3–4. számában meg van említve, hogy a TTE barlangkutatói eltervezték, hogy ha elég érdeklődő lesz, akkor Pest környéki barlangkörtúrát (pl. Solymári-ördöglyuk, Szemlő-hegyi-barlang, Ferenc-hegyi-barlang, Pál-völgyi-barlang, Legény-barlang, Kevélyi barlang) fognak vezetni. A természetbarát mozgalom már eddig is sok maradandót hozott létre a barlangkutatás terén, amelyet tanúsít pl. a solymári barlang feltárása. Az 1939. évi Barlangvilágban megjelent és Pápa Miklós által írt tanulmányban meg van említve, hogy turistaegyesület (Budapesti Turista Egyesület) kezeli a Solymári-ördöglyukat. A Természet 1939. évi évfolyamában szó van arról, hogy leginkább a barlangok vannak kiválasztva kőfejtés céljára, mert a tömör kőzetnél könnyebben fejthető az üregekkel és hasadékokkal átszőtt kőzet. Emiatt pusztult el három barlang (Pál-völgyi-barlang, Jankovich-barlang, Tűzköves-hegyi-barlang) elülső része, és ha nem történik időben komoly intézkedés, a kőbányászat áldozata lesz a Remete-barlang és a Solymári-barlang is.
Az 1939. évi Barlangvilág 4. füzetében megjelent és Kadić Ottokár által írt dolgozat szerint a Bükk hegységben lévő Szeleta-barlanghoz, Balla-barlanghoz, Herman Ottó-barlanghoz, Kecske-lyukhoz, Három-kúti-barlanghoz, Istállós-kői-barlanghoz, Büdös-pesthez és Puskaporosi-kőfülkéhez hasonló jelentőségűek a dunántúli barlangok, pl. a Budai-hegységben található Solymári-ördöglyuk. Az 1939-ben napvilágot látott, A magyar természetjárás története című könyvben közölve lett, hogy a Budapesti Turista Egyesület egyik egyéb kiadványa a Solymári-ördöglyuk kalauza. Az egyesület 1923-ban alakult alpin osztálya kezeli a Solymári-ördöglyukat. Az osztálynak menedékháza és barlangháza van a Budai-hegységben. A Solymáron található barlangház egy épület átalakításával 1936-ban lett létrehozva. Az 1941. évi Folia Archaeologicaban található, Valkó Arisztid által írt tanulmányban az olvasható, hogy a solymári cseppkőbarlangban történt földtani kutatások során már az 1900-as évek elején előkerült néhány csiszolt kőkorszaki tárgy, amelyek az őskori ember ittlétét tanúsítják. Ebben az időben a solymári Vár-hegy platója, illetve a cseppkőbarlang a környék két kiemelkedő pontja volt és jó védelmet nyújtottak a természet viszontagságai ellen.
Az 1941. évi Barlangvilágban meg van említve, hogy 1940-ben a Budapesti Egyetemi Turista Egyesület Barlangkutató Szakosztály tagjai népszerűsítő barlangtúrákon és tanulmányutakon megtekintették pl. a Solymári barlangot. Az 1941-ben kiadott Magyar turista lexikonban külön szócikke van a barlangnak. A kiadványban szó van arról, hogy a Solymári barlangnak Solymár közelében, a Sziklás-hegy É-i oldalába vájt mészkőbánya felett, dachsteini mészkőben van a bejárata. Két bejáratát bonyolult, labirintusszerű járat kapcsolja össze. Ebből a járatból sok oldalág nyílik. Gyakorlott vezetővel ajánlott bejárni. A barlang kitöltéséből diluviális állati csontmaradványok kerültek elő. A Budapesti Turista Egyesület kezeli a barlangot. Az egyesület kényelmesen járhatóvá tette a barlang legtöbb részét.
A Magyar Barlangkutató Társulat Solymári Bizottsága 1942. október 4-én, Kadić Ottokár elnökletével ülést tartott Solymáron. Kadić Ottokár az ülésen ismertette a bizottság megalakulása óta a Solymári-ördöglyukban történt eseményeket és megállapította, hogy a barlang kezelésével megbízott Budapesti Turista Egyesület nagyon elhanyagolta a barlangot az utóbbi időben. Ezért a társulatnak kell kezelnie a barlangot. Emiatt tárgyalt Solymár elöljárójával és a solymári úrbéresek elnökével, akikkel megegyezett abban, hogy megint a társulat veszi át a barlang kezelését és három évre, évi 200 pengőért a solymári barlangházat bérbe veszi. A bizottság Kadić Ottokár előterjesztésére a Solymári-ördöglyuk látogatásával kapcsolatban megállapította a következő szabályokat:
1. A barlang csak belépőjegy váltásával járható be. 2. A látogatás rendje a következő: 1. túra a Bejárattól a Kupola-teremig tart. Utcai ruhában bármikor bejárható. Belépődíj 30 fillér. 2. túra a Bejárattól a Kijáratig tart. Minden vasár- és ünnepnap bejárható. Az első bejárás 10 órakor, a második bejárás 16 órakor indul. Belépődíj 50 fillér. 1 pengő a pótmécses díja. 3. túra az egész barlang megtekintése vezető nélkül, saját felelősségre. Bármikor bejárható, éjjel is. 1 pengő a belépődíj. Kötél bérlése 1,5 pengő. 3. A barlang gondnoka, a vezetők és a solymári bizottság tagjai jogosultak vezetésre. A bizottság elnökénél kell bejelenteni a vezetésnél felmerülő panaszokat. 4. 10 fillér a barlangház használatának díja. Az öltözködés és mosakodás az előszobában, az étkezés a társalgóban történik. Csak az ügyeletes bizottsági tagok használhatják az ágyakat. Kötelező belépőjegyet váltani és a vendégkönyvhasználat.

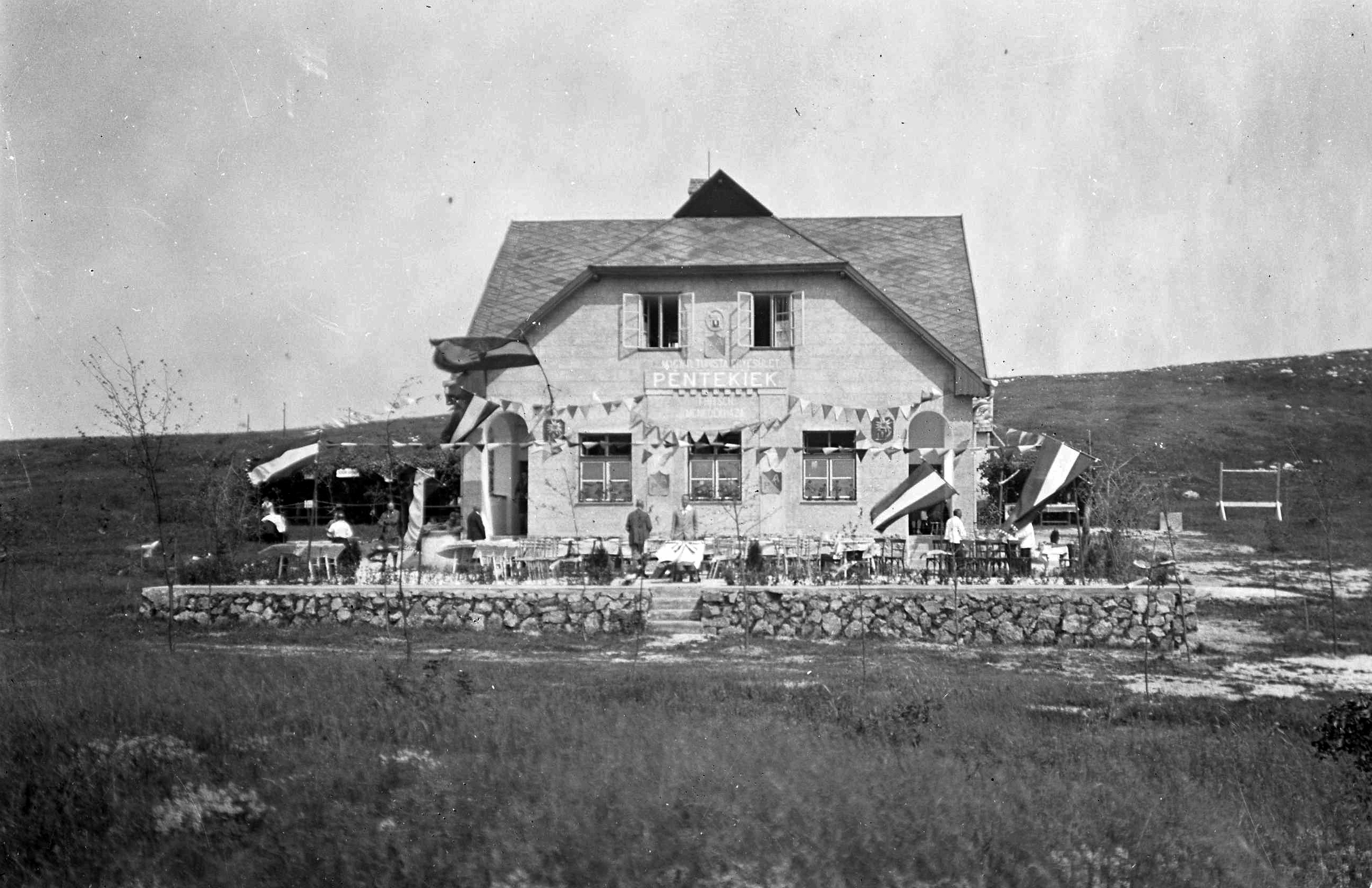
A Zsíros-hegyi turistaház 1929-ben. A turistaházban lehetett hozzájutni a barlang kulcsához a barlangot megtekinteni akaróknak

Kadić Ottokár jelentette, hogy megbízásából a nyáron a barlangban Vértes László csontokat gyűjtött, amely közben rábukkant egy jávorszarvas teljes csontvázára. Meg lett állapítva a csontváz kíséretében található egyéb csontok alapján, hogy a jégkorszak előtti időből származik a barlangban feltárt csonttelep. Kissé mélyebben, a Pihenőben, a Denevér-csarnokban és a Sártorokban összegyűlt barlangi agyagból csontok kerültek elő. Ez utóbbiak a jégkorszakból származnak. A bizottság megállapította Kadić Ottokár javaslatára a legsürgősebb teendőket, amelyek a következők: a bizottság megépíti a lépcsőket a Kupola-teremtől a Pihenőig. Feltárja és kiszintezi a Pihenőben, a Denevér-csarnokban és a Sártorokban összegyűlt barlangi agyagot. A feltárás során előkerülő csontokat és egyéb régiségeket rendszeresen összegyűjti. Kadić Ottokár javaslatára a solymári bizottság elnöke Kadić Ottokár, gondnok Barbie Lajos, előadó Szenes János, bizottsági tagok Csomay Ödön, Fritsch Vencel, Klébert Elemér, Markó István, Schäffer Bernát, Simó János, Tarpay Miklós és Vértes László. Pluhár István és fia lettek megbízva a barlangtúrák vezetésével. Csomay Ödön solymári főjegyző kifejezte örömét azért, mert a társulat gondozásba vette a Solymári-ördöglyukat. A főjegyző támogatni fogja a tervezett munkákat.
A Turisták Lapja 1942. évi évfolyamában az van írva, hogy a Magyar Barlangkutató Társulat vette át a Solymári-ördöglyuk kezelését. A társulat megalakította a solymári bizottságot és a bizottság kidolgozta a barlang látogatásának szabályait. Ezentúl csak belépőjegy váltásával látogatható a barlang. A látogatás változatai a következők: a Bejárattól a Kupola-teremig tartó rész utcai ruhában is megtekinthető, belépődíja 30 fillér. A Bejárattól a Kijáratig vasár- és ünnepnapokon lehet végigmenni, az első bejárás 10 órakor, a második 16 órakor kezdődik. 50 fillér a belépőjegy, a pótlámpa díja 1 pengő. A teljes barlang vezető nélkül, a résztvevők saját felelősségére is bejárható. Nincs időbeli kötöttség, éjjeli túrák is indulhatnak. 1 pengő a belépődíj, 1,5 pengőt kell fizetni kötél kölcsönzéséért.

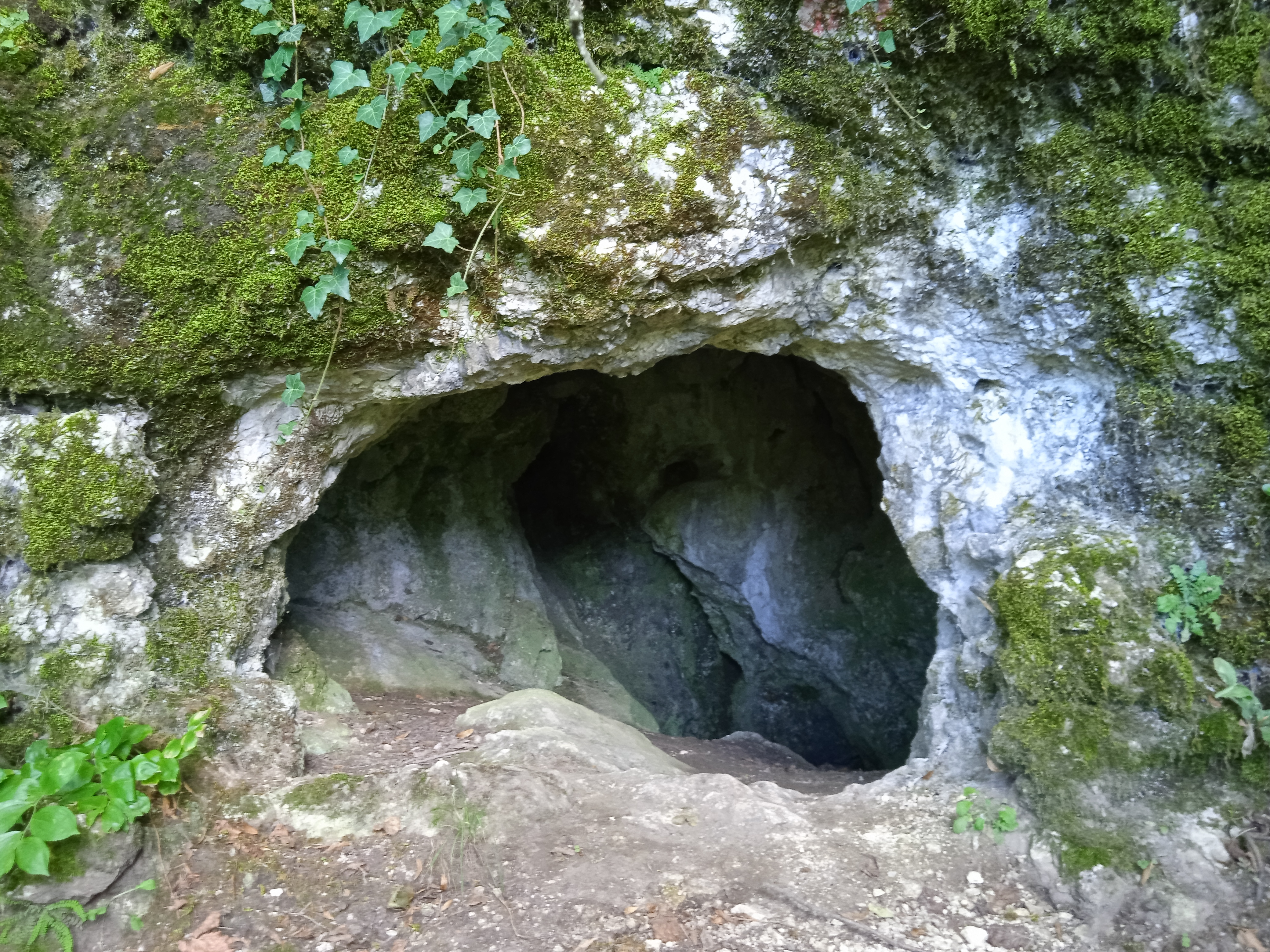
Solymári-ördöglyuk, a Pipa környéke

Vezetésre a barlang gondnoka, a vezetők és a solymári bizottság tagjai jogosultak. A solymári bizottság elnökénél kell bejelenteni a vezetés közben felmerülő panaszt. A bizottság hivatalos helyisége: Budapest, I. kerület, Szentháromság utca 2. A barlangházat kibérelte a társulat, amelynek használatáért 10 fillért kell fizetniük a barlangot felkeresőknek. A solymári bizottság elnökének, Kadić Ottokárnak és a barlang gondnokának, Barbie Lajosnak a személye biztosíték arra, hogy a Solymári-ördöglyuknak szebb jövője lesz. Sziklamászásban gyakorlott természetjárók figyelmébe ajánljuk a barlangot.
Az 1942. évi Barlangvilágban lévő és Kadić Ottokár által írt jelentésben meg van említve, hogy 1941-ben Kerekes József tanulmányozta a Solymári-ördöglyukat. Az 1942. évi Természettudományi Közlönyben meg van ismételve A Természet 1939. évi évfolyamában publikált tanulmánynak a Solymári-ördöglyukra vonatkozó része. Az Országjárás 1942. évi évfolyamában meg lett említve, hogy a Pilis hegységben körülbelül 30 barlang van és ezek között az egyik jelentős a solymári cseppköves barlang. Az 1942-ben kiadott, Barlangok mélyén című könyvben az van írva, hogy a solymári Ördöglyukban az 1800-as években sok guanót bányásztak.
A Turisták Lapja 1943. évi évfolyamában az olvasható, hogy a solymári barlang turista szempontból szépen fejlődik, mert a Magyar Barlangkutató Társulat szakszerűen kezeli. A barlang mostanában fontos lett tudományos szempontból is. A Kiskörút végét, illetve a Sikló kürtőjének tetejét kitöltő, preglaciális vörös agyagban ugyanis 200.000 évesnél idősebb emlősök csontjait találták meg, amelyek a Magyar Nemzeti Múzeumba kerültek. Ezek közül legértékesebb egy jávorbika majdnem teljes csontváza, amely jelenleg egyedülálló az egész világon, illetve egy bölénytehén és egy orrszarvú csontmaradványai. Velük együtt napvilágra került sok apró emlős csontja és szép csigafauna. A nagy jelentőségű felfedezés és a leletek kiásása megint a turista barlangkutatóknak köszönhető, akik így tettek szolgálatot a tudománynak.

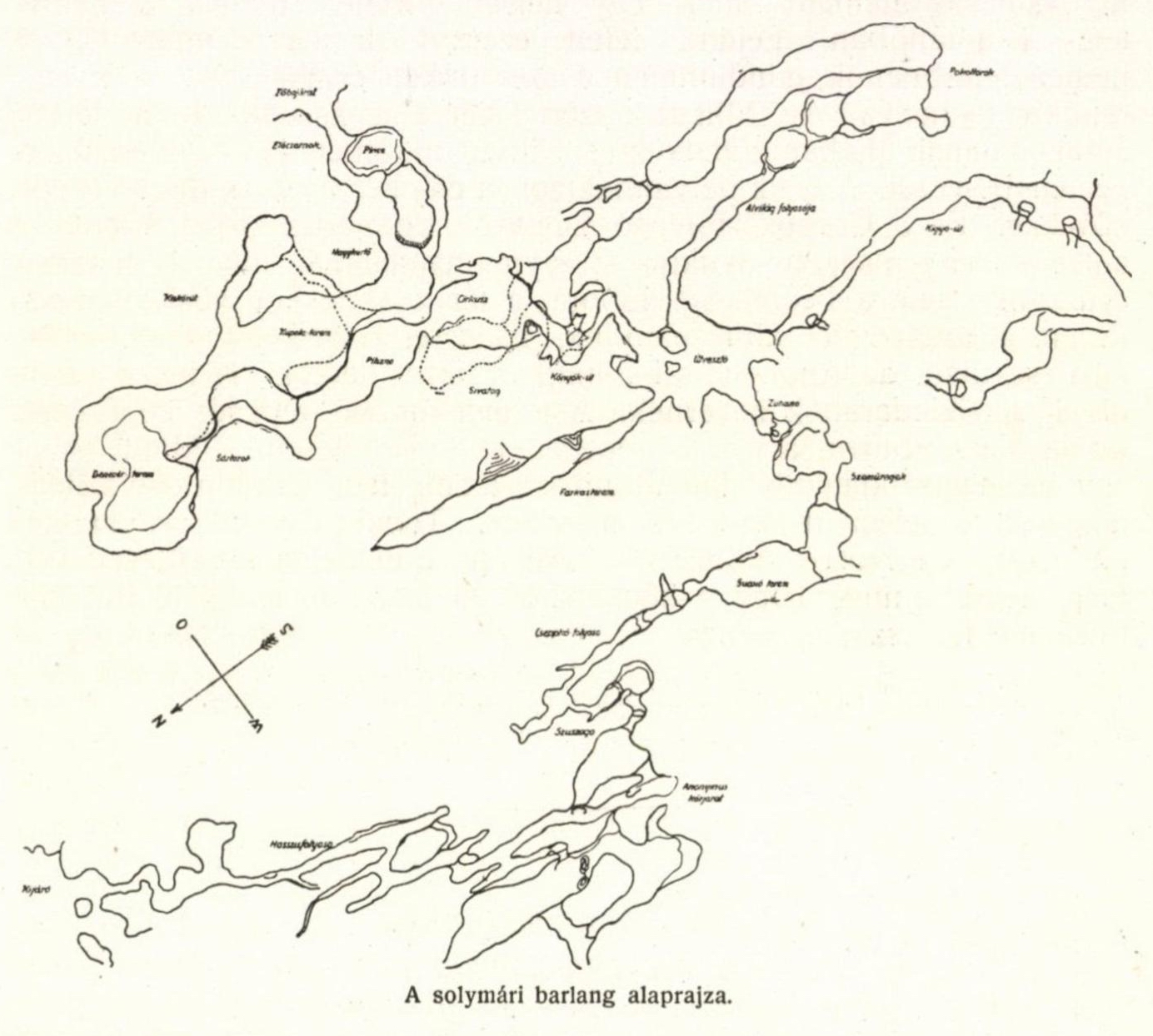
A Solymári-ördöglyuk 1924-ben publikált alaprajz térképe

A Természettudományi Közlöny 1944. évi évfolyamában megjelent és Mottl Mária által írt publikációban meg van említve, hogy Koch Antal ásatott a solymári barlangban és az ásatási anyag a Magyar Királyi Földtani Intézet fosszilis barlangi fauna gyűjteményének alapja volt. Az 1944. évi Barlangkutatásban az van írva, hogy a Solymári-barlangból előkerült barlangi oroszlán (Felis spelaea) Mt III. dext. hossza 159 mm. Az 1948-ban kiadott, Szegő István által írt útikönyvben az olvasható, hogy nyáron szép kiránduláson lehet érinteni a Solymári Ördöglyuk-barlangot. Az 1948. évi Hidrológiai Közlönyben szó van arról, hogy a Dunántúli-középhegységben található magasan elhelyezkedő forrásbarlangi nyílások közül egyik a Solymári-barlang (150 m viszonylagos magasság). Ezek közül sokból ásatások szolgáltattak értékes korjelző őslénytani anyagot (Solymári-barlang).
A Leél-Őssy Sándor által írt és 1957-ben napvilágot látott, A Budai-hegység barlangjai című tanulmány szerint a budai nagyobb barlangok mind hévizes barlangok, a Solymári-barlang is. A Buda környéki legnagyobb méretű, hévizes barlangok minden bizonnyal egyidősek egymással és az ópleisztocénben keletkeztek (Pál-völgyi-barlang, Mátyás-hegyi-barlang, Szemlő-hegyi-barlang, Ferenc-hegyi-barlang és a Solymári-barlang). A Solymári-ördöglyuk mellett található a Solymári-kőfülke (Jánoslyuk-barlang). A tanulmányban lévő, a Budai-hegység barlangjainak földrajzi elhelyezkedését bemutató helyszínrajzon megfigyelhető a hévizes eredetű Solymári Ördöglyuk-barlang földrajzi elhelyezkedése.
Budapesten kívül, Solymár határában, a Zsíros-hegy ÉK-i oldalában, kb. 320 m tszf. magasságban nyílik a Solymári Ördöglyuk-barlang. Két természetes bejárata van, amelyeket régóta ismernek. Már a múlt században ismerték az Ördöglyuk-barlangot, tehát nem mesterségesen lett feltárva, mint a Pálvölgy mesterségesen feltárt barlangjai. A Solymári-barlang felső triász dachsteini mészkőben keletkezett. A barlang majdnem eléri a 2 km hosszúságot, ezért Buda második legnagyobb barlangja. A barlangban a szintkülönbség kb. 45 m (a bejáratnál lejjebb lévő Óriás-terem, Fehér-terem, Pokol mélysége). Nagyon bonyolult a barlang alaprajza. Járatai a legkülönbözőbb irányúak és egymás felett több szintben jöttek létre. Ezeknél is jól látható a tektonikus hasadékok irányító szerepe. A járatok leginkább függőleges aknák, vagy irányban és lejtésben zegzugosan többször megtörő folyosók. Sok rendkívül nagy terem (Óriás-terem, Vörös-terem, Fehér-terem, Denevér-terem) van a barlangban. Érdekes, hogy ezek a termek a barlang talppontjain, 40–45 m mélységben húzódnak. Az óriási termek mellett a barlangban találhatók a legszűkebb szorítók (Giliszta-járatok) is. Ezek a szűk járatok az Óriás-terem és a Vörös-terem előtt vannak.

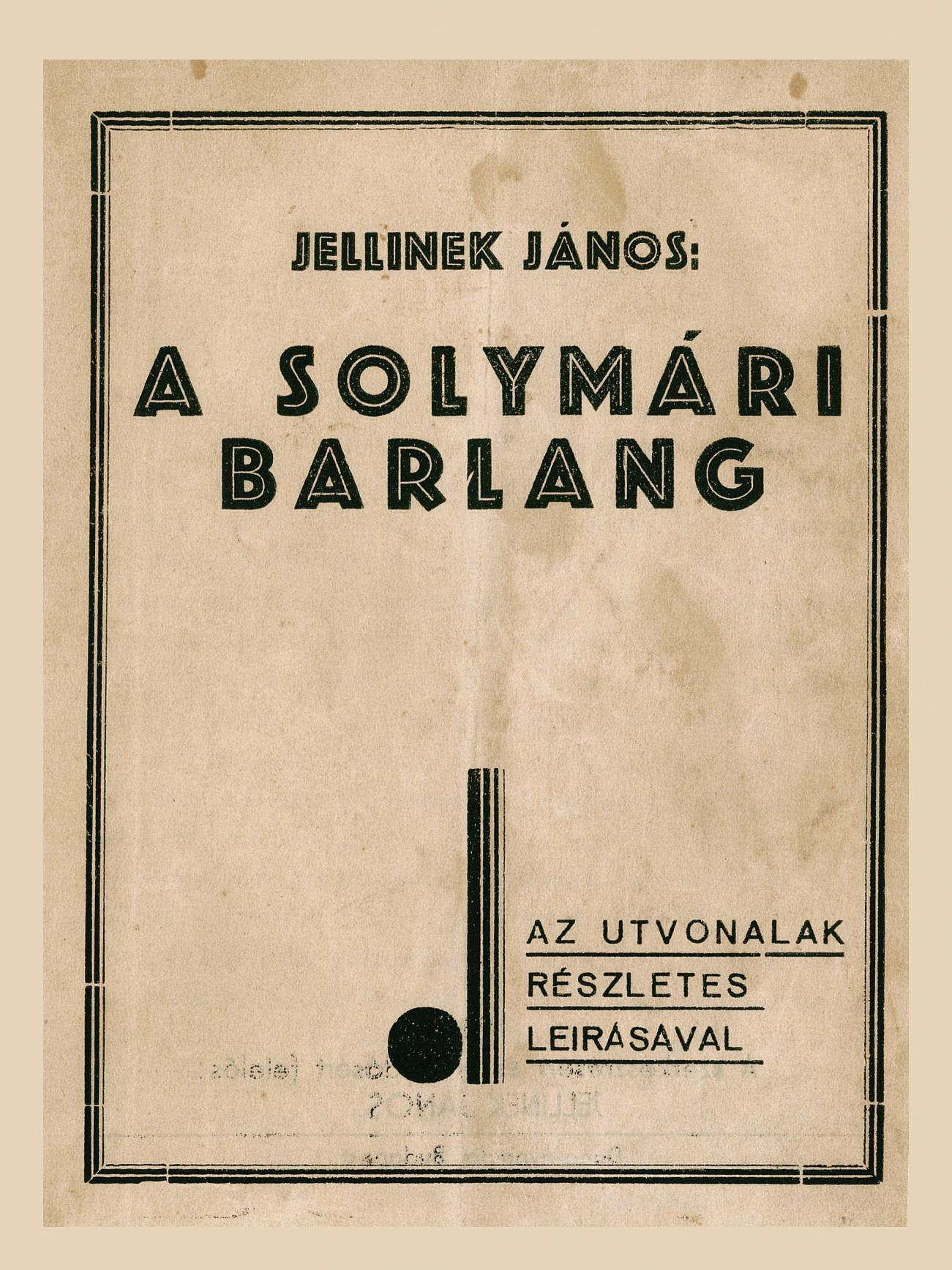
Jellinek János 1936-ban kiadott könyvének borítója

Az alaprajzból megállapítható, hogy az Ördöglyuk-barlang Magyarországon valószínűleg a legnehezebben járható barlang. Az említett, mélyen lévő nagy termekbe csak függőleges aknákon át, veszélyes úton és kötél használatával lehet bejutni. Nagyon gazdag, hidrotermális ásványlerakódások (aragonit, gipsz, kalcit, kovapala) figyelhetők meg a barlangban. A magasan elhelyezkedő, száraz és nagyon pusztuló barlang néhány termének alján vastag, agyagos kitöltés található. A barlangi agyagból gazdag, pleisztocén őslénytani leletanyag került elő. Viszonylag sok a cseppkőképződmény a barlangban. A cseppkövek gyakran az aragonit formákra települtek. A Solymári-barlangot egyáltalán nem építették ki az idegenforgalom számára, csak a főbejáratát, ahol vas- és cementlépcsőn lehet lemenni 30 m mélyre.

### 1960–1984
Az 1960. évi Karszt- és Barlangkutatási Tájékoztatóban ismertette Hazslinszky Tamás a Loksa Imre által írt, Ein Brachydesmus (Diplopoda) Fossil aus der Glazialzeit Ungarns című (Acta Zoologica, 1959. 4. köt. 3–4. füz.) tanulmányt, amelynek magyar nyelvű címe Brachydesmus-ősmaradvány Magyarország jégkorszakából. Loksa Imre a solymári Ördöglyuk-barlangban talált jégkorszaki Brachydesmus ősmaradványt írt le, amely új fajnak bizonyult a kutatások során (Brachydesmus Topáli n. sp.). Az 1961-ben kiadott, Vitéz András és Pap Miklós által szerkesztett, Budapest című könyvben szó van arról, hogy a hegyvonulat (melynek a Budapest III. kerületében lévő Mátyás-hegy is része) ÉNy-i részén fekszik a környék legnagyobb barlangja, a 2 km-es Solymári-barlang, amely szakavatott vezető segítségével járható be.
Az 1963. évi Karszt- és Barlangkutatási Tájékoztatóban szó van arról, hogy a barlang kis bejáratától (a kijáratától) vetületben kb. 300 m-re és a barlang legmélyebben lévő pontjától kb. 100 m-rel mélyebben húzódik egy felhagyott táró. 600 m-t sikerült bejárni a táróból és így sikerült nagyon megközelíteni a barlangot. A táró nagyon jól feltárja a kőzetek települési viszonyait és az egykori hévforrások feltörési nyomait. Ez utóbbiak nyilvánvalóan dinamikus összefüggésben vannak a Solymári-barlanggal. A tanulmányba bekerült a solymári táró 1:1500 méretarányú földtani térképszelvénye és 1:10 000 méretarányú alaprajz térképvázlata. A publikációban látható a táró tektonikai diagramja. A diagramot Szentes György szerkesztette és Kovács György rajzolta 1962-ben.
Gebhardt Antal 1963-ban megjelent tanulmánya szerint a Solymári-barlangban előfordul Heteromurus nitidus Abs. v. margaritarius Abs. ugróvillás. Az 1964-ben napvilágot látott Az országos kék-túra útvonala mentén című könyvben meg van említve, hogy a Remete-hegyi-kőfülke és a Solymári barlang őskori állatok (barlangi oroszlán, barlangi medve, egyéb emlősök és madarak) csontjainak lelőhelye volt. Vértes László 1965-ben kiadott könyvében meg van említve, hogy a Riss glaciálist faunisztikailag a Solymári barlang képviseli.

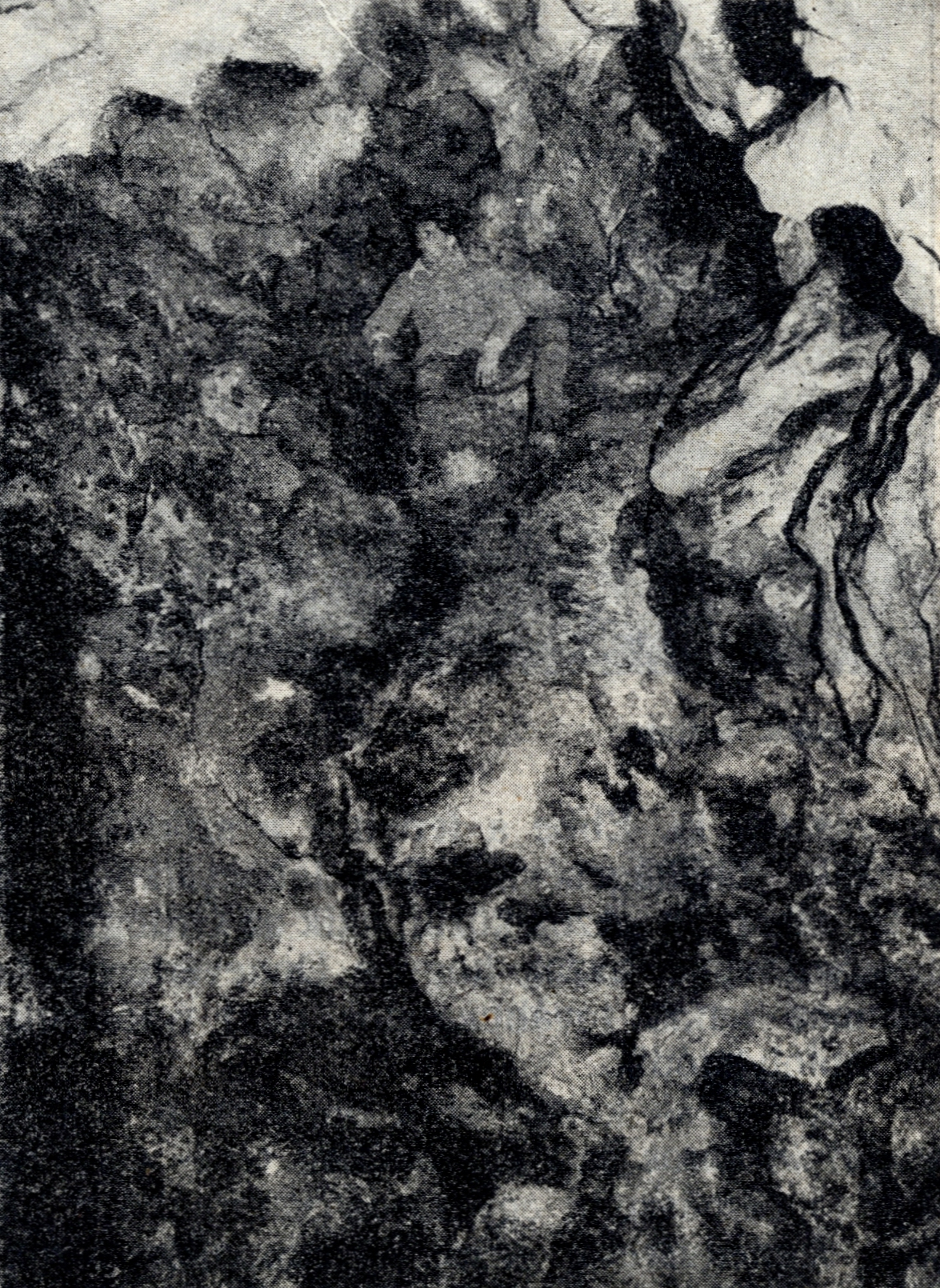
Solymári-ördöglyuk, a Cirkusz (Bekey Imre Gábor fényképe)

Az 1966. évi Karszt és Barlangban szó van arról, hogy 1966. február 20-án a solymári Ördöglyuk-barlangban, az Óriás-terembe történő leereszkedés közben egy turistaleány elvétette a lépést és a mélybe zuhant. Súlyos csonttöréseket szenvedett. 12 órás megfeszített munkával vitték felszínre a barlangi mentőszolgálat tagjai a súlyosan sérült lányt, majd mentősök szállították kórházba. 1966. november 8-án, a barlangi mentőszolgálat tagjai, a Budapesti Rendőrfőkapitányság kérésére átvizsgálták a solymári Ördöglyuk-barlangot, és onnan két bennrekedt fiatalembert kimentettek, akik előző nap tévedtek el. Az 1972. évi Karszt és Barlangban meg van említve, hogy 1972. július 16-ának éjszakáján, a budapesti és Pest megyei rendőrfőkapitányságok hívták a Barlangi Mentőszolgálatot, hogy a mentőszolgálat tagjai mentsék ki egy turistacsoport tagjait, akik eltűntek a solymári Ördög-lyukban. Hajnalra a turistacsoport tagjai otthonukban voltak.
Az 1973. évi Karszt és Barlangban közölve lett, hogy 1973. január 30-án este azért riasztotta a Budapesti Rendőrfőkapitányság a Barlangi Mentőszolgálatot, mert fel kellett kutatni a Solymári-ördöglyukba indult négy kisdiákot. Éjfélre sikerült megtalálni a négy fiút. 1973. február 4-én éjjel a Pest megyei Rendőrfőkapitányság kérte a Barlangi Mentőszolgálat tagjainak segítségét, mert a Solymári-ördöglyukban eltűnt három fiatalkorú. Reggelre otthonukban voltak az elveszettek. 1973. szeptember 2-án este, a Barlangi Mentőszolgálat egy része, a Pest megyei Rendőrfőkapitányság kérésére kivonult a Solymári-ördöglyukhoz, hogy kimentsen nyolc turistát, akik a barlangban tűntek el. Reggelre otthonukban voltak az elveszettek. 1973. november 25-én éjszaka, a Barlangi Mentőszolgálatot megint a Pest megyei Rendőrfőkapitányság ügyelete riasztotta, mert egy Nagykovácsi környékére kirándulni indult diákcsoport minden bizonnyal barlangban tűnt el. A mentőszolgálat tagjai egész éjjel kutattak sok munkával. Sikerült hajnalra felszínre vinniük a Solymári-ördöglyukban eltévedt és veszélyes helyzetben bennrekedt hét diákfiút.
Az 1975. évi MKBT Beszámolóban kiadott és Jánossy Dénes által írt jelentésben meg van említve, hogy 1975-ben gerinces őslénytani anyag gyűjtése történt a Solymári Ördög-lyukban. A Bertalan Károly és Schőnviszky László által összeállított, 1976-ban megjelent Magyar barlangtani bibliográfia barlangnévmutatójában meg van említve a Budai-hegységben lévő barlang Solymári-Ördög-lyuk néven. A barlangnévmutatóban fel van sorolva 77 irodalmi mű, amelyek foglalkoznak a barlanggal. Az 1932. évi 14. tanulmányban nincs említve a barlang. 1976-ban vált országos jelentőségű barlanggá a 4700-as (Budapest és Budai-hegység) barlangkataszteri területen lévő, solymári Solymári-Ördög-lyuk.
Az 1976-ban befejezett és Bertalan Károly által írt, Magyarország barlangleltára című kéziratban az olvasható, hogy a Budai-hegyekben, Solymáron helyezkedik el a Solymári Ördöglyuk, amelynek másik neve Solymári-barlang. A Sziklás-hegy ÉK-i oldalán lévő solymári kőfejtő legmagasabb pontja feletti szikla aljában van a bejárata. A bejárat vízszintesen kezdődik, majd 45 m mély kürtőbe fordul. Az életveszélyes és lezárandó barlang 1800 m hosszú és 49 m mély. Tektonikusan preformált, nagyon bonyolult hévizes eredetű barlangrendszer. Ideális terep a barlangi mozgás gyakorlásához. A kézirat barlangot ismertető része 3 irodalmi mű alapján lett írva.

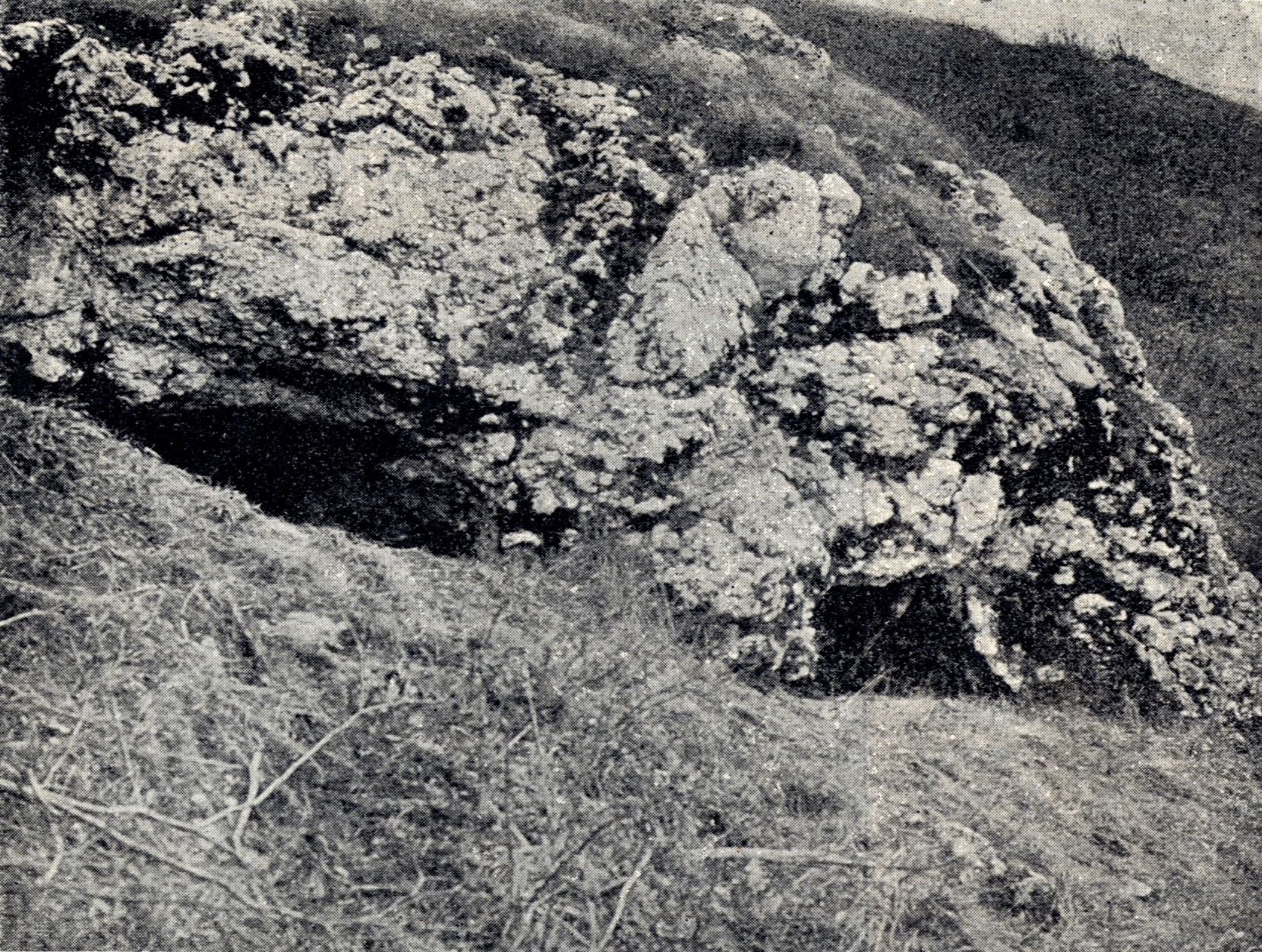
A barlang kijárata Bekey Imre Gábor fényképén

Az 1976-ban összeállított, országos jelentőségű barlangok listájában lévő barlangnevek pontosítása után, 1977. május 30-án összeállított, országos jelentőségű barlangok listáján rajta van a Budai-hegységben, Solymáron található barlang Solymári-ördöglyuk néven. Az 1977. évi Karszt és Barlang angol nyelvű különszámában megjelent, The longest and deepest caves of Hungary (December 31, 1975) című közleményből megtudható, hogy a Budai-hegységben fekvő, 2000 m hosszú Solymári-ördöglyuk (Devil's Hole of Solymár) 1975. december 31-én Magyarország 8. leghosszabb barlangja.
Az 1977. december 31-i állapot szerint (MKBT Meghívó 1978. május) a Budai-hegységben lévő és kb. 2000 m hosszú Solymári Ördög-lyuk az ország 7. leghosszabb barlangja. Az 1977. évi Karszt és Barlangban megjelent, Bajomi Dániel által írt tanulmányban van egy Magyarország térkép, amelyen a Magyarországon lévő, biológiailag kutatott barlangok földrajzi elhelyezkedése figyelhető meg. A térképen látható a biológiailag feldolgozás alatt álló Solymári-ördöglyuk földrajzi elhelyezkedése. A folyóirat 1977. évi különszámába bekerült a tanulmány angol nyelvű változata. Ebben a tanulmányban is közölve lett a térkép, amelyen Solymári-ördöglyuk a barlang neve.
Az 1977. évi Karszt és Barlangban megjelent összeállítás alapján, 1977. december 31-én Magyarország 8. leghosszabb barlangja a Budai-hegységben elhelyezkedő, 1977. december 31-én, 1976-ban és 1975-ben kb. 2000 m hosszú Solymári-ördöglyuk. Ez az összeállítás naprakészebb az 1978. májusi MKBT Meghívóban publikált listánál. Az 1980. évi Karszt és Barlang 1. félévi számában publikálva lett, hogy a kiemelt jelentőségű Solymári-ördöglyuk a 4700-as barlangkataszteri területen (Budai-hegység és Érd környéke) helyezkedik el. A barlangnak 4773/1. a barlangkataszteri száma. Az MKBT Dokumentációs Bizottsága a helyszínen el fogja helyezni, a többi kiemelt jelentőségű barlanghoz hasonlóan, a barlang fémlapba ütött barlangkataszteri számát. A barlangkataszteri szám beütéséhez alapul szolgáló fémlap ugyanolyan lesz mint a többi kiemelt jelentőségű barlang fémlapja.

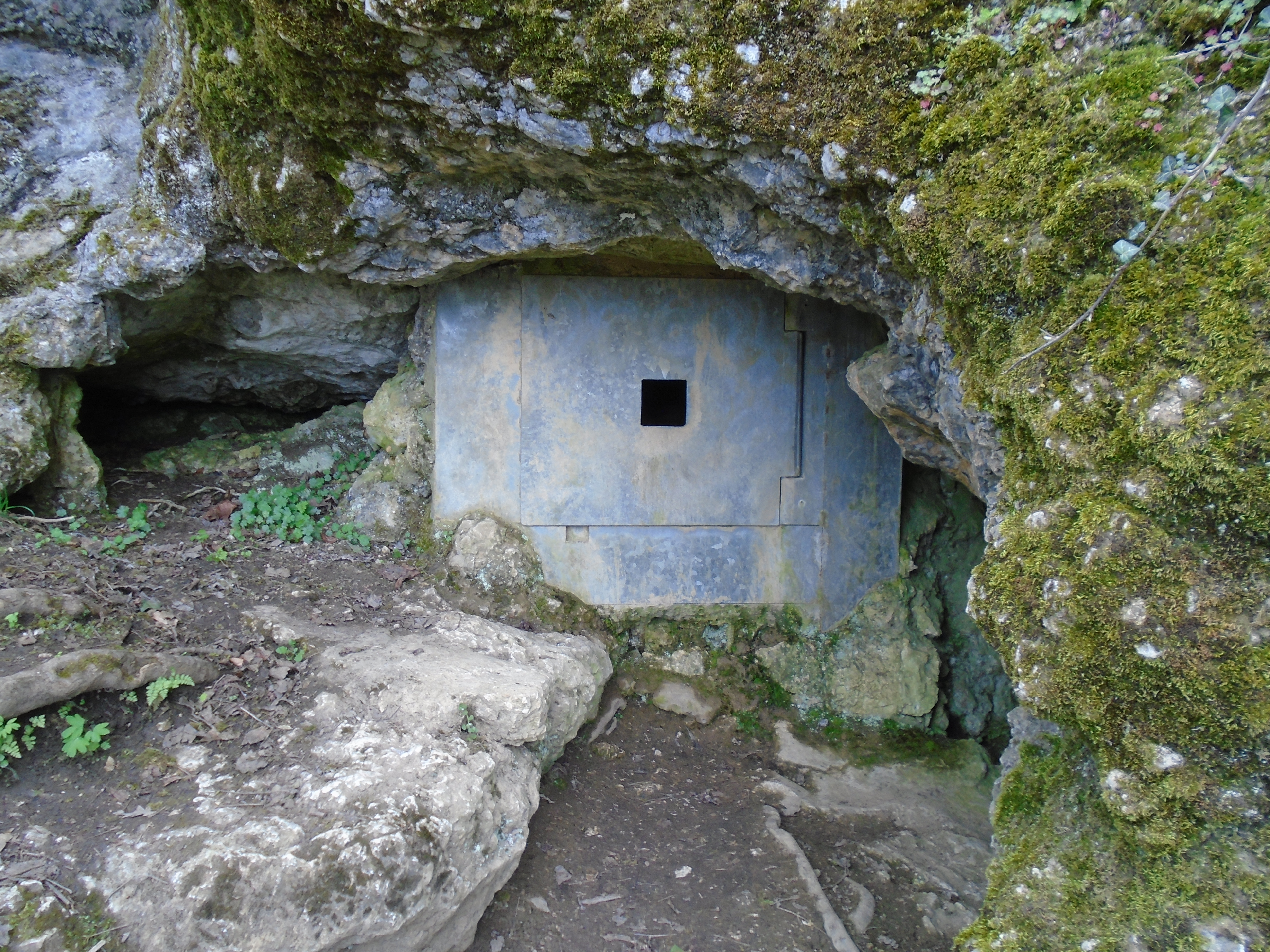
A Solymári-ördöglyuk Pipa nevű bejárata 2018-ban

A Ferencvárosi Természetbarát Sportkör Barlangkutató Szakosztályának 1982-ben volt kutatási engedélye a barlang kutatásához. 1982. július 1-től az Országos Környezet- és Természetvédelmi Hivatal elnökének 1/1982. (III. 15.) OKTH számú rendelkezése (1. §. és 3. §., illetve 5. sz. melléklet) értelmében a Budai-hegységben lévő Solymári ördöglyuk fokozottan védett barlang. Az 1982. szeptember–októberi MKBT Műsorfüzetben meg van említve, hogy a Budai-hegységben található Solymári-ördöglyuk fokozottan védett barlang. A felsorolásban a barlangnevek az MKBT által jóváhagyott és használt helyesírás szerint, javított formában lettek közölve.
Az 1984-ben megjelent, Magyarország barlangjai című könyvben van egy Magyarország térkép, amelyen a Magyarországon lévő, biológiailag kutatott barlangok földrajzi elhelyezkedése figyelhető meg. A térképen látható a biológiailag feldolgozás alatt álló Solymári Ördög-lyuk földrajzi elhelyezkedése. A kiadvány országos barlanglistájában, a Budai-hegységben lévő barlangok között szerepel a Solymári-ördöglyuk, de két külön barlangként. Az egyik barlangnak solymári Ördög-lyuk a neve és Solymári-barlang, Vörösvári-barlang a névváltozatai. A másik barlangnak Solymári-zsomboly a neve. A listához kapcsolódóan látható a Dunazug-hegység barlangjainak földrajzi elhelyezkedését bemutató, 1:500 000-es méretarányú térképen a két barlang földrajzi elhelyezkedése. A kiadvány szerint Vértes László érdeme az 1940-es évek legjelentősebb barlangi őslénytani felfedezése, aki a Solymári-ördöglyuk Kis-körútjának zsombolykitöltéséből mostanáig egyedülálló maradványokat, köztük egy kihalt jávorszarvas egész csontvázát ásta ki. A riss eljegesedést bemutató fauna egy része elpusztult 1956-ban. A lelőhely feltárása nem folytatódott a technikai nehézségek miatt.

### 1985–2021

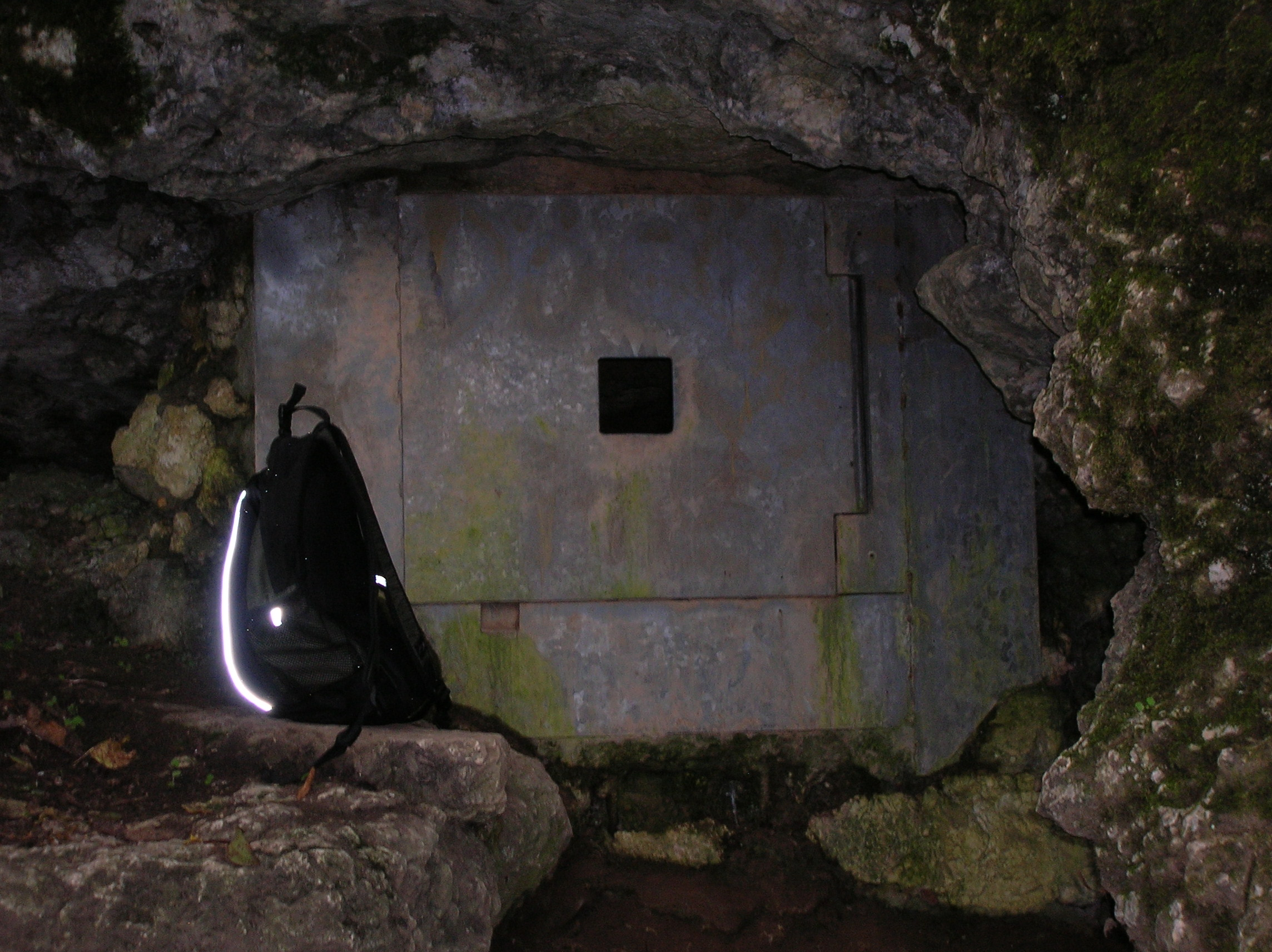
A barlang Pipa nevű bejárata 2010-ben

Az 1985. évi Karszt és Barlangban röviden ismertetve van, hogy a Solymári-ördöglyuk volt a helyszíne az FTSK Barlangkutató Szakosztály által rendezett 1979. évi Kinizsi Kupa országos barlangversenynek, amelyet a BEAC Barlangkutató Csoport tagjai, Király G., Rajczy M. és Valkó B. nyertek. Az 1986. évi Karszt és Barlangban megjelent bibliográfia regionális bibliográfia részében szerepel a barlang Solymári-barlang néven. Az összeállítás szerint a Karszt és Barlangban publikált írások közül 1 foglalkozik a barlanggal.
Az 1986-ban kiadott, Pest megye régészeti topográfiája (A budai és szentendrei járás) című könyvben szó van arról, hogy Solymáron helyezkedik el a 25/11. sz. lelőhely (Kőbánya, Felsberg, Ördöglyuk) (őskőkor, késő bronzkor?, barlang). Solymártól Ny-ra emelkedik a Felsberg, amelynek É-i oldalában van egy kőbánya. A kőbánya Ny-i szélénél lévő Zsíros-hegy oldalában van a bonyolult felépítésű, Ördöglyuk (Teufelshöhle) nevű barlang bejárata. Vértes László feltárta a barlang néhány részét 1939 és 1946 között. Csak a főbejáratban fedezett fel korahallstatti cserepeket, amelyek díszítetlenek, ugyanilyenek kerültek elő a Farkasverem felett húzódó kürtővel kapcsolatban álló zsombolyból is. A kürtőben barlangi medvefog, recens lócsontok, emberi bordák és tibia volt. A leletek elvesztek, így a régészeti topográfia szerzői nem tudták ellenőrizni a leletek korát. Valkó Arisztid cseppkőbarlang néven említi (1941) a Solymári-ördöglyukat és szerinte a barlang leletei a neolitikumból származnak. A kiadványban van egy Solymár térkép, amelyen megfigyelhető a Solymári-ördöglyuk földrajzi elhelyezkedése. A térképen 11-es számmal van jelölve a lelőhely.

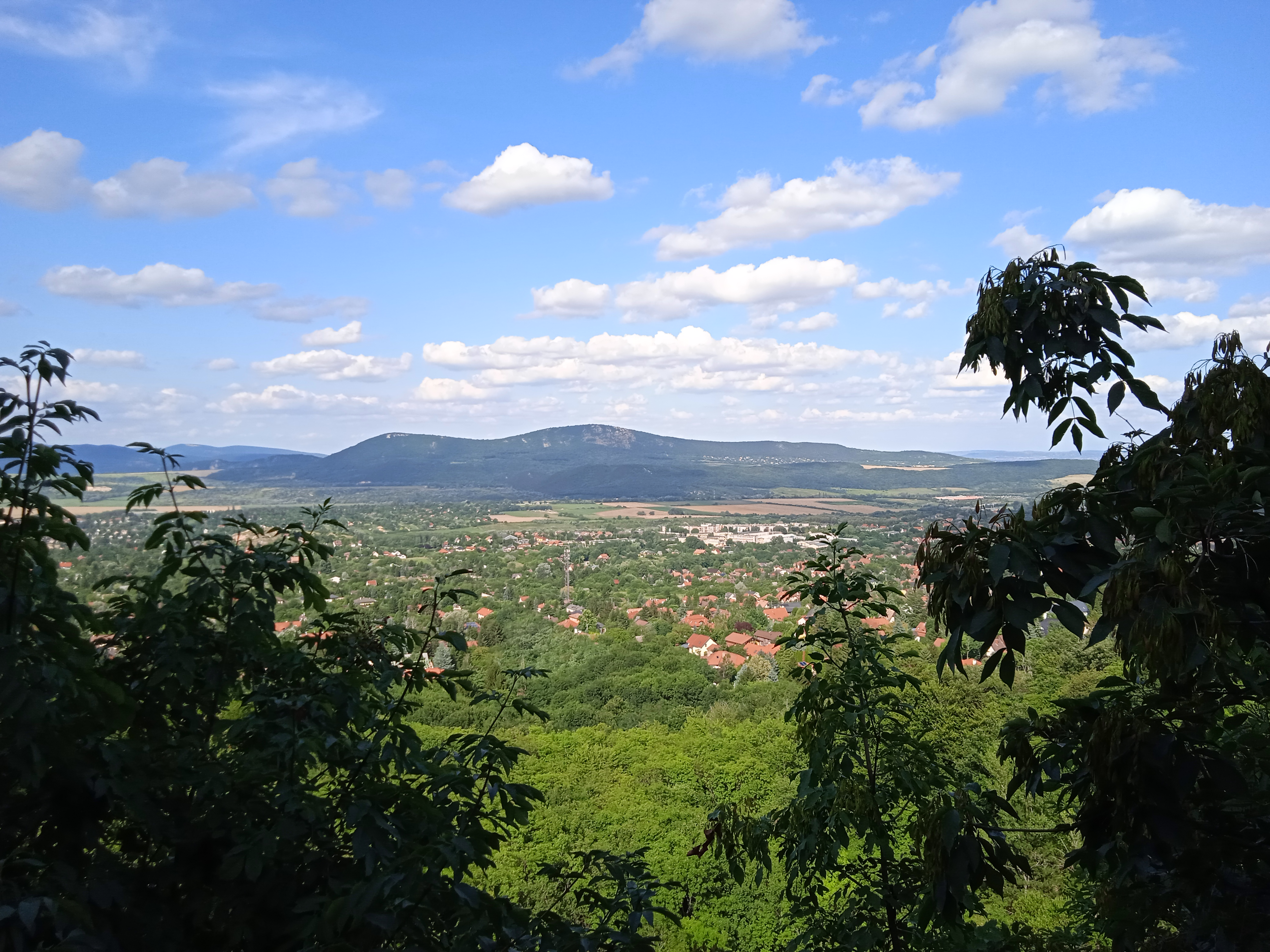
A Solymári-ördöglyuk főbejárata elől nyíló kilátás

Az 1987. évi MKBT központi kutatótábor tájékoztatójában van egy ábra, amelyen megfigyelhető, hogy a budai barlangok közül néhány, pl. a Solymári-ördöglyuk mekkora tszf. magasságban helyezkedik el, illetve ezeknek a barlangoknak mekkora a függőleges kiterjedése. Az 1987. december 31-i állapot alapján Magyarország 15. leghosszabb barlangja a 4773/1 barlangkataszteri számú és kb. 2000 m hosszú Solymári-ördöglyuk. Az összeállítás szerint az 1977. évi Karszt és Barlangban közölt hosszúsági listában a barlang kb. 2000 m hosszú. Az 1989. évi Karszt és Barlangban lévő, Topál György által írt tanulmányban meg van említve, hogy az MKBT 1985-ben kijelölt 20 barlangot és a társulat ajánlotta a munkában önkéntesen résztvevőknek, hogy legyen ezekben évente elvileg egy-egy téli és nyári denevérszámlálás. A kijelölt barlangok közül 1988-ig pl. a Solymári-ördöglyukban történt denevér-megfigyelés. A folyóirat 1989. évi különszámában napvilágot látott ennek a tanulmánynak az angol nyelvű változata. Ebben a tanulmányban Solymár Ördöglyuk a barlang neve.
Az 1989. évi Karszt és Barlangban lévő, Magyarország barlangjai című összeállításban szó van arról, hogy a Budai-hegység É-i peremén, Solymár szélén található a Solymári-ördöglyuk. Ez az egyetlen, természetes bejárattal rendelkező nagybarlang Budán. A kb. 2 km hosszú, szövevényes térlabirintus triász dachsteini mészkőben keletkezett. Melegvizes létrejöttét tanúsítják gömbfülkéi és az üregrendszer néhány részén megfigyelhető borsókőkiválások. A pleisztocén során víznyelőként működött egyik kürtője. Ezt a megállapítást a kitöltésben talált csontmaradványok támasztják alá. Néhány méter vastag denevérguanó gyűlt össze alsó termeiben.
A publikációban lévő 1. ábrán (Magyarország térkép) be van mutatva a barlang földrajzi elhelyezkedése. A folyóirat 1989. évi különszámában napvilágot látott ennek az utóbbi tanulmánynak az angol nyelvű változata (The caves of Hungary). Ebben a tanulmányban Devil's Hole (Solymári-ördöglyuk) a barlang neve. Az angol nyelvű tanulmányhoz mellékelve megjelent egy olyan lista, amelyben Magyarország leghosszabb barlangjai vannak felsorolva. A felsorolás szerint a Budai-hegységben fekvő, 2000 m hosszú Solymári-ördöglyuk (Solymári-ördöglyuk Cave) 1988-ban Magyarország 15. leghosszabb barlangja. (1977-ben is 2000 m hosszú volt a barlang.)
Az 1993. március–áprilisi MKBT Műsorfüzetben megjelent, hogy a KTM Természetvédelmi Hivatal egy plakátsorozat megjelenését tervezte, amelyen a magyarországi fokozottan védett barlangok szerepelnek, és ehhez diákat keresett. Előkészítés alatt állnak a Budai-hegység fokozottan védett barlangjairól és a közeljövőben fokozottan védett barlangjairól készült plakátok, köztük a Solymári-ördöglyukat ábrázoló is. Ez a barlang is csillaggal lett megjelölve, amely azt jelenti, hogy leginkább erről a barlangról keres fényképet. A Budapesti Természetvédelmi Igazgatóság 1993-ban újból lezáratta az időközben tönkrement bejáratokat, és a Természetvédelmi Hivatal Barlangtani Intézetének szakmai irányításával rendbe hozatta és a létrákat, lépcsőket korláttal is ellátták. A kijáratig (Pipa) terjedő szakaszon pedig a közlekedést megkönnyítő biztosító sodronyokat (két helyen) és létrákat (6 helyen) helyeztek el.

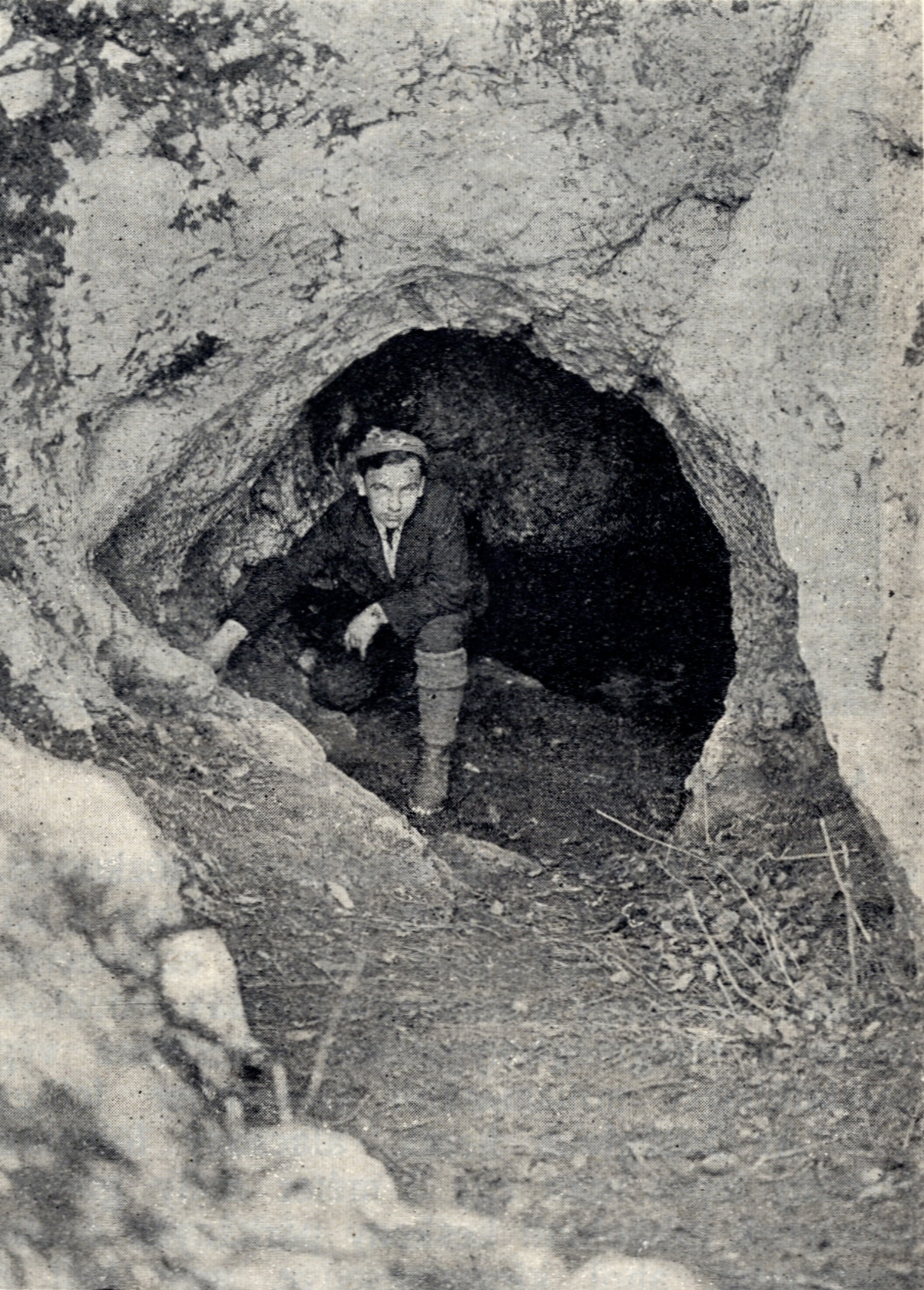
A Solymári-ördöglyuk főbejárata 1924-ben

Ezt követően, a Magyar Karszt- és Barlangkutató Társulat, a háború előtti túravezetések felújítására céljából, újból létrehozta a Solymári Bizottságot, majd megkérte a természetvédelmi hatóságtól a barlangra a hasznosítási engedélyt, és 1994–1998 között május eleje és október közepe között túravezetőkkel vezette az érdeklődő látogatókat a turista (rövid) túra (főbejárattól a Pihenőig és vissza), illetve az overallos (hosszú) túra (főbejárattól a Pipáig) útvonalon. Az ötéves üzemeltetés alatti 250 látogatási napon összesen 5600 látogatót vezettek le a barlangba. 1996-ban több barlangkutató csoport összefogásával és együttműködésével térképezési kampány indult, mely el is jutott a barlangnak körülbelül a feléig, a munka azonban nem folytatódott, így ez a térkép sem készült el.
1998. május 14-től a környezetvédelmi és területfejlesztési miniszter 13/1998. (V. 6.) KTM rendelete szerint a Duna–Ipoly Nemzeti Park Igazgatóság illetékességi területén, a Budai-hegységben található Solymári-ördöglyuk látogatók számára nem megnyitott szakaszai az igazgatóság engedélyével látogathatók. 2001. május 17-től a környezetvédelmi miniszter 13/2001. (V. 9.) KöM rendeletének értelmében a Budai-hegység területén lévő Solymári-ördöglyuk fokozottan védett barlang. Egyidejűleg a fokozottan védett barlangok körének megállapításáról szóló 1/1982. (III. 15.) OKTH rendelkezés hatályát veszti.
A 2003-ban kiadott, Magyarország fokozottan védett barlangjai című kiadványban szó van arról, hogy a 4773/1 barlangkataszteri számú Solymári-ördöglyuk (Ördöglyuk, Ördöglyuk-barlang, Solymári-barlang) a Budai-hegységben, a Pest megyében lévő Solymáron helyezkedik el. A barlang kb. 3 km hosszú, kb. 75 m függőleges kiterjedésű és 150 m vízszintes kiterjedésű. A barlangjárók egyik leggyakoribb célállomása ez a barlang, amelynek a Budai-hegység É-i peremén, a kirándulók által is kedvelt Zsíros-hegycsoport ÉK-i szélén, a Solymár külterületén található, felhagyott kőfejtő felső peremén, 352 m tszf. magasságban van a bejárata. Kb. 1,5 m magas és majdnem kerek főbejárata a kőbánya leszakadásától 2–3 m-re, másik bejárata (Pipa) pedig a főbejárattól ÉNy-ra kb. 50 m-re fekszik. A főbejárattól Ny-ra kb. 80 m-re nyílik a barlang harmadik bejárata, amely az 1950-es években lett kibontva, majd lebetonozták az omlásveszély miatt az 1970-es években. A barlang Solymár főterétől (64-es BKV busz végállomás), valamint Nagykovácsi önkormányzatától (63-as BKV busz megálló) kezdődő zöld turistajelzést, majd az abból kiágazó zöld Ω jelzést követve 30, illetve 45 perc alatt érhető el. Nagykovácsi felől az út gépkocsival is járható a Zsíros-hegyi turistaház romjáig, ahonnan 10 perc sétával el lehet jutni a barlanghoz.

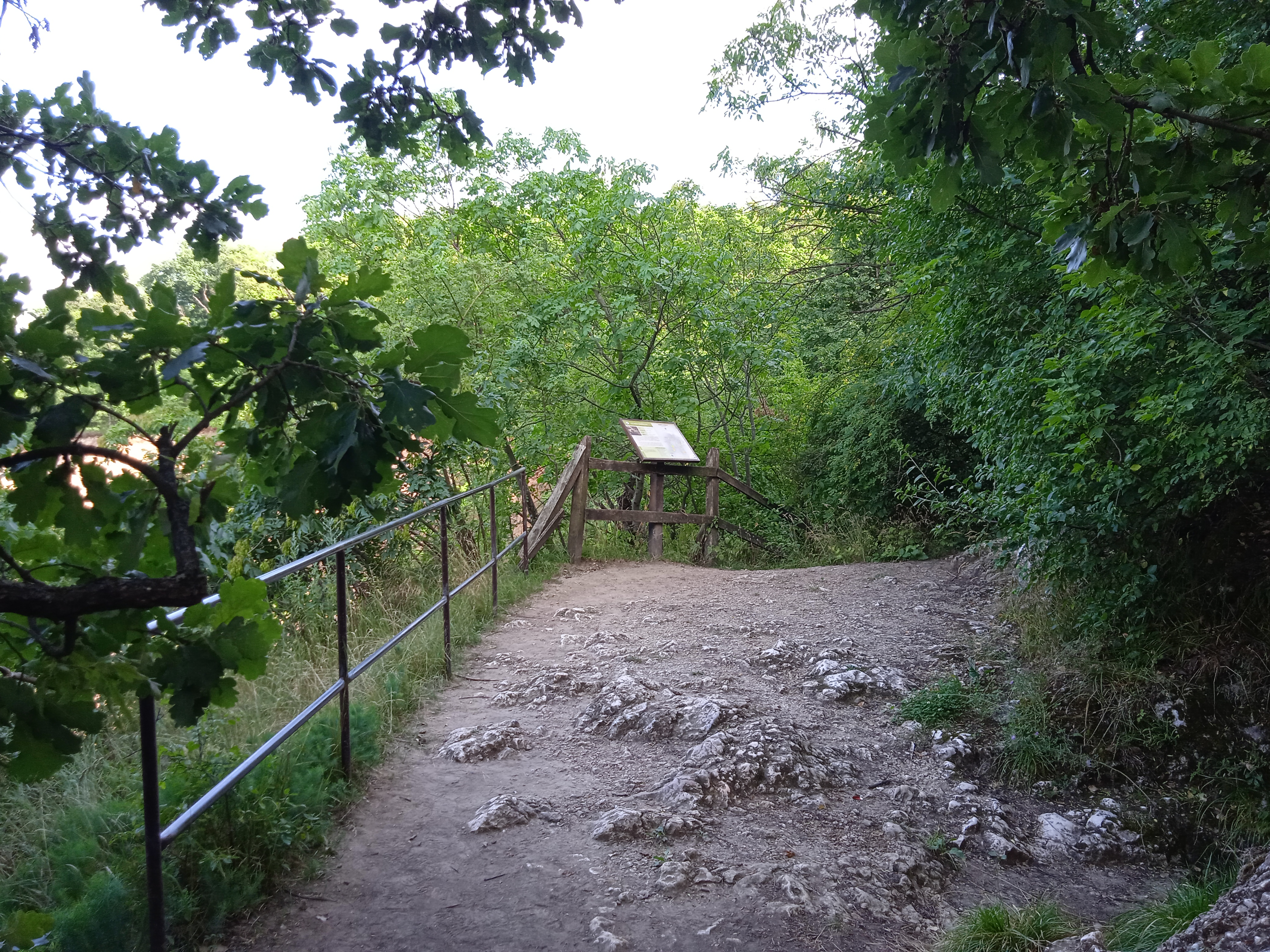
A Solymári-ördöglyuk főbejáratának előtere

A helyben élők már ismerték az 1800-as években a barlang bejárati részét, mert a barlang első kutatójának, Koch Antalnak is ők hívták fel a figyelmét az üregre. Koch Antal 1868-ban járta be a barlang elülső részét (a Siklóig). A Siklótól kezdődő aknába nem tudott leereszkedni, mert nem volt hozzá felszerelése és elég ideje. Koch Antal az 1871. évi Földtani Közlönyben jelentette meg a Solymári-ördöglyuk ismertetését. Minden bizonnyal budapesti turisták ereszkedtek le 1900 környékén kötelek használatával a 15 m mély Siklóba (Nagy-kürtő). Ezzel megnyílt az út a barlang további részeinek megismeréséhez, melyek feltárásához és bejárásához is kellett a sziklamászásban, kötélhasználatban való jártasság. Akkor Magyarország legnehezebben járható barlangja volt a barlang.
Az újonnan megalakult Magyar Barlangkutató Társulat egyik fontos feladatául jelölte meg 1926-ban azt, hogy a barlang tudományosan meg legyen vizsgálva, járhatóvá legyen téve és folytatva legyen a barlangban a feltáró munka. A társulat létrehozta a Solymári Bizottságot, majd együttműködött a következő évben a Magyar Turista Egyesület barlangkutatóival. 1928-ban az utóbbi egyesület a Zsíros-hegyen épített turistaházában külön szobát tartott fenn a barlangot látogatóknak, akik így öltözőhöz és felszereléseik részére raktárhoz jutottak. A szakkörök érdeklődését is egyre inkább felkeltette a Solymári-ördöglyuk. Ezt tanúsítja, hogy megtekintették az 1927-ben rendezett német-magyar barlangkutató konferencia résztvevői is. A Pest-Pilis-Solt-Kiskun vármegye által adott 500 pengő felhasználásával, vasrácsos ajtóval zárták le 1929-ben a barlang mindkét bejáratát, rendbetették a bejáratok előtti területet és turistaúttal kapcsolták össze a két bejáratot. A bejárat után lévő aknát (Pince) áthidalták, a Siklóban pedig elhelyeztek két nagy falépcsőt. Egyelőre a barlangjárásban járatos csoportoknak tették lehetővé a barlang megtekintését.

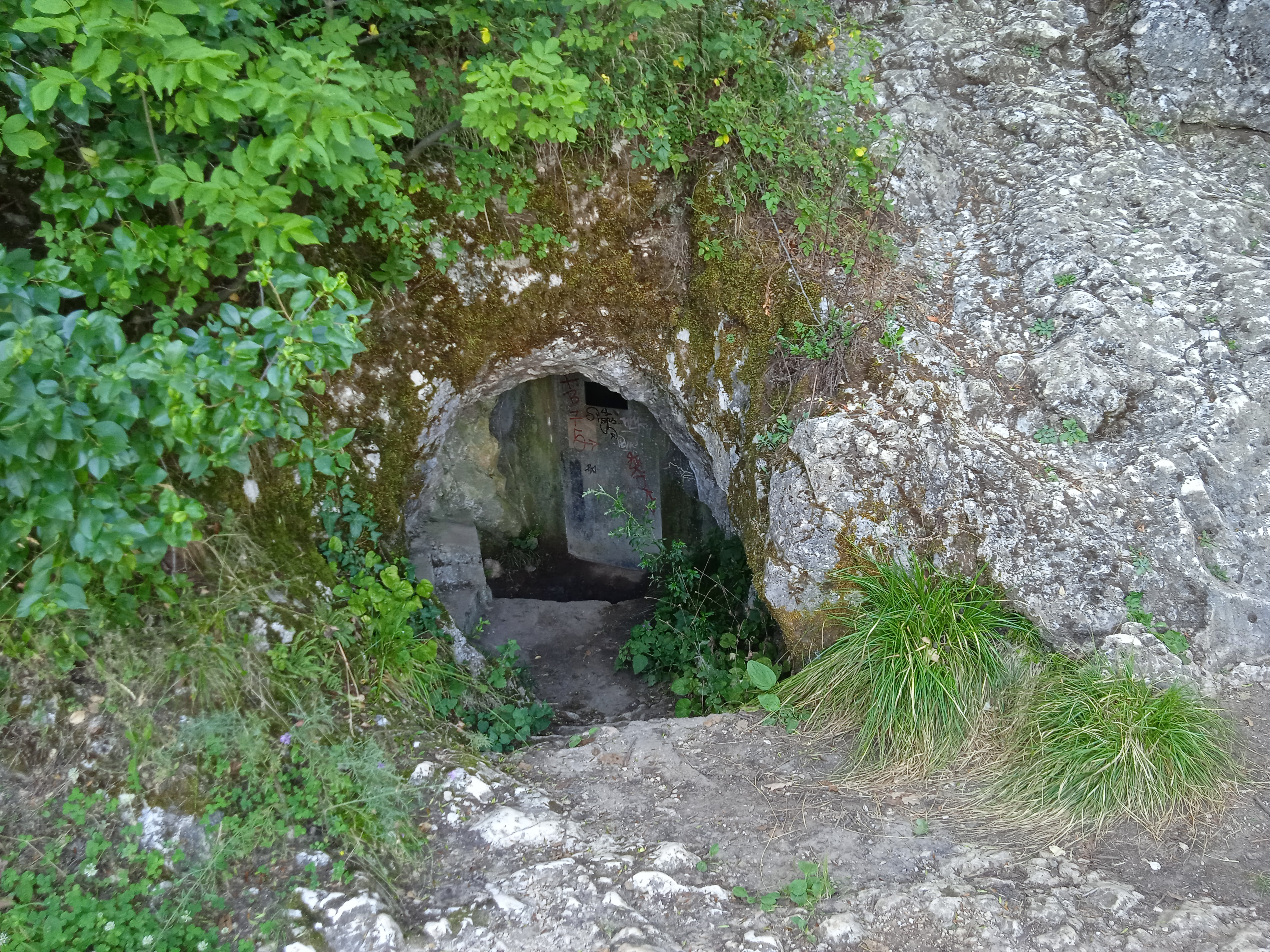
A Solymári-ördöglyuk főbejárata 2021-ben

Az 1930-as évek közepére nagyon rossz állapotba került a barlang, amelynek kezelését 1935-ben végül a Budapesti Turista Egyesület Alpin Osztálya vette át. Az osztály bérbe vette a kőfejtő bejárata közelében épített bányaőrházat, ahol a barlangot látogatók és a barlangi túravezetők részére öltözőt, étkezőt, mosdót és szükség esetére hálóhelyet alakítottak ki (jelenleg már nyoma sincs a háznak). Biztosító sodronyokat, vaskorlátokat helyeztek el a barlang különböző részeiben. A Siklóban lévő korábbi, korhadásnak indult falépcsőt lecserélték 1936-ban a napjainkban is használt betonlépcsőre (Jellinek-lépcső). A barlangot 486 látogató nézte meg 1936-ban. Ekkor adatta ki Jellinek János a Solymári-ördöglyukat bemutató füzetét, amelyben a túraútvonalak részletesen le vannak írva. A barlang kezelését 1942-ben megint a Magyar Barlangkutató Társulat vette át, amely ismét megalakította a Solymári Bizottságot, a barlangházat kibérelte és kidolgozta a barlang látogatását rendező szabályzatot. A szabályzat szerint a barlang belépődíj fizetésével látogatható; a Bejárat és a Kupola-terem közötti szakasz bejárható utcai ruhában is; a Bejárat és a Kijárat között húzódó szakasz túrái 10 és 16 órakor indulnak vasár- és ünnepnapokon.
Rendszeresen próbáltak új járatot, összeköttetést felfedezni a barlangot kezelő egyesületek. Ebben a munkában főleg Bekey Imre Gábor, Jellinek János, Schőnviszky László, Herdinand Rudolf, Varga Pál és Skolil Ottó vettek részt. A barlang hossza nagyon megnőtt a kutatók feltáró munkája miatt. Csak az 1960-as években (hosszú szünet után), Szentes György által vezetve lettek új járatok felfedezve. A barlang első térképét, a Magyarhoni Földtani Társulaton belül nem sokkal korábban megalakult Barlangkutató Szakosztály megbízásából, Kmetty Béla és Szűts Pál, 1914-ben készítették. A térkép az 1920-as, 1930-as években ki lett egészítve az időközben feltárt részekkel. Mivel a barlang korábbiaknál pontosabb felmérése időszerű lett, ezért 1972-ben, Hartig Miklós és Horváth János által vezetve elkezdte a felmérést a Ferencvárosi Természetbarát Sportkör Barlangkutató Szakosztálya. A teljes térkép azonban nem készült el. Néhány barlangkutató csoport összefogásával és együttműködésével térképezési akció kezdődött 1996-ban, a hiány pótlására, melynek eredményeként fel lett mérve a barlang fele, de a munka nem lett befejezve, ezért nem készült el ez a térkép sem. Nyerges Attila 2000-ben elkezdte az egész barlang felmérését és minden bizonnyal 2003-ban elkészül a barlang térképe.

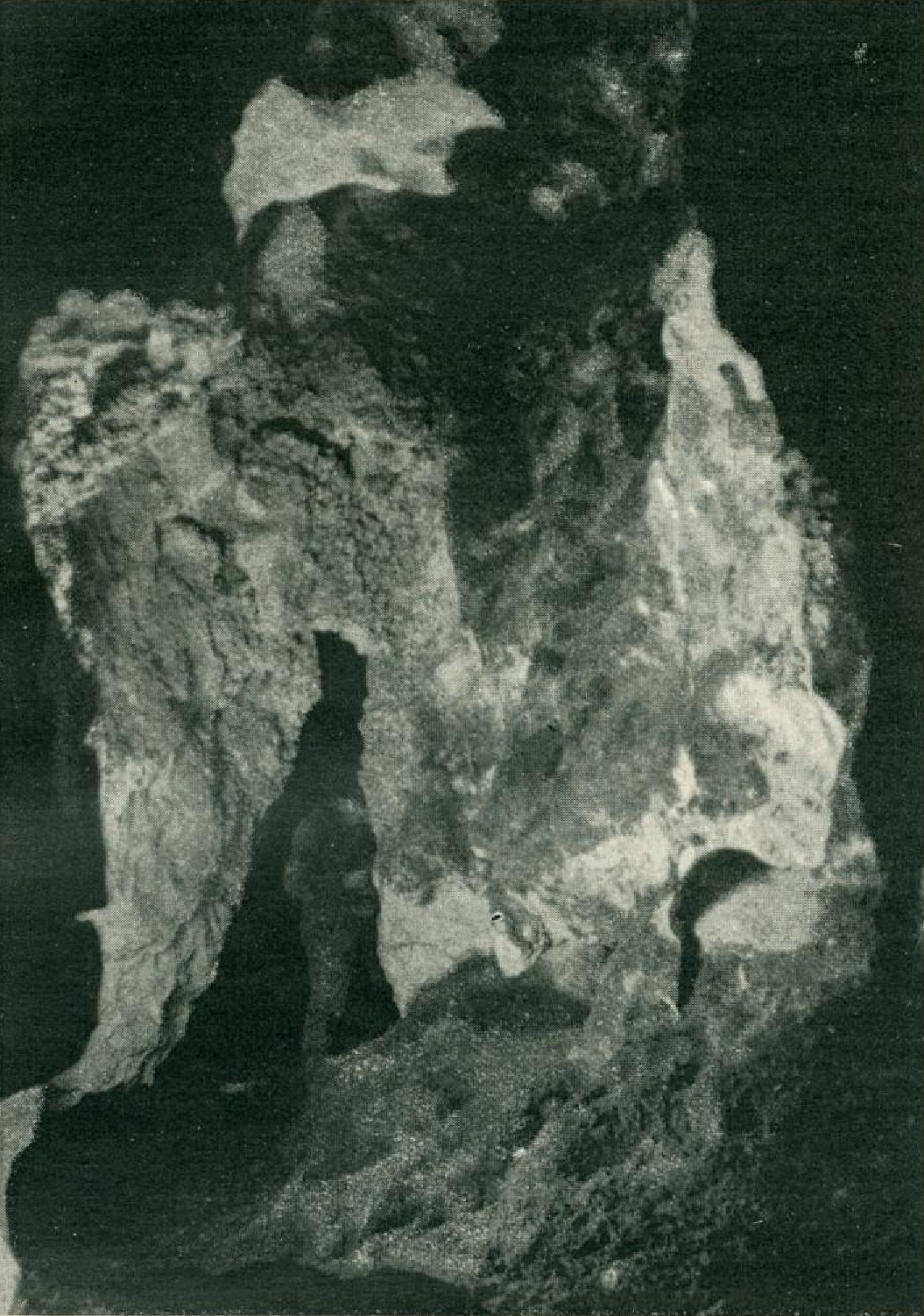
Solymári-ördöglyuk, a Fehér-terem 1932-ben publikált fényképe (Fényképezte: Klébert J. Elemér)

A második világháború után sokáig csak barlangkutatók, vállalkozó szellemű turisták és kalandvágyó fiatalok járták a barlangot. A barlang labirintusszerű, nagyon bonyolult, nehezen kiismerhető járathálózata, illetve az alkalmi látogatók hiányos tapasztalata és felszerelése miatt összesen majdnem 200-an tévedtek el, maradtak világítás nélkül vagy sérültek meg a barlangban, akiket a kényszerű fogságból a Barlangi Mentőszolgálat szabadított ki. A balesetek miatt 1993-ban megint lezáratta a Budapesti Természetvédelmi Igazgatóság (jelenleg DINP) az időközben tönkrement bejáratokat, és rendbehozatta a létrákat, ellátta korláttal a lépcsőket a TVH Barlangtani Osztályának szakmai irányításával. Elhelyeztek a kijáratig (Pipa) tartó szakaszon közlekedést könnyítő biztosítósodronyokat (a barlang két pontján) és létrákat (6 helyen). A Magyar Karszt- és Barlangkutató Társulat ezt követően megint létrehozta a Solymári Bizottságot a második világháború előtti túravezetések megújítása miatt, majd a természetvédelmi hatóság engedélye alapján 1994–1998 között (május eleje és október közepe között) az érdeklődő látogatókat túravezetőkkel vezette a rövid (turista túra) útvonalon, amely a főbejárattól a Pihenőig és vissza tartott, valamint a hosszú (overállos túra) útvonalon, amely a főbejárattól a Pipáig tartott. 5600 látogató tekintette meg a barlangot az ötéves üzemeltetés alatti 250 látogatási napon.
A Solymári-ördöglyuk a bejárattól a Pihenőig nehézség nélkül járható, csak világítás kell. A bejárat néhány lépcsőjén az Előcsarnokba lehet lejutni. Balra a Pince mélysége sötétlik. Néhány méter után a Sikló, vagy más néven a Nagy-Kürtő betonlépcsői indulnak lefelé. Több forduló után lehet leérni a 15 m-rel mélyebben található Kupola-terembe, ahol már néhány cseppkőképződmény is megfigyelhető. Innen meredek vaslépcső, majd éles forduló után ismét betonlépcsők vezetnek a Pihenőbe. A könnyű túra itt véget ér. Ennek a túrának az időtartama kb. 20 perc.
A további, a Pipáig tartó (kiépített) szakasz barlangjáró alapfelszereléssel járható. A Pihenő D-i végében elhelyezkedő nyílás vezet a Cirkuszba, melynek bal oldali párkányán, sodronykötél segítségével lehet átjutni a másik oldalra, ahonnan kanyargós, szűk járat vezet a szintén nagy méretű Labirintusba. Néhány méter után két létra, majd sodronykötél segítségével lehet felmászni a Szemüreghez, majd onnan megint két létrán le a Guanó-terembe. Az innen kezdődő szűk Cseppkő-folyosó, majd az ezt követő nagyon szűk Szuszogó a túra legkellemetlenebb része, melyen áthaladva létrán kell leereszkedni a magas Kulissza-folyosóba. Ennek végén kissé körülményesen lehet felkapaszkodni kb. 2 m-t, majd az elért kanyargós folyosó végén létra vezet a kijárat előtti vízszintes részbe. Itt lábbal előre kell lecsúszni a járat alakjára utaló, Pipa elnevezésű kijáratba. Ennek a túrának az időtartama kb. 1 óra.
A barlang a Zsíros-hegyet felépítő triász dachsteini mészkőben keletkezett. Korábban víznyelőbarlangnak gondolták, de az 1950-es években történt vizsgálatok a hévizes kialakulást támasztották alá. Az üregesedés egyesek szerint már a pliocénben, mások szerint a pleisztocénben kezdődött, kb. fél-egy millió évvel ezelőtt. A felfelé áramló meleg és a beszivárgó hideg vizek keveredése miatt megint oldóképessé vált víz bonyolult alaprajzú, térbeli labirintus-hálózattá tágította a repedéseket, hasadékokat. Ez a barlang jelenlegi képére is rányomja bélyegét: magas, keskeny folyosók, ezeket összekötő szűk járatok, a repedések kereszteződésében keletkezett termek, függőleges részek váltakoznak. A barlang magasabb részeire a gömbfülkék, gömbüstök jellemzőek. A később szárazzá vált barlangot a felülről beszivárgó vizek átalakították, részben megváltoztatva az eredeti, hévizes formákat. A hidegvizes tevékenység legszembetűnőbb nyomai a cseppkőképződmények, melyek a barlang egyes részein több m² felületeket is befednek, de jelenleg már nagyon rongált állapotban. A folyosók falfelületein, kőzetélein gyakori kiválás a borsókő is (néhány mm-től a cm-es méretig). A barlang néhány részén gipsz kristálycsoportok figyelhetők meg.

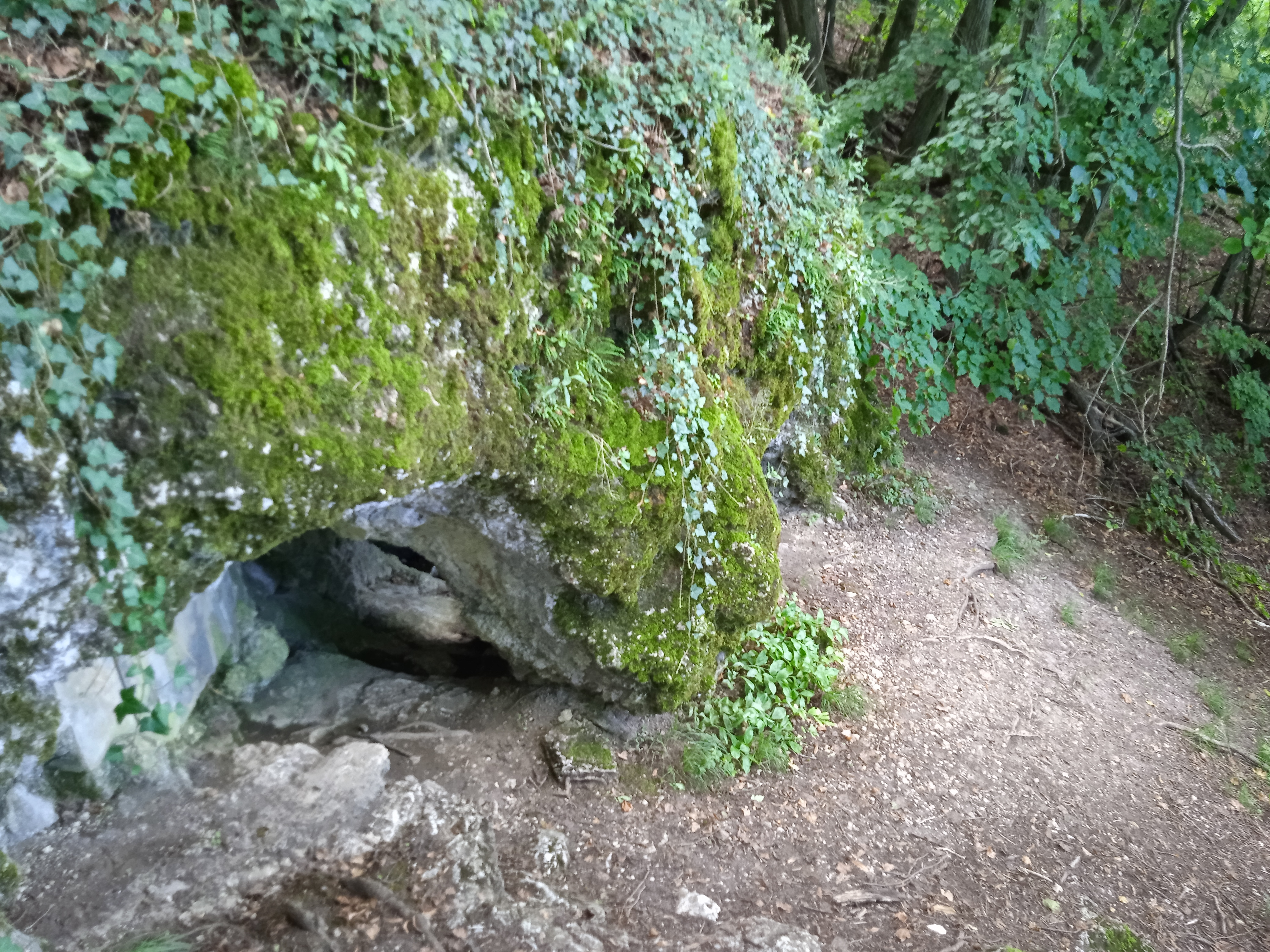
A Solymári-ördöglyuk kijáratának környéke

A barlangban már korábban is találtak elszórtan különböző eredetű csontokat, de tudományos igényű ásatást csak az 1939–1943 közötti időben, ősállati csontleletek után kutatva a Magyar Barlangkutató Társulat megbízásából Vértes László végzett. 1951-ben Jánossy Dénes végzett ásatást a Magyar Természettudományi Múzeum részéről. Az őslénytani ásatások gazdag anyagot eredményeztek. Legjelentősebb a teljes jávorszarvas-csontváz, melynek kora azonban bizonytalan. A talált kisemlősanyag (pl. cickányok, több pocokfaj, egérfajok) a pleisztocén fiatalabb szakaszába (70–75 ezer év) helyezhető, a nagyemlősanyag (pl. barlangi medve és barlangi oroszlán) egy része (bölény, Merk-orrszarvú) ennél régebbi is lehet. A barlang gerinces őslénytani leletei Magyarország hasonló barlangjainak maradványai közt egyedülállóak, de sok, korban eltérő csont rétegtani hovatartozása kétséges, további ásatásokat kell végezni. Kiemelkedő jelentőségű a barlangban talált csigák vizsgálata, melynek alapján a Kis-körút vörös agyagja a középső pleisztocénben, míg a járat végénél eltömődött kürtő világosabb színű kitöltése az ezt követő hűvösebb szakaszban képződött.
A barlangban élő denevérek gazdagságát már Koch Antal is észrevette. A 19–20. század fordulóján guanót termeltek ki tonnaszámra az üregből. A barlang több részén (főleg a Guano-teremben és a Fehér-teremben) a sok guanón kívül a szubfosszilis denevércsontok tanúsítják, hogy leginkább kereknyergű patkósdenevér, hosszúszárnyú denevér, hegyesorrú és közönséges denevér élt nagy tömegekben a Solymári-ördöglyukban (az első kettő jelenleg már nem). Ma már inkább közönséges denevér, kis patkósdenevér, nagy patkósdenevér, hegyesorrú denevér, nagyfülű denevér, csonkafülű denevér és vízi denevér fordul elő, de a régen megfigyeltnél sokkal kisebb gyakorisággal. Védetté nyilvánították 1942-ben a barlangot és közvetlen felszínét, 1982-től pedig fokozottan védett a barlang. Le van zárva mindkét bejárata, de rendszeresen feltörik. Bár megtekintéséhez a Duna–Ipoly Nemzeti Park Igazgatóság engedélye kell, mégis gyakran felkeresik illegális látogatók, ezért rendkívül szemetes a barlang (az időnként megtartott takarítótúrák ellenére is).

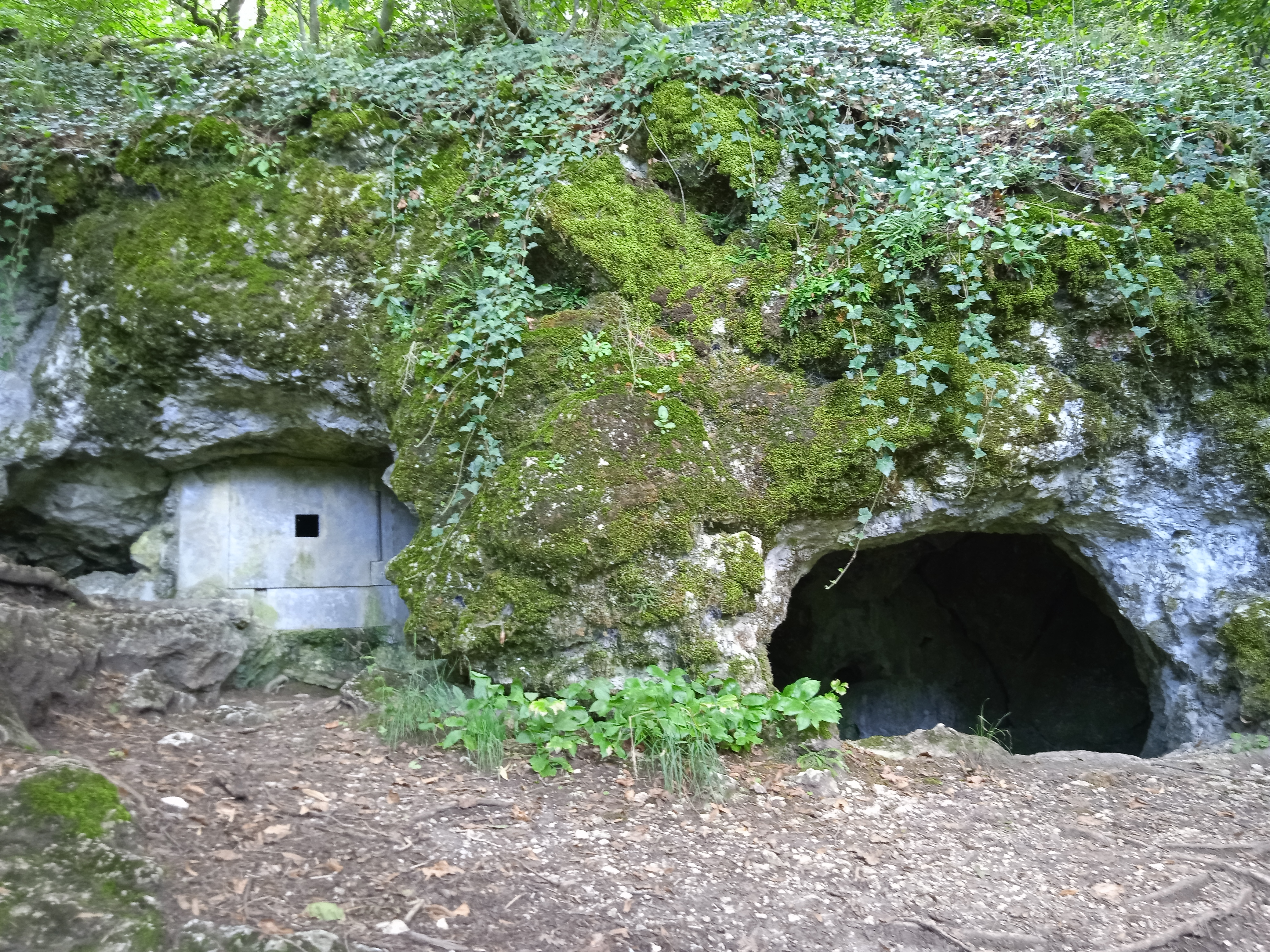
A Solymári-ördöglyuk kijáratának környéke

A kiadványba bekerült a barlang két hosszmetszet térképének színes változata, amelyeket Nyerges Attila rajzolt 2002-ben, az Országos Barlangnyilvántartás számára. (A Nyerges Attila által készített térképek még nem lettek befejezve a könyv írásának idején.) A Solymári-ördöglyukról szóló könyvfejezetben van egy színes fénykép, amelyen a Szemüreg feletti kürtőben lévő, guanóval fedett cseppkőlefolyás figyelhető meg. Egri Csaba készítette a fényképet. A barlangot bemutató könyvfejezet 5 publikáció felhasználásával lett írva. A könyvben lévő, Egri Csaba és Nyerges Attila által készített hosszúsági lista szerint a Budai-hegységben lévő és 4773-1 barlangkataszteri számú Solymári-ördöglyuk Magyarország 15. leghosszabb barlangja 2002-ben. A 2002-ben kb. 3000 m hosszú barlang 1977-ben kb. 2000 m és 1987-ben 2000 m hosszú volt. A könyvben található, Egri Csaba és Nyerges Attila által készített mélységi lista szerint a Budai-hegységben lévő és 4773-1 barlangkataszteri számú Solymári-ördöglyuk Magyarország 46. legmélyebb barlangja 2002-ben. A 2002-ben 75 m mély barlang 1987-ben 65 m mély volt.
A 2005-ben megjelent, Magyar hegyisport és turista enciklopédia című kiadványban önálló szócikke van a barlangnak. A szócikk szerint a Solymári (Ördöglyuk)-barlang a Budai-hegységben található és fokozottan védett természeti érték. A Solymár és Nagykovácsi között található Zsíros-hegy ÉK-i oldalában, 352 m tszf. magasságban van a két bejárata. Omlásveszély miatt az 1970-es években le lett betonozva harmadik bejárata. Már a 19. század második felében ismerték bejárati részét, első bejárója Koch Antal volt 1867-ben. 1914-ben készült el a barlang első térképe. Kutatását és látogatását a Magyar Barlangkutató Társulat szorgalmazta 1926-tól. Majdnem 3 km hosszú a triász mészkőben lévő tektonikus hasadékok mentén keletkezett szövevényes, többszintű üregrendszer. Nagy termeit mély és szűk aknák kapcsolják össze, falait gömbüstök, gömbfülkék, borsókő, aragonit, gipsz és kalcitkiválások díszítik. Néhány, felszínre nyíló kürtője később víznyelőként működött. Az üledékekben barlangi medve (Ursus spelaeus), barlangi oroszlán (Felis leo spelaea) és egy kihalt jávorszarvasfaj csontvázát találták meg. Azt, hogy régen tömegesen éltek benne denevérek az bizonyítja, hogy néhány helyen vastagon felhalmozódott a guanóréteg. Engedéllyel vagy szezonálisan szakvezetővel járható a lezárt barlang.

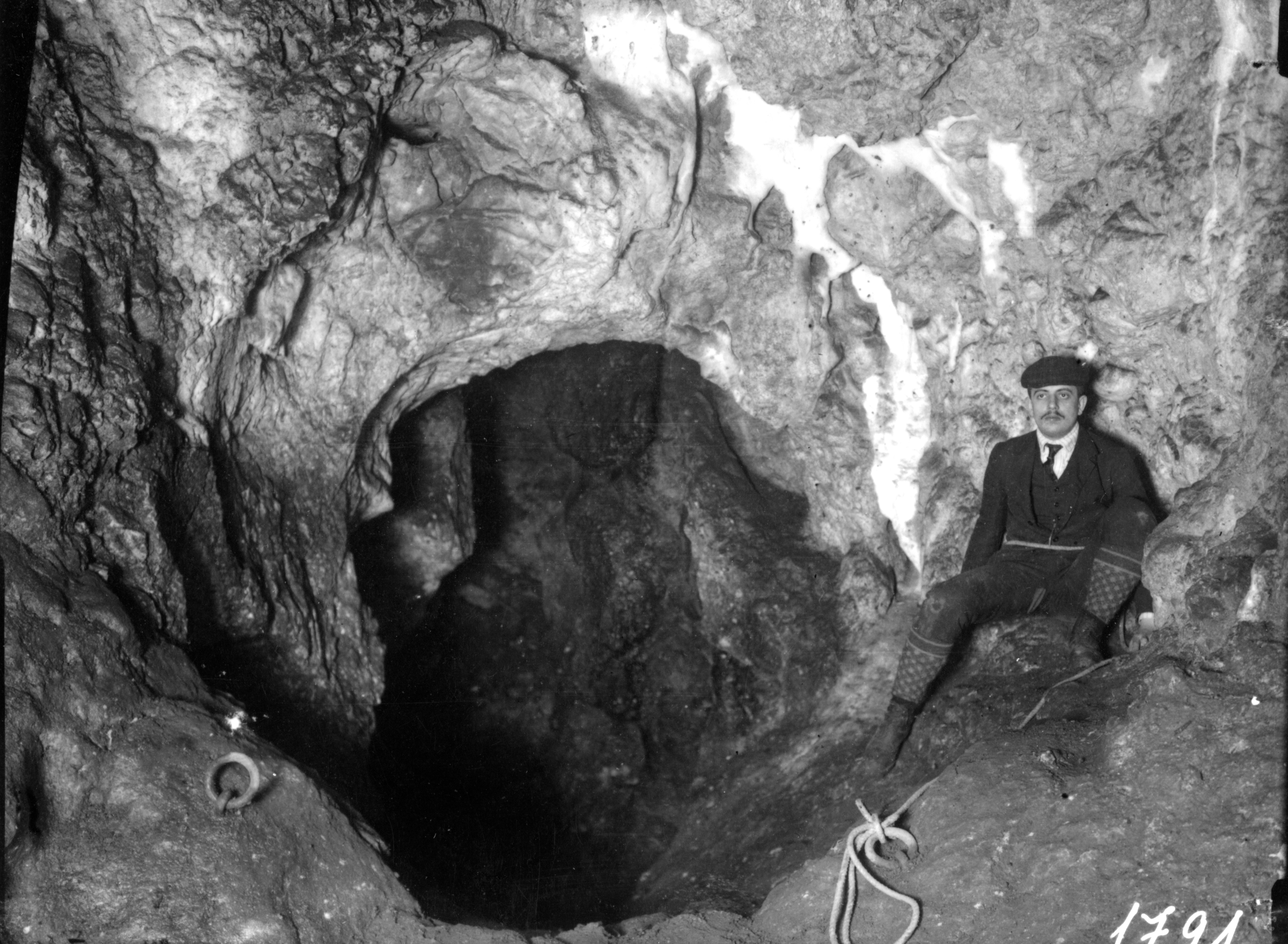
A Nagy-kürtő bejárata régen (Bekey Imre Gábor felvétele)

A könyvben publikálva lett a Turisták Lapja 1924. évi évfolyamában megjelent fénykép, amelyen a barlang bejárata látható. A fényképet Bekey Imre Gábor készítette. A BEAC Barlangkutató Csoport tevékenységében jelenleg meghatározók a magyarországi barlangtérképezési munkák, pl. Solymári-ördöglyuk. Schőnviszky László szócikkében meg van említve, hogy Schőnviszky Lászlónak köszönhető, hogy a Solymári-ördöglyuk hossza több száz m-rel megnövekedett. Torda István szócikkében meg van említve, hogy Torda István 1988-ban, a Solymári-ördöglyukban kezdett barlangászni és részt vett a solymári mentőakcióban. Vértes László szócikkében meg van említve, hogy Vértes László részt vett 1939-ben a Solymári-ördöglyuk ásatásán, amelyet Kadić Ottokár vezetett. Vértes László 1946-ban Solymáron ásott. A zsíros-hegyi (Fritsch) menedékház a közelben található Solymári-ördöglyukat látogatóknak is jó öltözési és szállás lehetőséget kínált.
2005. szeptember 1-től a környezetvédelmi és vízügyi miniszter 22/2005. (VIII. 31.) KvVM rendelete szerint a Duna–Ipoly Nemzeti Park Igazgatóság működési területén, a Budai-hegységben található Solymári-ördöglyuk látogatók számára nem megnyitott szakaszai a felügyelőség engedélyével látogathatók. 2005. szeptember 1-től a környezetvédelmi és vízügyi miniszter 23/2005. (VIII. 31.) KvVM rendelete szerint a Budai-hegységben lévő Solymári-ördöglyuk fokozottan védett barlang. 2007. március 8-tól a környezetvédelmi és vízügyi miniszter 3/2007. (I. 22.) KvVM rendelete szerint a Duna–Ipoly Nemzeti Park Igazgatóság működési területén lévő Budai-hegységben elhelyezkedő Solymári-ördöglyuk látogatók számára nem megnyitott szakaszai az igazgatóság engedélyével tekinthetők meg.

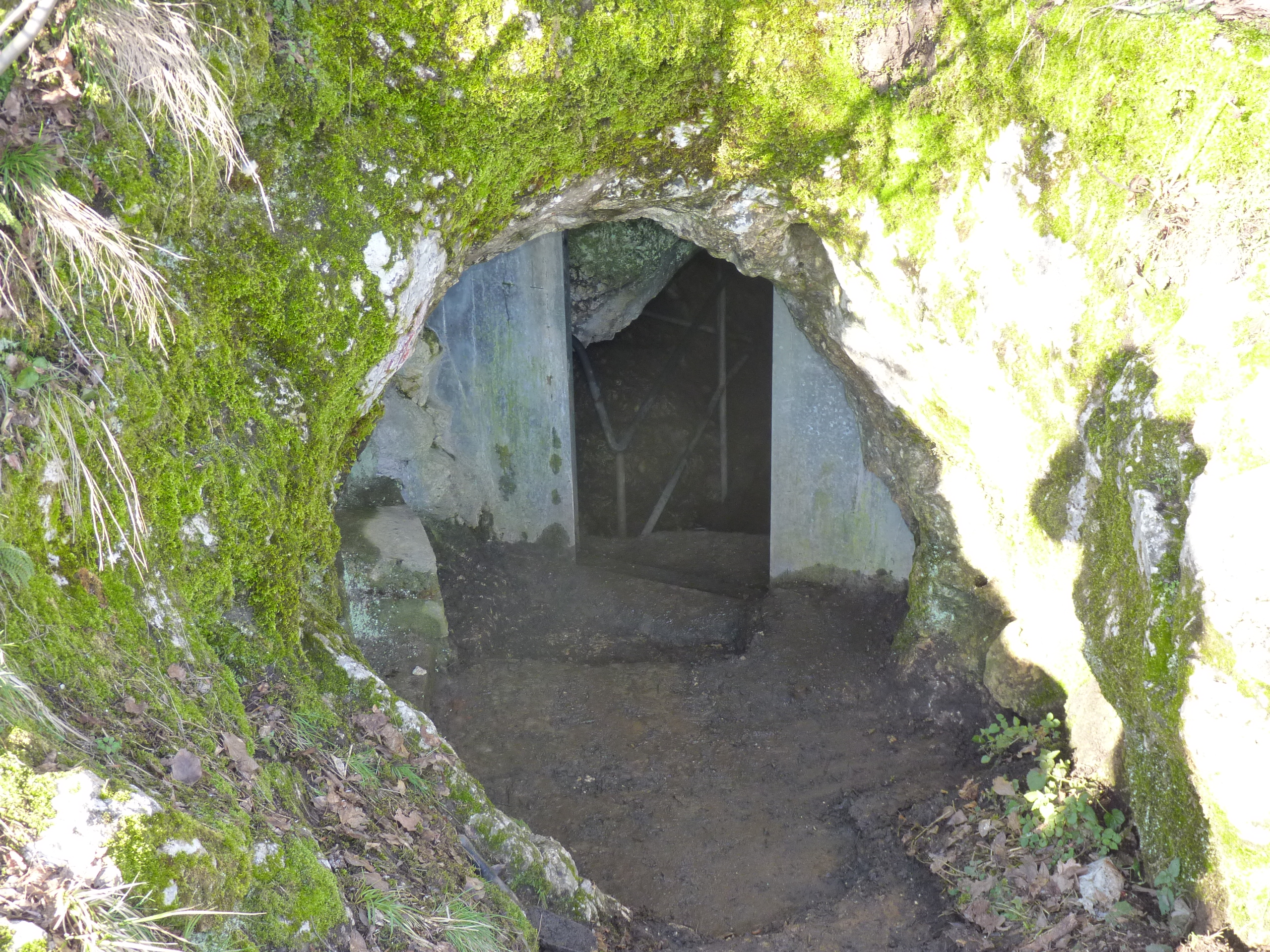
A barlang főbejárata 2013-ban

A Pest megyében lévő Solymáron elhelyezkedő, 11422 lelőhely-azonosítójú és 4773-1 barlangkataszteri számú Solymári-ördöglyuk a másodlagos régészeti lelőhelyek közé van sorolva a 2013-ban publikált és Varga Gábor által írt tanulmányban. 2013. július 19-től a vidékfejlesztési miniszter 58/2013. (VII. 11.) VM rendelete szerint a Solymári-ördöglyuk (Budai-hegység, Duna–Ipoly Nemzeti Park Igazgatóság működési területe) idegenforgalom számára nem megnyitott szakaszai az igazgatóság hozzájárulásával látogathatók. A 2012–2014. évi Karszt és Barlangban közölve lett, hogy a turistáknak kiépített Solymári-ördöglyukat 2012-ben 463 fő, 2013-ban 523 fő, 2014-ben 645 fő látogatta meg overállos barlangtúrán. 2015. november 3-tól a földművelésügyi miniszter 66/2015. (X. 26.) FM rendelete szerint a Solymári-ördöglyuk (Budai-hegység) fokozottan védett barlang.
A 2021. évi MKBT Tájékoztatóban Fogel Péter felhívást tett közzé, amely szerint Fogel Péterék néhány évtizede több, ígéretes kutatási pontot találtak, melyek lelkes feltáróikat azóta is várják. Érdemes lenne megint megvizsgálni ezeket a pontokat. A Solymári-ördöglyuk folytatása az alatta elhelyezkedő bányából sejthető. A csille mozgását a barlang legmélyebb pontján hallani lehetett. Pluhár István a bányában dolgozva felfedezett egy részt, ahonnan tovább folytatódhat a barlang. Ezt kb. 200 m hosszig tárta fel és talált három, egyenként 12 m²-es termet. A Jakucs László Barlangkutató Csoport kutatta a helyszínt. A kutatás nem folytatódott a csoport megszűnését követően. 2021. május 10-től az agrárminiszter 17/2021. (IV. 9.) AM rendelete szerint a Solymári-ördöglyuk (Budai-hegység, Duna–Ipoly Nemzeti Park Igazgatóság működési területe) idegenforgalom számára nem megnyitott szakaszai az igazgatóság engedélyével látogathatók. A 13/1998. (V. 6.) KTM rendelet egyidejűleg hatályát veszti.

## Látogatási statisztika
A Solymári-ördöglyuk látogatóinak száma évenként:
| év              | 1936 | 1937 | 1994 | 1995 | 1996 | 1997 | 1998 | 1999 | 2000 | 2001 | 2002 | 2003 | 2004 | 2005 | 2006 | 2007 | 2008 | 2009 | 2010 | 2011 | 2012 | 2013 | 2014 | 2015 | 2016 | 2017 | 2018 |
| látogatók száma | 486  | 405  | 751  | 1675 | 1168 | 1232 | 731  | –    | –    | –    | –    | –    | –    | –    | 385  | 464  | 527  | 695  | 562  | 484  | 463  | 523  | 645  | 633  | 254  | 161  | 403  |

## További irodalom
- Barbie Lajos: A Solymári barlang. MATUOSZ Hiv. Ért. 1942. (7. [17.] évf.) 154. old.
- Bertalan Károly: A barlangkutató-szakosztály jelentése. A Budapesti Egyetemi Turista Egyesület beszámolója az 1942. jubileumi évről. Budapest, 1943. 17–19. old.
- Helmuth Cramer: Einige Beobachtungen zur Geologie und Morphologie ungarischer Karstgebiete. Das Budaer Gebirge. Mitteilungen über Höhlen- und Karstforschung, Berlin, 1929.
- Hajós Gyula: Csonkamagyarország nevezetesebb barlangjai. In: Turista lexikon. Budapest, 1932. 101–104. old.
- Jellinek János: Válasz a Solymári barlang ellen elhangzott panaszra. Magyar Turista Élet, 1935. (3. évf.) 23–24. sz. 26–27. old.
- Kerekes József: A budakörnyéki hévvizes barlangokról. Földrajzi Zsebkönyv, 1944. (6. évf.) 21–33. old.
- Kessler Hubert: Barlangok mélyén. Budapest, Franklin, 1936.
- Löffler György: Tallózás. Magyar Turista Élet, 1934. (2. évf.) 15–16. sz. 10. old.
- Malcsiner Sándor: Vándorgyűlés a föld alatt. Magyar Turista Élet, 1935. (3. évf.) 21. sz. 6. old.
- M. S. (Malek Sándor): Félórai különtúra, drága karbidlámpa, korhadt falépcső és egyéb panaszok a Solymári Barlang ellen. Magyar Turista Élet, 1935. (3. évf.) 22. sz. 14. old.
- Péchy-Horváth Rezső: A Solymári cseppköves barlang. Hungaria Magazin, 1941. (6. évf.) 4. sz. 8. old.
- Péchy-Horváth Rezső: Sok feltáratlan szépséget rejtegetnek Magyarország barlangjai. Barlangfürdőt terveznek Görömbölytapolcán? Országjárás, 1942. február 27. (3. [8.] évf. 9. [10.] sz.) 6. old.
- Péchy-Horváth Rezső: Sok feltáratlan szépséget rejtegetnek Magyarország barlangjai. Barlangfürdőt terveznek Görömbölytapolcán? Országjárás, 1942. március 6. (3. [8.] évf. 11. [12.] sz.) 4. old.
- Péchy-Horváth Rezső: A barlang mélyén. Vasárnapi Újság, 1944. október 8. Budapest. (4 kép)
- P. L. [Puskás Lajos]: Nemrég történt... Kárpáti Hangok, 1937. (2. évf.) 15. old.
- Radó Denise: Karsztmorfológiai vizsgálatok a solymári Ördöglyuk barlangban és környékén. Földrajzi Értesítő, 1954. (3. köt.) 3. füz. 604–609. old.
- Rákosi Pál: A Solymári Barlangban tartotta vándorgyűlését a Budapesti Turista Egyesület. Magyar Turista Élet, 1936. (4. évf.) 21. sz. 6. old.
- Rotarides Mihály: Praeglaciális csigák a Solymári barlangból. Annales Historico-naturales Musei Nationalis Hungarici – A Magyar Természettudományi Múzeum évkönyve, 1943. (36. köt.) Pars mineralogica, geologica et palaeontologica. 83–90. old.
- Jan Stach: Verzeichnis der Apterygogenea Ungarns. Annales Historico-Naturales Musei Nationalis Hungarici, 1929. (26. köt.)
- Jan Stach: Die in den Höhlen Europas vorkommenden Arten der Gattung Onychiurus Gervais. Annales Musei Zoologici Polonici, 1934. (10. köt.) 111–222. old.
- Jan Stach: The Apterygotan Fauna of Poland in Relation to the World-Fauna of this Group of Insects Family: Onychiuridae. Polska Akademia Nauk, 1954. 219 old.
- Tulogdy János: Külföldi hírek. Transzilvánia [Erdély], 1936. (33. évf.) Kolozsvár. 23. old.
- Venkovits István: A solymári barlang keletkezéséről. Természetbarát, 1939. (27. évf.) 5. sz. 12–13. old.
- Vértes Győző: Barangolás a solymári barlangban. Pesti Hírlap, 1943. január 19. 4. old.
- Vigyázó János – Strömpl Gábor: Budai hegyek részletes kalauza. Budapest, 1934.
- –: Kalandos életmentés a solymári Ördöglyukban. 36 óráig a sötétség és csend birodalmában. Magyar Turista Élet, 1934. (2. évf.) 13–14. sz. 6. old.
- –: A Solymári barlang a Budapesti T. E. kezelésében. Magyar Turista Élet, 1934. (2. évf.) 12. sz. 13. old.
- –: Barlangházat létesítettek a „Solymári Ördöglyuknál”. Magyar Turista Élet, 1935. (3. évf.) 12–13. sz. 2. old.
- –: Látogatási rend a solymári Ördöglyukban. Magyar Turista Élet, 1942. (10. évf.) 18. sz. 4. old.
- –: Negyven új barlangot fedeztek fel Erdélyben tavaly. Új Nemzedék, 1942. március 2. 7. old.
- –: A solymáribarlang látogatási rendje. Országjárás, 1942. (3. [8.] évf.) 48. sz. 2. old.
- –: Ritka érdekességű őskori leletek a Solymári barlangban. Magyar Erő, 1943. (2. évf.) 34. sz. 12. old. (6 kép)
- –: A solymári ősállatleletekről számoltak be a Barlangkutató Társulat ülésén. Kis Újság (reggeli kiad.), 1943. november 3.